# 朝鮮民主主義人民共和国

朝鮮民主主義人民共和国
조선민주주의인민공화국

国の標語：強盛大国（강성대국）
国歌：朝鮮民主主義人民共和国国歌

朝鮮民主主義人民共和国（ちょうせんみんしゅしゅぎじんみんきょうわこく、朝: 조선민주주의인민공화국、英: Democratic People's Republic of Korea, DPRK）、通称北朝鮮（きたちょうせん、英: North Korea）は、東アジアに位置する社会主義共和制国家。首都は平壌市。
1953年7月に朝鮮戦争休戦協定が締結されて以来、朝鮮半島は38度線を境に北側の朝鮮民主主義人民共和国（以下、北朝鮮）と南側の大韓民国 （以下、韓国）に分断され、ドイツ再統一以後は双方が国連に加盟している国家では唯一の冷戦分断国家となった。朝鮮労働党による一党独裁体制下にあり、軍事境界線を挟み韓国と、豆満江や鴨緑江を挟んで中華人民共和国およびロシアと接している。

## 概要

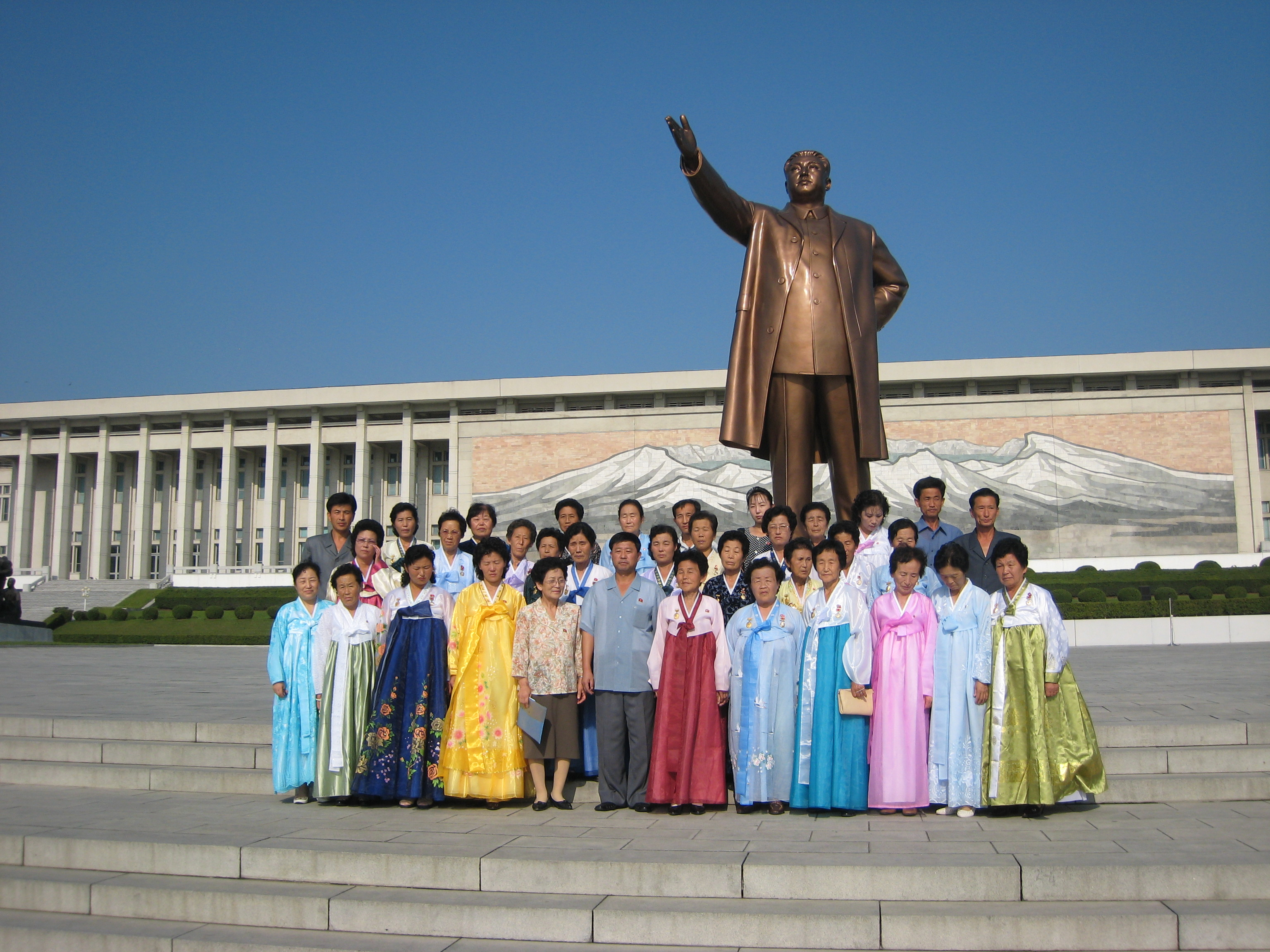
北朝鮮の人々と金日成像（2010年8月30日、平壌万寿台で）

### 政治体制
朝鮮労働党を執権政党とするヘゲモニー政党制であり、最高指導者は金日成、金正日、金正恩と親から子への世襲が続いている。冷戦期に中ソ対立の狭間で非同盟運動を推進し、「自主、自立、自衛」を掲げて主体思想を唱えた。以来「マルクス・レーニン主義を創造的に朝鮮に適用した」とする主体思想を党と国の「指導的指針」と定め、その中で「主体的な革命観を立てるためには、党と首領の指導が必要」として首領の指導への忠実性を人民に要求し、極端な個人崇拝と独裁政治が現在に至るまで続いている。
北朝鮮の政治体制について、百科事典マイペディアは「『共和国』とは名ばかりの3代にわたる世襲独裁体制」と評価する。日本の防衛省のシンクタンク、防衛研究所は2017年に「独裁化と粛清を通じた恐怖政治が続いている」と分析している。ヒューマン・ライツ・ウォッチは「世界で最も抑圧的な国の1つ」「あらゆる基本的な自由を大幅に削減し、政治的反対、独立したメディア、市民社会、労働組合を禁止している」「秘密裏に強制収容所を運営し、そこでは政府への反対者と見なされた人々が拷問、飢餓、強制労働を強いられている」と分析している。エコノミスト誌傘下の研究所エコノミスト・インテリジェンス・ユニットによる民主主義指数は世界最下位（2019年度）、国境なき記者団による世界報道自由度ランキングも世界最下位を記録している（2020年度）。

### 外交
外交面では常に攻撃的姿勢を貫き、ラングーン事件や大韓航空機爆破事件、近隣諸国民の拉致事件など、国家ぐるみの国際的テロ事件を多数引き起こし、また20世紀末から核実験やミサイル発射を断続的に実施しているため、国際社会から非難されている。また、外貨獲得のためには手段を選ばず、通貨偽造や麻薬製造などの犯罪行為に手を染め、サイバーテロにも注力し、外国銀行への不正アクセスによって資金を盗んでいる。
このように、北朝鮮はならずもの国家と見なされており、国際連合から厳しい制裁が行われているにもかかわらず、国際社会に対する挑発的姿勢や、国際犯罪行為の改善は全く見られず、アメリカ合衆国からはテロ支援国家に指定されている。
東西冷戦下で誕生した分断国家であり、朝鮮戦争において朝鮮人民軍、中国人民志願軍両軍とアメリカ軍を中心とした国連軍の間で朝鮮戦争休戦協定が結ばれて以来、法的には現在に至るまで休戦中であるが、軍事的対立や小規模な衝突はその後も断続的に発生している。他方、1972年の南北共同声明を画期として、南北対話の流れも断続的に発生している。1991年には国連に南北同時加盟した。
韓国や日本、アメリカ合衆国、フランスなどは北朝鮮を国家承認していないが、中国、ロシア、イギリス、ドイツ、イタリア、インドネシア、インド、ベトナム、キューバなどは国家承認しており、国交がある（世界全体では、約120か国と国交がある）。

### 軍事

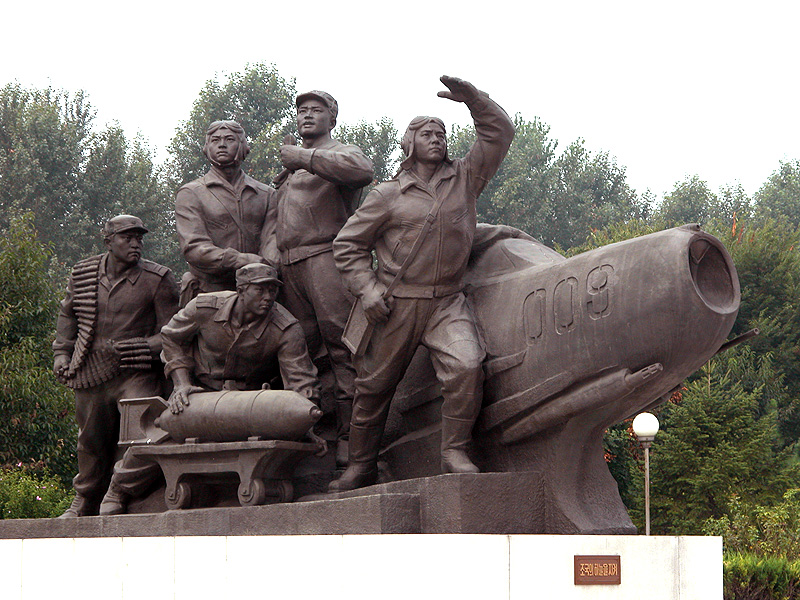
朝鮮人民軍空軍記念像。

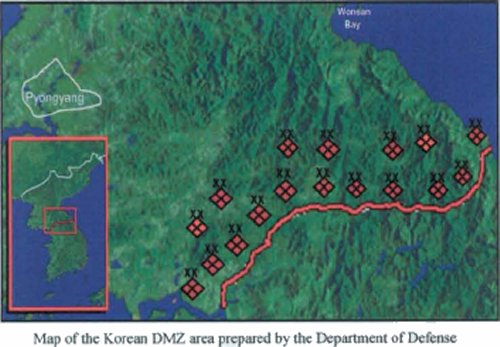
軍事境界線（38度線）後方の部隊配備。

軍事面では、世界最長の兵役（男性は8年〈かつては13年〉、女性は5年〈かつては8年〉）を国民に課すことで100万人を超える軍隊を維持し、韓国内の米韓軍（60万人弱）を兵力で圧倒しているが、兵器の近代化の遅れが目立ち、それを補完するために核兵器を含めた大量破壊兵器や、ICBM（大陸間弾道ミサイル）などのミサイル開発・配備を進めている。

### 経済
経済面では一人あたりのGDPにおいて、北朝鮮と韓国は1980年代半ばまでほぼ同水準で、稀に北が上回ることもあったが、1980年代後半に非同盟運動の分裂と対外債務の膨張で、経済の停滞が目立つようになり、1990年代以降はさらに低落している。この間、韓国が急速な経済成長を遂げたため、南北の所得格差は大きく開いた。2016年時において、南北間には20倍以上の所得格差があると見られる。

### 医療

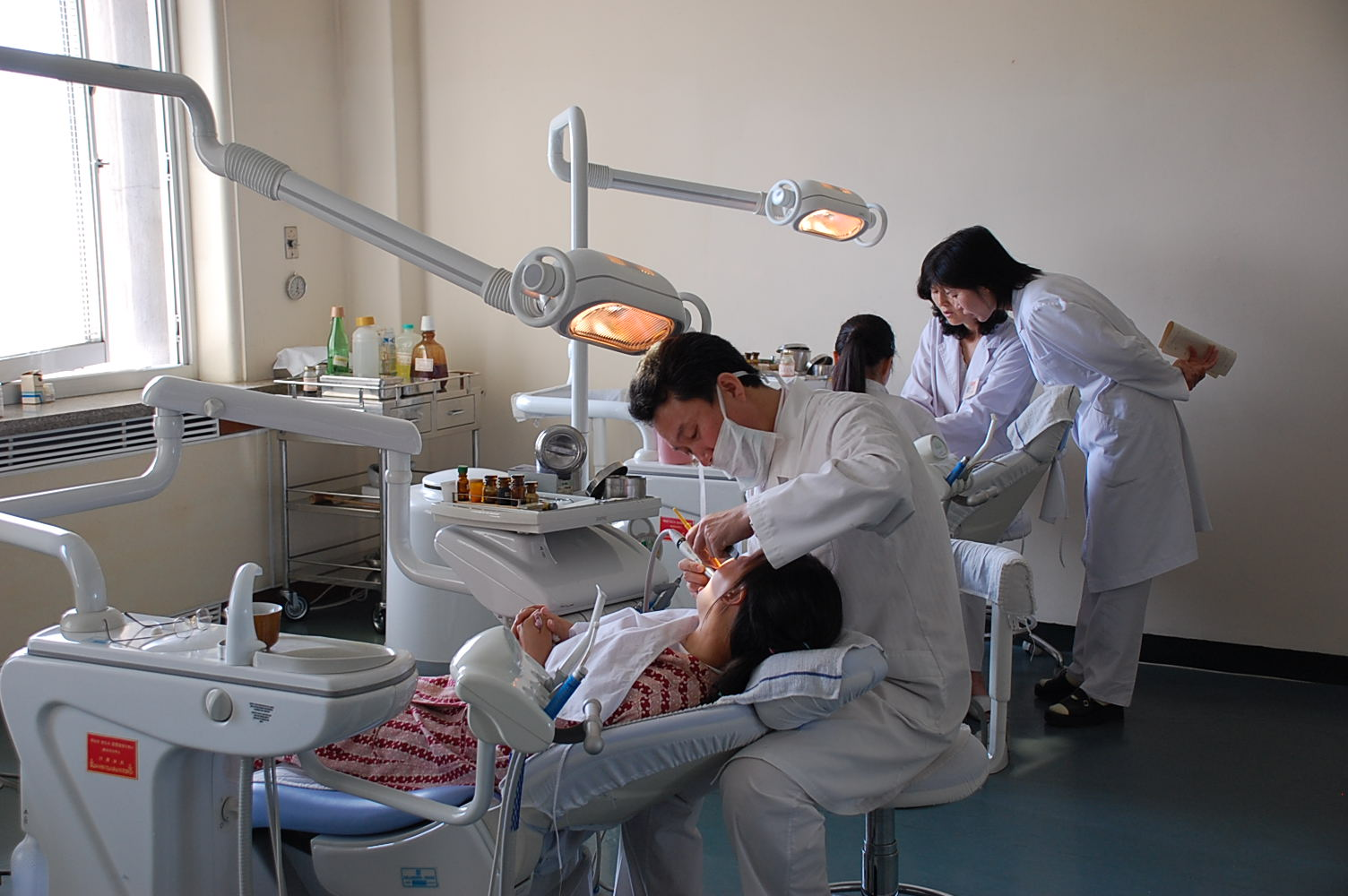
平壌の近代的な病院

病院はすべて国が管理し、医療費は無料である。しかし、1990年代以降は経済の疲弊により、病院には薬が入らなくなった。薬や栄養剤、医療器具はおろか、電力の供給も不足しているため、多くの人々が命を落としているとされている。また、平壌には産科もあるが、地方では出産も自宅で行われるため、死亡率が高い。
新型コロナウイルス感染症（COVID-19）の世界的流行にあたっては情報統制もあり、政権内部は2022年に入るまで感染者の存在を否定し続けてきたが、2022年5月12日に感染者の発生を公式に認め、朝鮮中央通信によれば同月15日までに171万5950人あまりの発熱者と62人の死者が出たことが伝えられた。
また、新型コロナウイルス対策として国境の封鎖などを取り続けた一方、脆弱な医療体制から有効な感染抑制策が打ち出せず感染者の増大を続け、労働新聞で軽症者にはショウガやハニーサックル（スイカズラ）の茶、ヤナギの葉の飲み物の飲用など民間療法を推奨する記事も掲載されている。また、国際的なワクチン供給プログラムである「COVAX」による、中国シノヴァク製のワクチン300万本の供給申し出を拒絶するなど、国際的な医療援助を受け入れていないことも明らかになっている。
その後、8月になり金正恩が全国非常防疫総括会議で「防疫戦争」の終息を宣言し、コロナとの戦いに勝利したことを一方的に宣言している。

### 人口
人口は、2020年時点で約2616万人である。現在は国民のほぼ全てが朝鮮民族であるが、よど号ハイジャック事件で亡命した日本人など、極少数の外国人居住者も存在する。北朝鮮の男女別人口構成比は、外貨獲得のための出稼ぎ労働者男性の死亡や、軍隊入営中の事故による若い男性の死亡が多いことが原因で、若い女性人口がやや多い傾向にある。

### 地理
地理としては、北部は豆満江を挟んで中華人民共和国およびロシア連邦と、鴨緑江を挟んで中華人民共和国と接し、咸鏡山脈・白頭山脈・蓋馬高原など北東部が高い。白頭山一帯は金日成の「抗日革命運動」の「聖地」にされており、その戦跡が多い。狼林山脈や太白山脈の支脈が南西方向に並走して西海岸に至る。西海岸に通じる河川には大同江・清川江を含み、流域には準平原と沖積平野が広がっている。東海岸側の河川は短くて平野も規模が小さい。南は東朝鮮湾の湾奥に達し、その南にある太白山脈も一部が領域下にある。南側は軍事境界線（38度線）を挟んで韓国に接しているが、北朝鮮の憲法上は、韓国の統治領域を含めた朝鮮半島全体を領土と規定している。気候は寒暑の差が大きく、月平均気温で南部平壌は1月には-8℃、7月には24℃。北部中江で1月には-21℃、7月には22℃になる。年降水量は800-1,500ミリメートルであり、うち6割は6月から8月にかけて降る。
行政区画は1直轄市・3特別市・9道に分かれ、首都は直轄市の平壌である。

## 国名

### 正式国名
朝鮮語による公式な名称は、조선민주주의인민공화국（ 聞く チョソン ミンジュジュイ インミン コンファグク）。現地での通称は、조선（チョソン）。漢字表記は「朝鮮民主主義人民共和國」、通称「朝鮮」であるが、1948年9月9日の建国から漢字を廃止していて、漢字表記はあくまで外国語の扱いである。そのため地名や人名の漢字表記も外国語扱いであり、公式の名簿での漢字は存在しない。
「朝鮮」は古代においては現在の遼東半島付近を指す地名であったが、衛氏朝鮮の成立以降は朝鮮半島の一部を指す言葉にもなった。紀元前108年に前漢が衛氏朝鮮を滅ぼした後に設置された楽浪郡の都（現在の平壌）は朝鮮県と呼ばれている。その後、長らく「朝鮮」という言葉は用いられなかったが、1392年に成立した李氏朝鮮が国号として用いて以降は半島全体の地域的名称や、そこを統治する国家を示す言葉として用いられるようになった。

### 国際的な名称
公称の英語表記は「Democratic People's Republic of Korea」、略称は「D.P.R. Korea」、あるいは「DPRK」であるが、一般的には「North Korea」と表記される。フランス語での表記は「République populaire démocratique de Corée」。一般的には「Corée du Nord」と表記される。ロシア語では「Корейская Народно-Демократическая Республика」。

### 日本における呼称
1960年代まではマスメディア等において「北鮮（）」という略称が使われていたが、これに対して在日本朝鮮人総連合会（朝鮮総連）が「略称は朝鮮とすべき」という旨をマスコミ各社に申し入れたとされる。
日本政府は1965年の日韓基本条約第3条で韓国を「朝鮮にある唯一の合法的な政府」と認めているため、北朝鮮についてはこの取り決めに基づき国家の承認を行っておらず、この条項を韓国政府の同意を得て改訂しない限り国家承認ができない。
上記の理由から北朝鮮を国家承認していない日本の行政機関（外務省など）やマスメディアは、同国を北朝鮮（きたちょうせん）と呼んでいる。また、NHKワールド・ラジオ日本における朝鮮語放送においても、同様に北朝鮮（북조선、プクチョソン）という呼称を採用している。
これに対し、北朝鮮政府や朝鮮総連は、同国を朝鮮唯一の正統政府とする立場から「北朝鮮」と呼ばれることを嫌い、「朝鮮」や「共和国」といった表記を主張して報道機関に抗議やデモ活動を繰り返した。しかし、これらの表記は日本の報道機関に受け入れられず、最終的に北朝鮮と呼称する場合は初めに一度だけ「北朝鮮、朝鮮民主主義人民共和国」というふうに併称する呼称法が確立した。ただし、2002年の日朝首脳会談で金正日が日本人拉致を認めて以降は、そうした呼称方式も一斉に報道から姿を消した。
韓国メディアの日本語版においては、韓国における北朝鮮の呼称である「北韓（）」が使われる場合もある。北朝鮮メディアの日本語版では、朝鮮語の発音に近い「チョソン」が使われ、「チョソン民主主義人民共和国」と表記される。

### 韓国における呼称
韓国では、一般的に北韓（북한、プッカン）と呼称している。さらに省略して、単に北と呼ばれることもある。ハングル中心の韓国では漢字の使用頻度は高くないが、報道においてはとりわけ北朝鮮を指す一文字として、ハングル表記の「북、プク」ではなく、漢字の「北」が用いられる。また、軍事境界線に接する京畿道坡州市・漣川郡、江原特別自治道鉄原郡・楊口郡・高城郡などの地域では「以北」（이북、イブク）ないしは「以北の地」（이북 땅、イブッ・タン）などとも呼ばれる。
韓国は、建国以来自国や自民族の自称として「韓」を用いており、朝鮮半島を「韓半島」、朝鮮語を「韓国語」と呼ぶなど、原則的に「朝鮮」という表記を用いない傾向がある。また、「朝鮮の唯一の合法的な政府」を自任する韓国政府は、北朝鮮を国家として承認していないため、「朝鮮」は北朝鮮を指す言葉としては用いられない。韓国で「朝鮮」というときは李氏朝鮮のことを指す。
1980年代までは、蔑称として「北傀」（북괴、プッケ、ソビエト連邦の傀儡政権という意味）が公の場でも使われていた。しかし、第六共和国成立後に南北の融和が進んだこと（朝鮮統一問題#統一への各勢力の動きを参照）や、北朝鮮の政情と合致しなくなったことから、一部を除き、現在ではほぼ使われていない。

### その他漢字文化圏における呼称
漢字文化圏の正式名称は「朝鮮民主主義人民共和国」で共通しているが、地域により略称が異なる。中国大陸、マレーシア、シンガポールにおける漢字表記は「朝鮮」（拼音: Cháoxiǎn）である。ベトナムでは漢字が廃止されて久しいが、「朝鮮」の漢越音に基づき「Triều Tiên」と呼称される。香港、マカオおよび台湾では一般的に「北韓」（拼音: Běihán（台湾）あるいはbak1 hon4（香港・マカオ））が用いられる。その他、中国語メディアでは、台湾FTVが「北朝鮮」呼称を採用している。

## 歴史

### 建国以前
前近代における朝鮮の王朝の特徴は、各王朝の存続期間が非常に長いことである。実態が未だ不明確な古朝鮮を除き、新羅、高麗、李氏朝鮮（大韓帝国）といずれの統一王朝も400年以上存続している。
朝鮮半島における国家としては、伝説的には檀君が建国したとされる檀君朝鮮や殷の箕子が建国したとされる箕子朝鮮があるが、実在が確かな最初の国家は紀元前5世紀から紀元前4世紀に中国人勢力が朝鮮半島北部に波及したことによる衛氏朝鮮である。4世紀には高句麗、新羅、百済、加羅が朝鮮半島内で対立。6世紀には加羅諸国は新羅などに併合され、高句麗、新羅、百済の三国が覇権を争った後に唐と同盟した新羅は663年の白村江の戦いで百済と倭国の連合軍を破り、668年に高句麗王を投降させ、唐の支配力が衰えるとともに、677年に朝鮮に統一王朝を築いた。その後、新羅の弱体化により892年に後三国時代が始まった後、918年に建国された高麗が936年に全土を統一した。高麗はモンゴル帝国の侵攻を受け弱体化し、1392年に高麗の武将李成桂が恭譲王を廃位して国王に即位して李氏朝鮮が成立。17世紀にホンタイジが治世を敷く清に服属した。李氏朝鮮は19世紀に近代化の波が東アジアへ押し寄せる中で弱体化していった。
19世紀末に至るまで、朝鮮の統一王朝は中国歴代王朝の冊封国として臣事していたが、日清戦争の講和条約である下関条約において、日本の求めに応じて敗戦国の清が朝鮮に対する冊封を取りやめたため、李氏朝鮮は1897年に完全な独立国家として国号を『大韓帝国』に改称したが、その後も、長年の従属国体制で染みついた事大主義体質や小中華思想を払拭する事は出来なかった。また日本により制限された自国の交易権を認めてもらうため、ロシア帝国に接近する動きを見せるようになり、日本との対立を深めた。
1903年の龍岩浦事件がきっかけとなって、1904年に勃発した日露戦争の勝利を経て、日本はロシア帝国の朝鮮に対する影響力を完全に排除した。日露戦争勃発後の1904年に締結された第1次日韓協約により韓国が外国と条約を締結するには日本政府との協議を要することになり、日露戦争後の1905年に締結された第2次日韓協約では外交権を接収され、内政も事実上日本の韓国統監府による統治を受ける保護国となった。
1907年には、皇帝高宗が第2次日韓協約の無効をオランダ・ハーグで開かれた第2回ハーグ平和会議に認めさせようとハーグ密使事件を起こし、日本と対立を深め、高宗は譲位に追い込まれ、日本の傀儡としての純宗皇帝が擁立された。直後の1907年に第3次日韓協約が締結され、韓国統監府による朝鮮統治、高級官僚の日本人の就任、韓国の軍隊を解散させることなどを認めた。さらに1910年には韓国併合ニ関スル条約を締結し、名実ともに朝鮮は日本の植民地となった（韓国併合）。
これ以降、35年間に渡って朝鮮は日本の朝鮮総督府による統治を受けた。その後1941年12月8日の太平洋戦争の勃発で、日本がイギリスやアメリカ合衆国、オランダや中華民国の連合国との間で交戦になると、連合国の首脳は1943年のカイロ宣言から「朝鮮の解放・独立」を求めるようになる。第二次世界大戦末期の1945年8月9日、ソ連対日参戦によってソ連軍は満洲国への進軍を開始し、朝鮮半島北部に侵攻。その後、9月2日に日本が降伏文書に調印したことで、日本の朝鮮統治は正式に終了した。
その後朝鮮半島は、北緯38度線以南をアメリカに、以北をソビエト連邦に占領され、両国軍の軍政統治を受けた。当初米ソ両国は、ヤルタ会談に基づいて朝鮮を信託統治する予定だったが、その実現方法を巡って決裂し、それぞれの支配地域で政府を樹立する準備を開始した。
その結果、アメリカ軍政庁によって1948年8月15日に李承晩を首班とする大韓民国が朝鮮半島南部単独で樹立され、朝鮮の分断が決定的となった。これに対抗して朝鮮半島北部でも独立準備が加速し、同年9月9日に金日成首相の下で、朝鮮民主主義人民共和国が建国された（なお北朝鮮では政治的権限は金日成首相にあったが、元首は最高人民会議常任委員会の金枓奉委員長であった）。
1945年8月15日に、日本が連合国軍との間の戦闘を停止した後に、日本から行政を引き継ぐために設立された朝鮮建国準備委員会（建準）が、9月6日に「朝鮮人民共和国」の建国を宣言し、中央本部を「中央人民委員会」、地方の支部を「人民委員会」とした。しかし朝鮮人民共和国は、米ソ両国から政府承認を拒否され、アメリカ軍占領地域では人民委員会も解散させられた。だが、ソ連軍は占領地域の人民委員会を存続させ、ソビエト民政庁に人民委員会を協力させる形式で占領行政を担った。
ソ連は、各地の人民委員会を中央集権化させる形で1946年2月に北朝鮮臨時人民委員会を創設し、ソ連から帰国した抗日パルチザンの金日成を初代委員長に就任させた。朝鮮半島北部では、北朝鮮人民委員会の執政下で社会主義化が進み、1946年8月には朝鮮半島北部の共産主義勢力を糾合した北朝鮮労働党が結成され、1947年2月20日には立法機関として北朝鮮人民会議が創設された。
その後、北朝鮮人民委員会は独立のために最高人民会議を招集し、1948年9月8日に朝鮮民主主義人民共和国憲法を制定、翌9月9日に人民共和国の樹立を宣言して独立した。1948年12月にソ連軍は朝鮮半島から撤収したが、その後も強い影響力を残した。

### 建国後

初代最高指導者の金日成

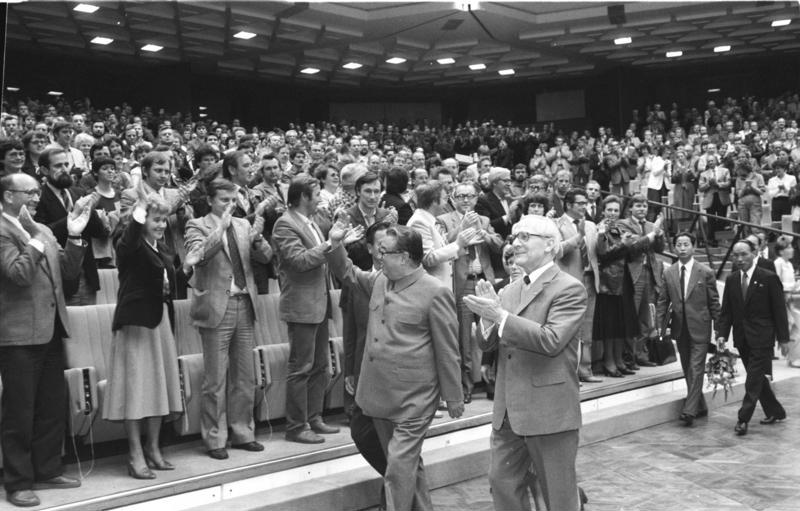
友好国、ドイツ民主共和国（東ドイツ）を訪問した際にエーリッヒ・ホーネッカー国家評議会議長と並ぶ金日成（1984年、東ベルリンの共和国宮殿にて）

北朝鮮建国の翌1949年6月30日に北朝鮮労働党は、韓国の李承晩政権の反共主義政策のために越北した南朝鮮労働党と合併し、朝鮮労働党が結成された。
南北朝鮮の両国は、互いに自らを「朝鮮における唯一の正統な政府」であると主張して対立を深め、武力による南朝鮮の「解放」を目指す朝鮮人民軍が、1950年6月25日に韓国に侵略したことで朝鮮戦争（祖国解放戦争）の勃発に至った。
当初分断国家朝鮮両国の武力衝突であった朝鮮戦争は、東西冷戦構造の中で突然の侵略を受け劣勢になった韓国側に立ったダグラス・マッカーサー元帥の下、アメリカやイギリス連邦、タイやトルコ、フランスやベルギーなど16か国から構成される「国連軍」の参戦と、「国連軍」の朝鮮半島北上により北朝鮮の劣勢を受けて北朝鮮側に立った彭徳懐司令官率いる中国人民志願軍の介入により国際紛争へと拡大した。戦争は朝鮮全土を破壊した上で1953年7月27日の休戦を迎え、38度線に軍事境界線が制定され朝鮮の分断が固定化された。
朝鮮半島の分断は停戦状態のまま固定されており、朝鮮統一問題が北朝鮮の最重要課題となっている。休戦後、北朝鮮は「南朝鮮を解放」するため特殊工作員の対南工作に力を入れ、しばしば韓国の情報機関に摘発されているが韓国は北朝鮮に北派工作員を投入している。韓国や日本などの国民の拉致も行っている。また、正規軍同士による武力衝突も散発的に起きており、北朝鮮はしばしば休戦協定の無効化をほのめかす声明を行っているが、協定締結者である国連軍と中華人民共和国双方に受け入れられていない。なお、北朝鮮と韓国はともに1991年9月17日に国際連合に加盟している。
北朝鮮は金日成が1948年9月9日の建国当初から1994年7月8日の死去まで最高指導者の位置を占めた。1950年代から1960年代にかけて、金日成は同国の指導政党である朝鮮労働党から満州派と対立する勢力を順次粛清し、自身に権力を集中させた。まず、1953年の朝鮮戦争休戦直後から、戦争責任を問われて南労党派の党員が相次いで粛清され、1955年に主要人物の朴憲永が死刑となった。次いで、1956年にはソ連のスターリン批判の影響から8月宗派事件が発生し、金日成の追放を企てた延安派とソ連派の党員が相次いで党から姿を消した。最後に、経済政策や金日成の個人崇拝などを巡って満州派と対立した甲山派が1967年に粛清され、朝鮮労働党内から金日成・満州派と対立する勢力が一掃された。
延安派やソ連派の粛清に伴い、金日成は朝鮮戦争後の北朝鮮再建に影響力を持つソビエト連邦や中華人民共和国との関係を悪化させた。だが、満州派は1958年から千里馬運動を展開して国内の生産性向上による問題解決を図った他、1960年代から表面化した中ソ対立の際に中立的な立場をとって双方と軍事同盟条約を結んだことで両国との関係悪化を最小限に抑えた。その後、満州派は甲山派の粛清と同時に党の指導理念として唯一思想体系を導入し、1972年制定の朝鮮民主主義人民共和国社会主義憲法で公式な国家の運営思想として主体思想を明記した。更に、1974年には国民の行動規範として党の唯一思想体系確立の10大原則が制定され、金日成個人崇拝が進められた。
北朝鮮は国内の権力闘争の一方で、1953年7月27日の朝鮮戦争休戦直後より他の社会主義国から支援を受けながら経済を発展させ、1970年代までは韓国に対し国力で優位を保っていた（朝鮮民主主義人民共和国の経済史#朝鮮戦争の影響と復興）。そのため、東西冷戦期には北朝鮮から韓国に対して連邦制による南北朝鮮統一案が幾度か能動的に提案されている。最初の主な提案は1960年で、四月革命で韓国の李承晩初代大統領が退陣した直後の8月14日に「連邦制統一案」と南北両政府合同による「最高民族委員会」の樹立を提示している。次に提案があったのは、1979年10月26日の朴正煕暗殺事件を受け、翌1980年に5・17非常戒厳令拡大措置によって韓国に全斗煥将軍による軍事政権が樹立された直後で、1980年の10月10日に南北両政府の政治体制の相違を乗り越えた統一案として「高麗民主連邦共和国」創設を提唱している。
しかし1970年代後半から1980年代になると、北朝鮮の社会主義経済は効率性・生産性の欠如が進み（マルクス経済学への批判#計画経済への批判参照）、重工業・軍事産業と比して軽工業が発展しなかったために民需品が不足するなど、経済発展の停滞が深刻化した。これは、経済問題に明るい甲山派が1967年に粛清されて経済政策に精通したテクノクラートが中央から姿を消したこと、唯一思想体系の導入で経済対策の中央集権化や官僚主義化が進んだことによるものといわれ、大安の事業体系や青山里方式（主体農法）といった中央政府の施策を教条主義的に全国へ導入したことで全国的な生産力の劣化や労働者の勤労意欲の減退を招いたとされる。朝鮮労働党も三大革命赤旗獲得運動などで社会の活性化を目指したが経済状況は好転せず、本来は5年に一度の頻度で開くべき朝鮮労働党党大会も1980年の第6次大会以降は開けない状態が長く続いた。それどころか、1989年の東欧革命、及び1991年のソビエト連邦の崩壊によって東側諸国との従来の経済交流が断絶し、特にソ連からの重油の供給停止が引き金となって、北朝鮮は1990年代に入ると今迄の社会状況を維持することすら困難となった。
1990年代半ばになると従来の計画経済は完全に崩壊して国全体の経済制度が破綻状態となり（朝鮮民主主義人民共和国の経済史#社会主義圏の崩壊と金日成の死去）、食糧などの生活物資の配給が止まったことで国内各地では食糧不足が深刻化し、各国の支援にもかかわらず、内陸の農村部を中心に餓死者が出る事態となった。それに伴い、多くの人々が食料を求めて中朝国境を越えて中国へと密入国し、脱北者問題が国際的に注目されるようになった（朝鮮民主主義人民共和国の経済史#大飢餓と深刻な経済難）。
1994年7月8日に建国以来一貫して国政を指導してきた金日成が死去すると、その実子である金正日が1997年に朝鮮労働党総書記へ就任した。本来、朝鮮労働党規約では党中央委員会総会で党中央委員会総書記を選出するとしているが、この際に党中央委員会総会は開催されずに各級党会議での「総書記推戴決議」という形式をとり、朝鮮労働党中央委員会総書記ではなく朝鮮労働党総書記という規約上存在しない役職に就任した。更に1998年には、憲法改正で国家主席制を廃止すると共に、同年の最高人民会議で「国の全般を建設、指揮する国家の最高職責」（事実上の最高指導者）とされた国防委員長に金正日が再任され、金正日国防委員長による新体制が成立した。
1998年当時の北朝鮮は独裁体制のもとで経済が低迷し、冷戦構造の崩壊によって国際的にも孤立した状態となっていた。そのため、北朝鮮政府は経済支援を引き出すために多くの西側諸国との間で国交樹立に向けた外交交渉に取り組み、その結果として1999年以降に相次いで国交を樹立した他、2000年には韓国の金大中大統領との間で南北首脳会談の開催と6.15南北共同宣言採択に成功した。その後、中国の経済協力や韓国の太陽政策などによって、破綻に瀕した北朝鮮経済は一応の安定をみせた。しかし、核兵器開発計画を巡って、アメリカ政府との間では緊張状態が継続した他、日本政府との国交締結交渉は、日本人拉致問題や韓国併合およびその統治に対する賠償などで意見が対立し、締結には至らなかった（日本統治時代の賠償に関しては、日韓基本条約により問題が更に複雑化している。当該項の北朝鮮に関する記述を参照）。
2011年12月17日に金正日総書記が死去し、三男の金正恩を首班とする新体制が発足した。金正恩第一書記体制下では張成沢を粛清し、前代からの国防委員を解任するなど、新たな権力体制構築が行われている。同時に、金正恩体制は北朝鮮経済の改革による経済発展を目指しており、チャンマダンによる市場経済拡大に伴い平壌のような都市部で生活水準の向上などの変化が見られている一方、貧富の差の拡大も指摘される。ただ、核開発問題を理由に採択された国際連合安全保障理事会決議（決議1718など）の経済制裁が有効なこともあり、経済政策の効果は限定的とみられている。韓国銀行による2020年時点のGNI推計値は137.9万韓国ウォンで、経済規模は未だ1970年代の水準で停滞を続けている。
2024年には北朝鮮とロシアが包括的戦略パートナーシップ条約に署名した。北朝鮮またはロシアが戦争状態になったときもう一方に軍事援助などをすることを定めた。

### 歴史観
- 檀君という栄光の王が実在した、あるいは檀君が築いたとされる檀君朝鮮が存在したという証拠はほとんどなく、壇君が実在の人物だった可能性はゼロに近いというのが学術的には定説とされているが[58]、北朝鮮は朝鮮神話の檀君を実在の人物だと主張しており、1993年8月31日の日刊政府機関紙である『民主朝鮮』には以下のようなことが書かれている[59]。

- 1993年に檀君の遺骨を発見したと主張しており、檀君の骨は、「電子スピン共鳴法」による年代測定で5011年前のものだと分かったために、檀君は実在の人物であると発表し、その地に「檀君陵」なるコンクリート製の建造物を建設した。これに対して宮脇淳子は、「常識的に考えても身長3メートルの人間といった時点で眉唾ものだとわかるし、そもそも1年単位で時代を特定できるような先端科学技術を北朝鮮が持っているのかを考えれば、自ずと答えは明らかでしょう」と述べている[60]。
- 古代中国の王朝の殷の賢人である箕子が、周の武王によって朝鮮に封ぜられ建国した箕子朝鮮の歴史を「封建的支配階級、事大主義信者、大国至上主義者によって、不道徳に歪められた」と主張する北朝鮮の歴史家が攻撃し続けている[61]。
- 朝鮮半島には古代から自主独立の国があったとする独自の歴史観を掲げているため、漢四郡の存在を否定し、朝鮮半島をおよそ400年間支配した楽浪郡は遼東半島にあったと主張している[62][63][64][65]。
- 外国の唐と結び、高句麗と百済を滅ぼした新羅の行為を断罪しており、전영률（朝鮮社会科学院歴史研究所所長）は、「新羅中心説」「新羅正統説」を主張することは、南朝鮮傀儡（韓国）の売国的な「北進統一」にいくつかの歴史的根拠を提供する御用行為と非難している[66]。

- 北朝鮮は歴代王朝の中で高麗についてのみ「同じ民族に対する裏切りがなかった」として前向きに評価している。高麗こそ、朝鮮民族の誇りや名誉・自主独立を示した国であるとし、将来に南北統一が実現した時には、この高麗の名をとった国名（高麗民主連邦共和国）を使用しようと韓国に提案している。
- 李氏朝鮮について痛烈に批判している。李成桂は、もともと高麗に仕える将軍であり、異民族であり敵国であった明を攻撃するために出撃したはずが、どういうわけか大した戦闘もせず明軍に降伏してしまい、そのまま高麗の首都・開京を攻撃し、李氏朝鮮を建国した。この事件は、威化島回軍として知られる。李成桂のこの行動の動機・真相はわかっていないが、北朝鮮は、李成桂の行為を明に対する「降伏」の意思表示とみなし、祖国高麗を明に売り渡す卑劣な裏取引があったとして、李成桂を売国奴として批判している。ただし、李成桂は女真族出身であり、そのことから一連の不可解な行動を説明しようとする説もある。

- 北朝鮮にある大寧江長城を、北朝鮮は高麗時代の築造と主張している[67]。閻忠は、大寧江長城をその遺物相などから、戦国七雄の燕の長城とみており、これらの地域には、燕の遺物および秦・漢の遺物を含む遺構がみられるのが、特徴であり、北朝鮮への燕の進出がうかがわれる[67]。
- 朝鮮独立運動を担い、のちに韓国で大いに賛美されている義士たちは、金日成ら抗日パルチザンのメンバーをのぞいて、あまり評価されておらず、たとえば伊藤博文暗殺で有名な安重根は両班という出身に矛盾があり、愛国的ではあったものの解決策を持たず手段も目標も誤った人物と捉えており、「北朝鮮では彼を愛国者と評価しつつも金日成氏のような偉大な指導者に出会えず志を遂げられなかった人物として、それほど評価は高くない」[68]。万寿台議事堂。ここで最高人民会議が開かれる

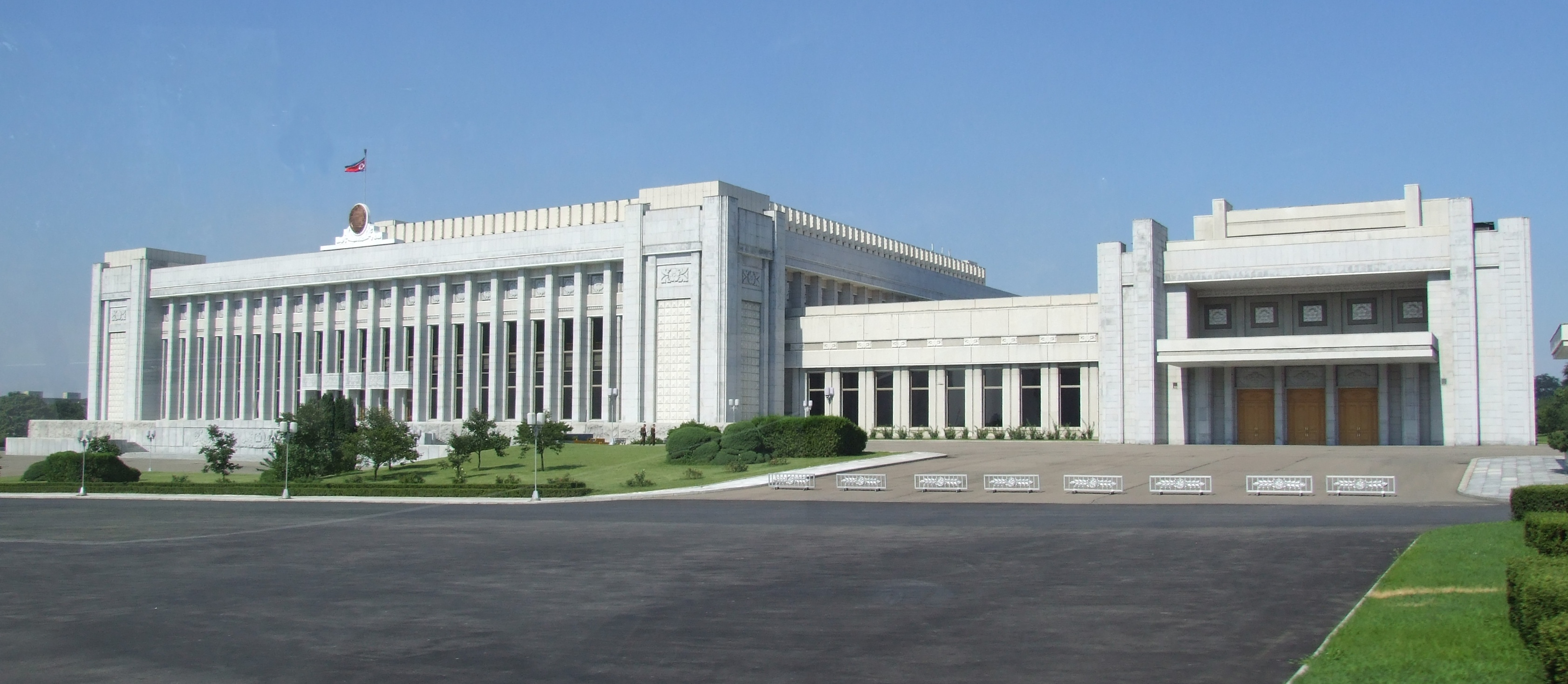
万寿台議事堂。ここで最高人民会議が開かれる

- 若き日の金日成は白頭山で激しい抗日闘争を展開し、日本軍を相手に百戦百勝の勝利を収めたと伝えている。これに対して李栄薫は、「真っ赤な嘘」と評している[69]。
- 朝鮮半島南部に対峙する同じ民族の民主主義国家、大韓民国（北朝鮮では「南朝鮮」と呼称する）を「アメリカ帝国主義の傀儡政権」として非難している[70]。
- 北朝鮮の侵略で始まった朝鮮戦争（北朝鮮側は「祖国解放戦争」と呼称する）は「米帝の侵略を撃退した自衛戦争」としており、戦争原因を「韓国側が攻撃したから反撃した」と主張している[71]。
- 平壌を中心とした大同江流域の古代文化を「大同江文化（朝鮮語: 대동강문화）」と命名し、世界四大文明と肩を並べる「世界五大文明」の中の1つと主張している[72]。

## 地理

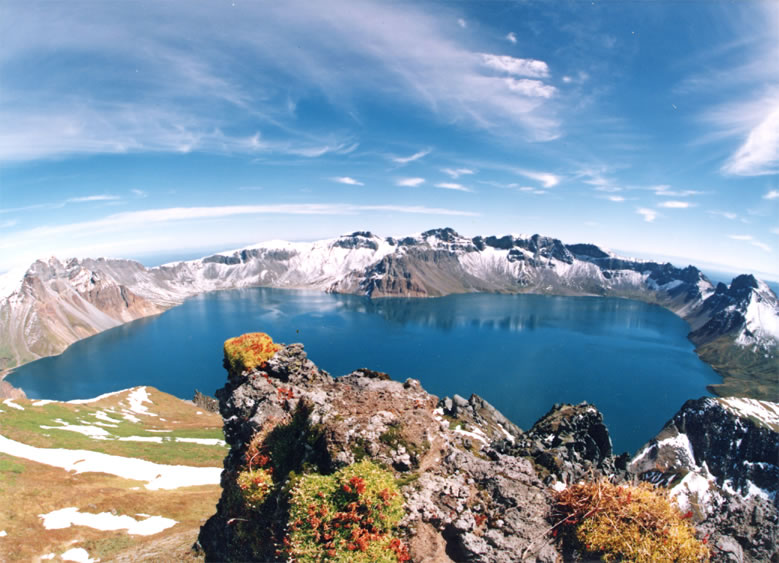
朝鮮最高峰の白頭山（長白山）の頂上部。標高2,744メートル。

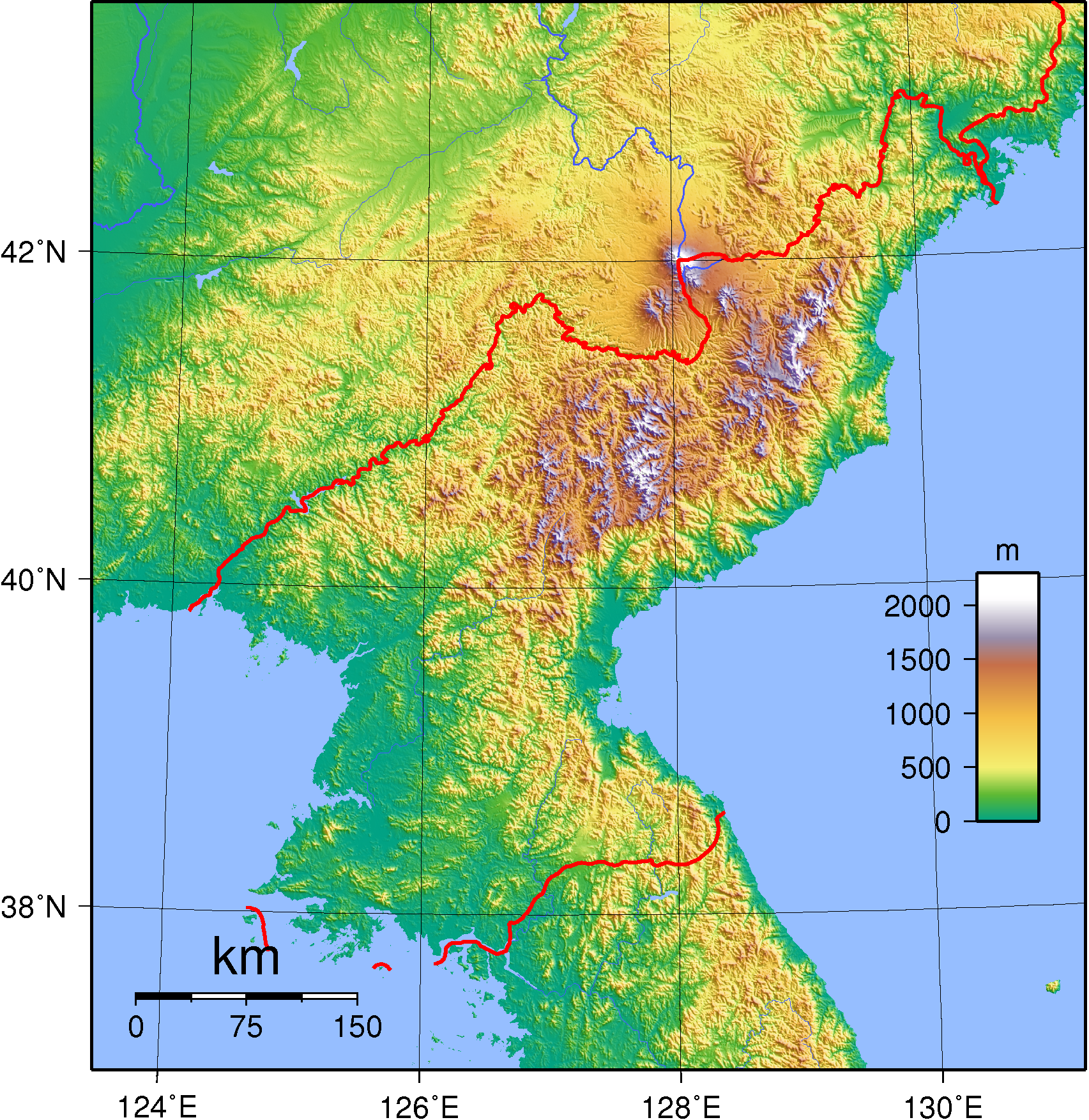
地形図

同国は憲法で朝鮮半島全域を領土であると規定しており、そのうちの軍事境界線（38度線）以北およびその属島を実効支配している（韓国政府が統治している38度線以南の地域は、北朝鮮では「南朝鮮：남조선 ナムチョソン」と呼ばれている）。
なお、韓国も同じく朝鮮半島全域を領土であるとしている。韓国では北朝鮮政府が実効支配している領域を「北韓：북한 プッカン」と呼ぶ。
また、1945年の日本の統治終了後、1948年9月8日制定の朝鮮民主主義人民共和国憲法で定められた首都は、朝鮮半島南部を実効支配していた韓国と同じくソウルとなっており、北朝鮮の首都機能が存在した平壌は当時「臨時首都」の扱いだった。しかし1972年12月27日に制定された朝鮮民主主義人民共和国社会主義憲法により、同国の首都は法的に平壌に変更された。

### 気候
気候は夏は暑く、冬は寒い顕著な大陸性気候で、ほぼ全域が亜寒帯冬季少雨気候（Dw）に属する。冬季の平均気温は、南部で-4度〜5度前後。平壌などの北西部から中部にかけては-6〜7度前後。東部沿岸で-4度〜5度前後。蓋馬高原や北部内陸部では-10度以下となり、特に慈江道、両江道、咸鏡北道などの中朝国境の鴨緑江と豆満江上流付近は非常に寒く、1月の平均気温は-15度以下に達する。特に慈江道中江郡の中江鎮は1月の平均気温が-16.5度にまで下がり、1933年1月12日には-43.6℃という国内最低気温を観測し、山岳地帯の白頭山を除けば朝鮮半島最寒の地とされる。夏は、北東部や蓋馬高原で涼しい一方、北西部や南部では比較的暑くなり、8月の平均気温は24度を超す。降水量は夏季に集中し、冬季には少ない。そのため、冬季の寒さは厳しいが、積雪量は少ない。
近年では地球温暖化の影響により猛暑日が激増しており、熱中症による死傷者が多発している。
| 平年値 （月単位） | 平年値 （月単位） | 平安北道    | 平安北道      | 平安南道    | 平壌       | 開城        | 黄海北道    | 黄海南道    | 黄海南道      | 江原道      | 江原道      |
| 平年値 （月単位） | 平年値 （月単位） | 新義州      | 碧潼          | 南浦        | 平壌       | 開城        | 沙里院      | 海州        | 夢金浦        | 元山        | 内沔里      |
| ----------------- | ----------------- | ----------- | ------------- | ----------- | ---------- | ----------- | ----------- | ----------- | ------------- | ----------- | ----------- |
| 気候区分          | 気候区分          | Dwa         | Dfa           | Dfa         | Dwa        | Dwa         | Dwa         | Dwa         | Cfa           | Cfa         | Cfa         |
| 平均 気温 （℃）   | 最暖月            | 24.2 (8月)  | 23.5 (7月)    | 23.9 (8月)  | 24.5 (8月) | 25.3 (8月)  | 24.2 (7月)  | 24.9 (8月)  | 23.3 (8月)    | 23.8 (8月)  | 24.4 (8月)  |
| 平均 気温 （℃）   | 最寒月            | −6.6 (1月)  | −9.6 (1月)    | −4.6 (1月)  | −5.9 (1月) | −5.6 (1月)  | −4.8 (1月)  | −3.4 (1月)  | −2.5 (1月)    | −2.2 (1月)  | −1.2 (1月)  |
| 降水量 （mm）     | 最多月            | 297.2 (7月) | 310.4 (7月)   | 278 (7月)   | 294 (7月)  | 420 (7月)   | 296 (7月)   | 327.2 (7月) | 199 (7月)     | 305.1 (7月) | 234 (7月)   |
| 降水量 （mm）     | 最少月            | 13.6 (12月) | 12 (1月)      | 14 (1月)    | 11.7 (1月) | 14 (1月)    | 12 (1月)    | 10.4 (1月)  | 15 (2月)      | 22.1 (12月) | 28 (1月)    |
| 平年値 （月単位） | 平年値 （月単位） | 咸鏡北道    | 咸鏡北道      | 咸鏡北道    | 咸鏡南道   | 咸鏡南道    | 両江道      | 両江道      | 両江道        | 慈江道      | 慈江道      |
| 平年値 （月単位） | 平年値 （月単位） | 金策        | 清津          | セビョル    | 咸興       | 赴戦        | 恵山        | 三池淵      | 大沢          | 中江鎮      | 江界        |
| 気候区分          | 気候区分          | Dfa         | Dwb           | Dwa         | Dwa        | Dfb         | Dwb         | Dfc         | Dwb           | Dwa         | Dfa         |
| 平均 気温 （℃）   | 最暖月            | 22.3 (8月)  | 21.5 (8月)    | 22.3 (8月)  | 23.7 (8月) | 16.8 (7月)  | 20.4 (7月)  | 16.4 (7月)  | 14 (7月)      | 22.1 (7月)  | 23.2 (7月)  |
| 平均 気温 （℃）   | 最寒月            | −4.2 (1月)  | −5.6 (1月)    | −11.5 (1月) | −5.5 (1月) | −15.6 (1月) | −16.5 (1月) | −17.4 (1月) | −17.4 (1月)   | −16.5 (1月) | −11.8 (1月) |
| 降水量 （mm）     | 最多月            | 138.4 (8月) | 155 (8月)     | 142 (8月)   | 209 (8月)  | 236 (7月)   | 149.4 (7月) | 173 (7月)   | 205 (8月)     | 267.3 (8月) | 234 (7月)   |
| 降水量 （mm）     | 最少月            | 19.2 (1月)  | 10 (1月、2月) | 4 (1月)     | 14 (1月)   | 16 (1月)    | 8.8 (2月)   | 10 (1月)    | 17 (1月、2月) | 6.9 (1月)   | 11 (1月)    |

## 政治

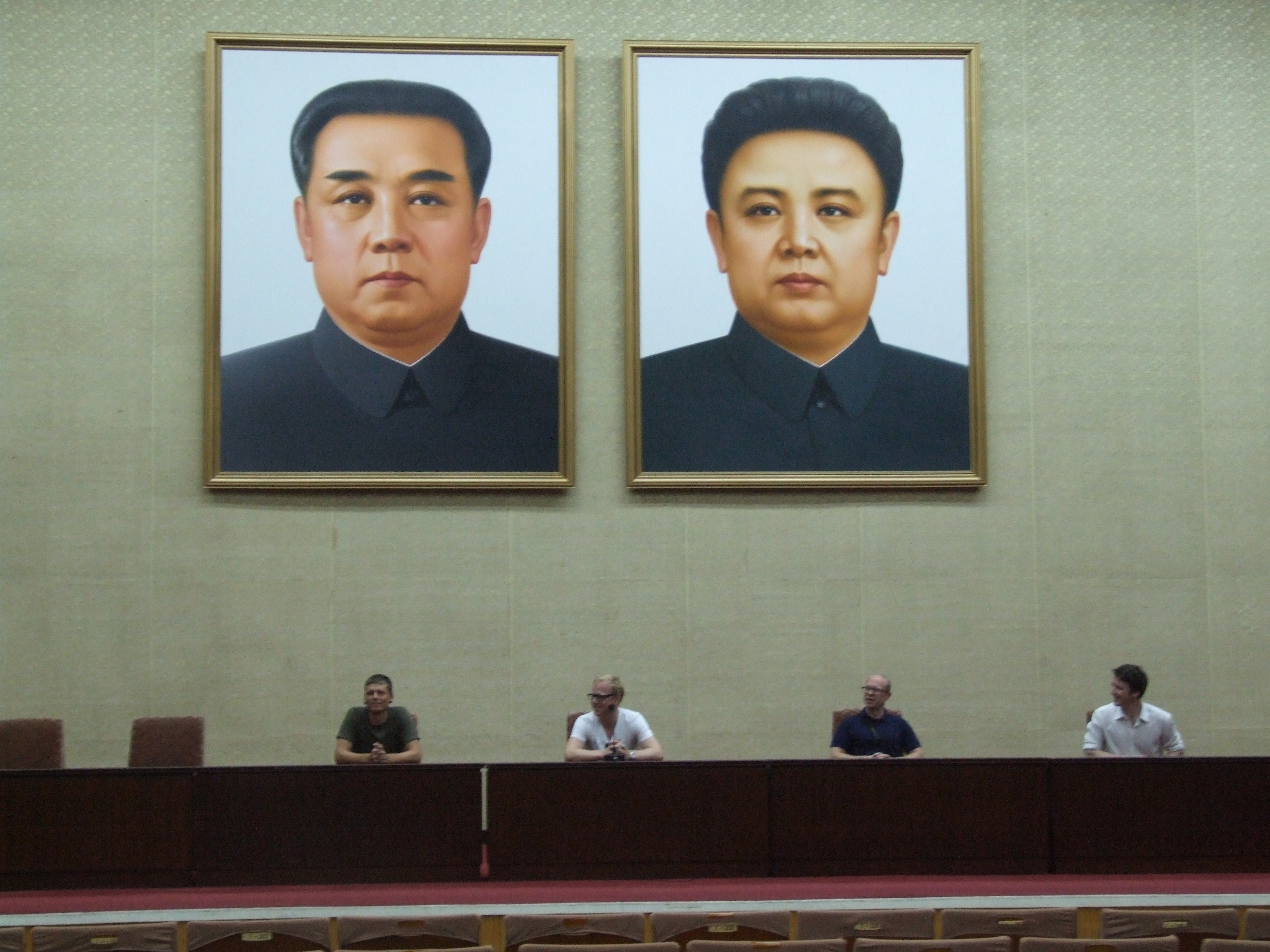
首都平壌の人民大学習堂に掲げられた、金日成と金正日の肖像画。北朝鮮では、あらゆる場所に2人の肖像画を飾ることが義務付けられている。

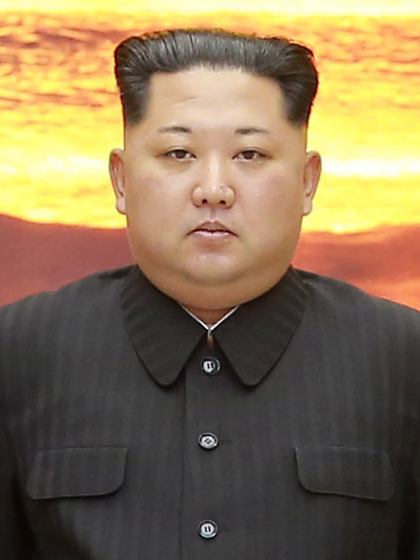
2011年12月17日より、第三代最高指導者の地位にある金正恩。

### 政治体制
政治体制は、主体思想（朝鮮民族の主体主義）に基づく社会主義体制（社会主義人民共和制）をとる。
金正日政権下の2009年に改定された憲法序文で、軍事が全てに優先するという先軍政治が、主体思想と共に社会主義体制を建設するための中核思想と規定された。
金正恩政権下では2016年6月29日の最高人民会議での憲法改正により国防委員会が廃止され、国務委員会が設置されるなど、朝鮮人民軍の軍部が主導する政治から朝鮮労働党が主導する政治への転換がみられる。

### 3代世襲の最高指導者
憲法では「朝鮮民主主義人民共和国は偉大な首領金日成同志及び偉大な指導者金正日同志の思想及び領導を具現した主体の社会主義祖国である」という序文から始まっており、金日成 、金正日、金正恩という、金一族による世襲の最高指導者への個人崇拝と絶対服従が、政治体制の基礎となっている。通例、最高権力者の世襲はない社会主義国の中でも北朝鮮は特異な体制をとっている。
最高指導者は国家においては朝鮮民主主義人民共和国主席、朝鮮民主主義人民共和国国防委員長、朝鮮民主主義人民共和国国防委員会第一委員長、朝鮮民主主義人民共和国国務委員長、党においては朝鮮労働党中央委員会委員長、朝鮮労働党中央委員会総書記、朝鮮労働党第一書記、朝鮮労働党委員長、軍においては共和国元帥（2017年時点）の階級を保有した朝鮮人民軍最高司令官と、時代によってその役職は変遷するものの、一貫して国家、党、軍の最高の職位を兼職し、事実上の個人独裁体制を敷いてきた。
1994年7月8日の金日成の死去によって空位となっていた国家主席職は1998年に事実上廃止され、その後は金日成を「永遠の主席」と憲法で定めた。以降、外国使節の信任状などを取り付ける役割を果たす最高人民会議常任委員会委員長が形式的には元首として取り扱われてきたが、実権は金日成の実子である金正日が朝鮮労働党中央委員会総書記、朝鮮民主主義人民共和国国防委員長、朝鮮人民軍最高司令官として、党、国家、軍の権力を一貫して握ってきた。1998年に金正日が国防委員長に推戴される際、国防委員長職は「国家の最高職責」と表現された。2009年改正憲法により国防委員長の権限がさらに強化され、「国家の最高指導者」と憲法に明記された。
2011年12月17日、金正日は現地指導中に急死し、「永遠の総書記」、「永遠の国防委員長」と位置付けられた。金正日の後継者としてはその三男の正恩が祖父・父に続く三代目の最高指導者に指定され、国家においては国防委員長に代わって設置された国防委員会第一委員長に、党においては党中央委員会総書記に代わって設置された党第一書記に、軍においては共和国元帥に就任した。ついで2016年5月に36年ぶりに開催した党大会で、党第一書記に代わって設置された党委員長に就任し、6月の最高人民会議で、国防委員会第一委員長に代わって設置された国務委員会の委員長に就任した。
金正恩体制は、以前にも増して一族による世襲を強調している。2013年12月12日、金正恩の叔父で国防委員会副委員長の張成沢を反逆者であるとして死刑に処した際、特別軍事裁判の判決文では、以下のように述べた。

このように、「白頭山の血統」である金一族の永遠の世襲と、人民に対する絶対性が強調されていることがわかる。元来、共和国の社会主義路線を貫いている主体思想は、社会主義の盟主たるソ連のスターリン主義の後継と位置付けられ、社会主義・共産主義に指導者への個人崇拝を導入したが、その後、旧宗主国大日本帝国の明治憲法と教育勅語を参考に、指導者への絶対的忠誠こそが愛国心という、金日成が唱えた社会主義的愛国主義の考え方を体系化する手段として十大原則が構築された。
十大原則は、金正恩が第一書記に就いた後の2013年に改正されたが、1974年の旧条文に存在した共産主義という言葉が消え、代わりに「全社会の金日成・金正日主義化」が朝鮮労働党の最高綱領となっており、以前にも増して金一族による絶対王政が強められ、西側反共陣営や旧ソ連の後身のロシアなどからも金王朝とすら呼ばれることがある。

2014年の最高人民会議代議員選挙で最高指導者の金正恩は白頭山の選挙区から選出されたことが公表されていたが、2019年3月の最高人民会議代議員選挙では当選者名簿に名前がなかったことから注目された。2019年4月の最高人民会議で金正恩は国務委員長に再選されたが、その後の北朝鮮国内での報道などから最高人民会議で同時に行われた憲法改正により国家機構が変更され対外的代表権も持つ元首としての地位に就いたとの見方が出ている。
2021年1月10日、前日に朝鮮労働党の規約が改正され、書記局が復活したのを機に、金正恩を総書記とする決議が第8次党大会において全会一致で採択されたと報じられた。

### 支配政党と立法府と行政府の関係

朝鮮労働党旗。赤地の旗に描かれた鎌は農民を、鎚は労働者を、筆は知識人を表象している。

同憲法第11条には「朝鮮民主主義人民共和国は、朝鮮労働党の指導の下にすべての活動を行う」と規定されており、朝鮮労働党が国家の行政機構より上位に定められている。
公式には朝鮮労働党の他に朝鮮社会民主党や天道教青友党の2政党が存在するが、この2党は朝鮮労働党の指導を認める「衛星政党」であり、野党ではないため、事実上の一党独裁制であるヘゲモニー政党制に分類される。これらの衛星党は外国の政党との政党間外交をおこなうために存在しているとみられ、特に、2000年から2011年まで存在した韓国の左派政党民主労働党は朝鮮社会民主党と交流関係を持っていた。
立法府は一院制の最高人民会議である。定数は687議席。行政府の長は内閣総理であり、最高人民会議から選出される。

### 支配政党と軍の関係
憲法上は朝鮮労働党が国家の一切を指導すると規定されているが、第2代最高指導者の金正日執権下の1997年に北朝鮮メディアで先軍政治の言葉が初出し、1998年の金正日体制成立5周年記念において当時の金永春人民武力部長が「党と軍の対等性」を主張し、2009年憲法で軍を司る国家機関の国防委員長が「国家の最高指導者」と規定されたことにより、党機関の絶対的な優越が崩れて一党独裁体制が崩壊し、社会主義体制が形骸化したと指摘されており、国防委員長の金正日の個人独裁体制となったと推測する声がある。2010年9月28日の第3回党代表者会で採択された党規約では、「社会主義」や「マルクス・レーニン主義」は残されたものの「共産主義」は削除され、「先軍政治」が新たに明記された。
一方で、表向きは「先軍政治」のスローガンが掲げられながらも、憲法11条では従来どおり「朝鮮民主主義人民共和国は、すべての活動を朝鮮労働党の指導のもとにおこなう。」と定められている。また、一貫して金正日を事実上の部長に頂いた党組織指導部が、党、軍、国家などの各機関に対する思想検閲や人事査定を行ってきており、党組織指導部第一副部長だった張成沢や李済剛が大いに権勢を揮って来た歴史があり、張成沢の粛清劇に党組織指導部第一副部長の趙延俊が暗躍したと考えられていることから、党組織指導部こそ北朝鮮の真の権力中枢機関で、軍に対する党の一定の支配は、先軍政治が掲げられて以降も、一貫して行われてきたとの分析もある。
このように金正日時代には軍を司る国家機関の国防委員会が重要な役割を担ってきたが、金正恩が第3代最高指導者に就任してからは、軍事的な決定は国防委員会ではなく党機関の中央軍事委員会で行われることが多くなっており、党の役割が再強化されたといわれている。そして2016年6月、主に軍人で占められていた国防委員会が廃止され、新たに国務委員会が設置されて委員には非軍人の多くが参画することになった。また、最高指導者の金正恩が国家の最高指導者として国防委員長に代わって新設された国務委員長のポストに就任した。

### 公職選挙
現行憲法（2016年6月29日付、第13期最高人民会議第4回会議にて改正）では、第1章（政治）第5条において、「朝鮮民主主義人民共和国における全ての国家機関は、民主主義中央集権制原則によって組織され運営される」と規定され、最高人民会議の代議員は直接選挙によって選出されることになっており、選出された最高人民会議ないしそれによって任命された内閣・国防委員会からなる中央政府、地方人民会議によって任命された地方政府とも、国民の総意によって委託され運営されることと定められている。
しかし、北朝鮮の体制自体がスターリニズムを一部を除きほぼそのまま踏襲したものであることから、選挙制度自体が対内的には有権者登録作業において世帯や人口を把握する国勢調査的手段として、あるいは党の施政に対して国民が誠意を持って参加できるかを試し強制的に人心を掌握する手段として、対外的には、他の西側諸国に対して「議会制民主主義によって政権が運営されている」との正統性を誇示するための手段としての政治的儀礼にすぎないとされている。
代議員選出選挙は、5年に1度、国政選挙である最高人民会議選挙と地方人民会議選挙に分けて行われる。地方人民会議選挙においては、道ないし直轄市、市、郡ないし区域の人民会議の選挙を全て同日に行う統一地方選挙の形をとる。ただし、5年というのは前回の選挙実施日から5年を経過したことを意味し、あくまでも目安であり、実際は任期満了後でも朝鮮労働党中央委員会において候補者決定などの準備を完了しないと選挙は行われない。また、任期満了の直前に最高指導者が死亡し、長期の服喪となった場合や、戦争その他の理由により正常な選挙の実施が困難と判断された時は選挙が延期される。
選挙権は数え年17歳以上の者が対象。選挙区は小選挙区制をとり、選挙区は630程度、最高人民会議の代議員は各選挙区定員1名、地方人民会議では定員総数26,650名程度が設定されている（2003年8月実績）。選挙区は「第○○○号選挙区」のように、全て地域名でなく数字で表示されており、番号の付与も地続きではないため、選挙区名を見るだけでは、選挙実務担当者以外はどの地域を示しているのか分からないようになっている。また、出馬する選挙区についての規定は全く無いに等しく、党中央委員会の恣意的選定によって決定される。例えば、1982年から6期連続当選した金正日は、毎回異なる番号の選挙区から出馬していた。
被選挙権についても、名目上は成人なら誰でも立候補できることになっているが、選挙運営上は党中央委員会により指名された候補者以外が立候補することはできず、なおかつ朝鮮社会民主党と天道教青友党の候補者は、朝鮮労働党の指導的役割に従属する（ヘゲモニー政党制）。無所属でも立候補は可能だが、あくまでも党中央委員会の指名を受けることが必要である。そして、すべての選挙区で1名しか立候補しないため、実態は選挙というよりも当選予定者の信任投票の色が濃い。ただし、2023年に行われた統一地方選挙では、新たに複数候補による予備選挙制が導入され、この予備選挙で当選した者が選挙の候補者となる形式に変更された。
選挙日が公示されると、まず有権者の登録が行われ、疾病や障害などで投票できない、ないしは強制収容所にいるなどの理由がある者は登録除外される。有権者登録が終わると、「全員賛成投票せよ」などという主旨のスローガンがメディアや選挙ポスターで啓蒙され、各人民班や社会団体・機関ごとに賛成投票を督励する行事や決意集会が開催される。この際、投票督励のスローガンのみならず、「人民主権の参加で先軍政治を一層輝かせよ」といった類の政治的スローガンもしばしば好んで用いられる。
ただ、上記のようなスローガンは活発に叫ばれる一方で、立候補者の略歴や政策・公約などの詳細についてはほとんど広報されず、信任の判断を下そうにも、選挙当日まで立候補者の政策どころか誰が立候補しているのかさえ不明である事もしばしばあるため、一般的な民主主義国のような有権者が立候補者の経歴や政策などを比較検討して投票できる自由選挙とは全く異なっている。
この期間中には、国境や海上はもちろん、各行政区域間の移動証明書の発給が極めて厳しく取り締まられるようになり、事実上の移動制限措置がとられる。

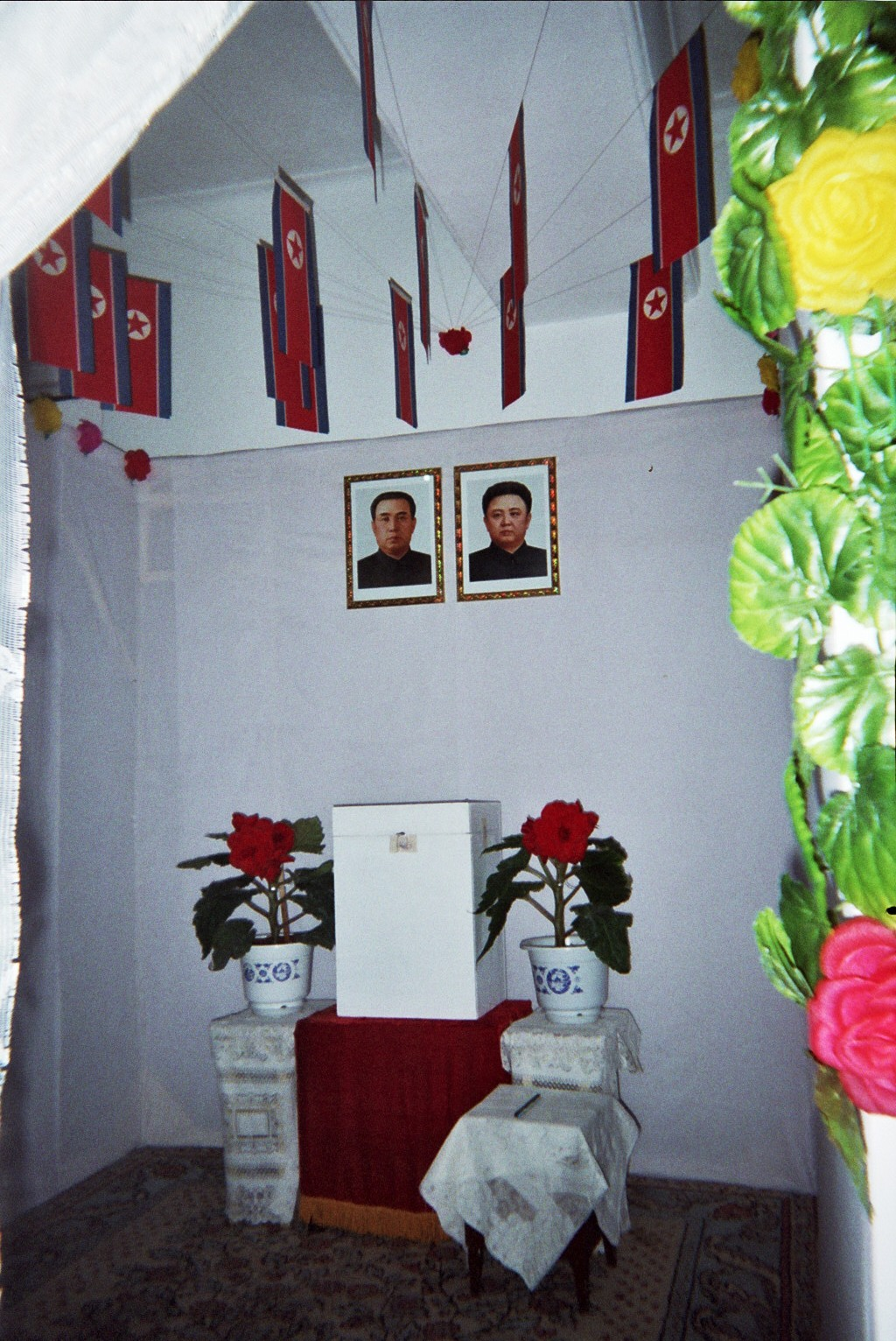
北朝鮮の投票所

投票日当日には、投票所に入場した者の住民登録を確認して有権者登録者であることを認定され、有権者は投票場に隊列をなして入場し、順に投票用紙を受け取る。この投票用紙はあらかじめ候補者名がスタンプされており、候補者に賛成の場合には何も書かずに投票、反対の場合には×表示を記入してから投票することと規定されている。名目上は秘密投票であり、周囲の視線を遮断した記票所が設けられているが、反対投票を行う時のみ投票用紙に記入を行わなければならず、そしてその記入をするための記票所は列を外れたところに設けられている。そのため、記票所に立ち寄った者は反対者であるとすぐ分かるようになっており、事実上投票の秘密が保護されない公開投票となっている。
記票所に立ち寄ってから投票した者は、反対投票をしたと見なされ、選挙場退出と同時に反革命分子として国家保衛省に勾引され、重い尋問を受けた上で特別監視対象とされたり、本人はもちろんのこと家族も強制収容所に収容されることもあるなど、重大な社会的不利益を被る可能性が高いため、投票者はわざわざ嫌疑をかけられるような記票所に立ち寄ることはなく、そのまま直接投票箱に投函するため、ほぼ全員が賛成票を投じることになる。
朝鮮中央テレビや海外のメディアが取材に訪れる投票所や、指導者が投票に訪れる投票所周辺では、選挙を記念した祝賀行事が行われていることが多く、その模様がメディアで公開されることがある。

投票率は毎回99.8か99.9%という高率となっているが、これは投票に参加しない者も反革命分子と見做され、特別監視対象とされるため、有権者登録以降に死亡した場合や、急病や怪我によって投票に行くことが出来なくなった場合などを除き、ほぼ全員投票するためである。仮病や虚偽の怪我でないかについては、国家保衛省の確認調査がなされる。このため、事実上の義務投票制となっている。
各選挙区ごとの開票結果については一切公にされることはなく、国営放送の朝鮮中央テレビで全選挙区をまとめて、「99.9%投票参加、100%賛成」といった、おおまかな選挙結果だけが公表され、仮に反対票を投じた者があってもその投票は無効ないしは投票の事実そのものがなかったとみなして、賛成者は100%であったと報道されるのが常である。ただし、最高指導者以外の当選者についても氏名のみが朝鮮中央通信を通じて公表される。

### 階層制度
北朝鮮の文書と難民の証言によると、北朝鮮の国民は全員「成分」によってグループ分けされている。これは政府への忠誠度に基づく身分制度で、個人の行動や、3世代にわたる家族の政治的・社会的・経済的背景、さらにはその範囲内の親戚の行動に基づいて評価される。「成分」は、個人が責任を任されるかどうか、特定の機会を得るかどうかを決定するために使われるとされている。

### 人権問題
アムネスティ・インターナショナルでは、北朝鮮の表現の自由・集会の自由・移動の自由などへの厳しい制限、死亡や処刑などの結果を含む、当局による恣意的な拘束・拷問・虐待などを報告し、「北朝鮮の人権は世界で最低レベルである」と評している。また、推定20万人の政治犯やその家族を収容しているとされる強制収容所を「想像可能な中で最も非人間的な状況」と呼び、その閉鎖を求めている。
ヒューマン・ライツ・ウォッチも、北朝鮮の政治的自由や経済的自由への厳しい制約を「世界で最も非人道的」と呼んでいる。また、北朝鮮の状況について、閉鎖国家ゆえに人権団体が国内に入って状況を調査・評価することが不可能な現状としている。
2005年、国連総会本会議で「北朝鮮の人権状況」決議が採択された。
脱北者と呼ばれる亡命者が数多く発生しており、2002年には瀋陽総領事館北朝鮮人亡命者駆け込み事件が発生した。近年では、脱北者や北朝鮮からの脱北を支援する「自由朝鮮」の存在が確認されている。
刑務所や政治犯収容所などの強制収容施設で多数の人々が殺害されたと言われるが、北朝鮮政府は政治犯収容所の存在を否定している。しかし、政治犯収容所の収容者や警備兵などの多数の証言によれば、収容所内で裁判なしに多くの人が日常的に殺害されており、公開処刑も行われているといわれる。
工作員による日本人、韓国人はじめ他国民の拉致を行っている問題もある（北朝鮮拉致問題）。
2010年3月25日、日本や欧州連合（EU）などが提出した、北朝鮮の人権状況を非難する決議が国連人権理事会で採択された。採択は3年連続で、今回は過去最多の28か国が賛成した。
2021年11月17日、国連総会第3委員会（人権）は北朝鮮による人権侵害を非難するEU提出の決議案をコンセンサス方式（議場の総意）により無投票で採択した。同種の決議採択は17年連続。年内に開かれる総会本会議で採択され、正式な総会決議となる。日本は決議案への賛同を示す共同提案国に加わった。中国やロシアは、特定の国の人権問題を取り上げることに反対し、決議案を支持する「総意」には加わらないと表明した。北朝鮮の金星国連大使は演説で「人権侵害は存在しない」、「決議案は欧米の敵視政策の表れだ」と反発を示した。

### 税制
北朝鮮は、金日成主席の指示により、「古い社会の遺物」である税金を1974年4月1日に世界で初めて廃止した、先進的な社会主義国であると宣言している。しかし企業には「国家企業利益金」の名目で徴税されている他、国民にも法的根拠のない募金や賦役が課せられている。

## 軍事

### 政策
周辺諸国からの脅威に備えるため軍備拡充に力を入れている。陸軍、海軍、空軍、戦略軍、特殊部隊がある。
歴史的に朝鮮人民軍では第二次世界大戦中の抗日戦闘やその後の朝鮮戦争に参加した軍人が英雄視されてきたといわれている。金正日政権下では軍人と軍部に権限を集中する「先軍政治」が掲げられた。
金正恩政権下では政治面では2016年6月29日の最高人民会議での憲法改正により国防委員会は廃止され国務委員会が設置されるなど軍部が主導する政治から朝鮮労働党が主導する政治へ変化したといわれている。国防委員会の国務委員会への変更に伴い、朝鮮人民軍の長老の呉克烈と李勇武の二人が更迭され、国務委員会の副委員長に朝鮮労働党政治局常務委員の崔竜海と朴奉珠が任命されるなど軍が指導する政治から党が指導する政治への転換がみられる。軍事面では通常兵器ではない核兵器開発などが特に重視され、金正恩政権下では核兵器開発と経済政策をともに進める「並進政策」が掲げられた。

### 兵力と軍備
過去数十年にわたり国防のために朝鮮人民軍に莫大な資源をつぎ込み、世界で5番目に大きい100万人を超える軍隊を有し、国内総生産（GDP）に占めるその比率が高い。推定軍事費（CIA）年間6000億円のうち4000億円強を核兵器・ミサイルに集中配分している。また近年ではサイバー攻撃にも力を入れており、朝鮮人民軍偵察総局を主軸にサイバー司令部を設置し、朝鮮労働党や国防委員会傘下のハッキング専用組織に1,700人あまりのサイバー攻撃要員を擁し、関連機関の4,200人もサイバー攻撃に動員できるという。一方で、通常兵器は旧式の上、財政難のため、航空機や車輌の訓練用燃料すら確保が難しいとされており、兵器の性能、兵の練度ともに韓国軍との差は歴然と考えられている。世界最大規模の特殊部隊とアメリカ陸軍45万の2倍の90万の兵力の歩兵主体の地上軍を持ち、散開・分散が必要な核戦争に特化した構成となっている。
なお、2020年10月に行われた軍事パレードでは旧態依然としていた2018年ごろまでの装備とは違い、西側兵器の設計に影響を受けたと思われる改良や新兵器、新型戦車などが相次いで登場した。また歩兵用の軍服も様々な迷彩柄が施され、フリッツ式のヘルメット、防弾ベストなどといった最近主流のものへと変化していた。
大量破壊兵器
大量破壊兵器については、化学兵器禁止条約に加盟しておらず2,500 - 5,000トンの化学兵器を蓄積する化学兵器大国である。停戦ライン地帯の北朝鮮砲兵は毒ガス砲弾や通常砲弾をソウルに撃ち込む能力を有している。1994年にアメリカが北朝鮮の核兵器生産施設を空爆しようとしたとき、北朝鮮は「（核施設が空爆されたらその報復に）ソウルを火の海にする」と恫喝し、韓国の金大中は訪米して空爆中止を嘆願した。結果として1994年米朝枠組み合意で北朝鮮の核施設は運転停止によって空爆破壊を免れ、2002年に運転を再開し、2003年に核拡散防止条約（NPT）から脱退し、2006年の核実験に至っている。
北朝鮮は韓国との軍事境界線（38度線）の戦車を旧式のまま放置している一方で、多額の費用を投入して「移動式」弾道弾を買い揃えており、韓国を狙うスカッド改を500基、日本を狙うノドン200基、太平洋まで飛ばすことのできる北極星2号を整備している。アメリカとロシアを狙う弾道弾が500基であり、中国と日本を狙う核弾道弾ですら25基なので500基・200基という数は極めて大規模な国防のボディビルディングである。日本にある在日米軍基地の攻撃機による北朝鮮核攻撃の可能性に対する自衛的抑止力としての配備なら20基あれば充分であり、北朝鮮側の「抑止力・自衛のため」という説明は軍事的には200基を超える対日弾道弾の過剰配備という実態と乖離しており、北朝鮮側の弾道弾過剰配備の真意について透明性が問われている（軍備は際限ない軍拡を避けるため、隣国と一定比率にするのが一般的である。防衛省防衛研究所研究官の武貞秀士のように北朝鮮は日米に核または化学ミサイルを突きつけて牽制しつつ韓国を核恫喝で併合する意図で核武装を進めてきたと観測する専門家もいる）。
加えて、北朝鮮は韓国のPSI参加表明を「宣戦布告」であると非難していることから、弾道弾その他大量破壊兵器および周辺技術を輸出して外貨を稼ぐ思惑もあるとされる。
なお、北朝鮮は少なくとも2019年現在、日本に向けている200基を越えるノドン弾道弾に化学兵器弾頭を装着して日本の大都市を攻撃し、大量の死傷者を出す物理的能力を有していると見られている。アメリカの調査機関ISISの報告書によれば、ノドンに装着可能な粗悪な核弾頭を3発以下既に保有している、つまり、日本の東京を核攻撃できる能力を保有している可能性すらあると観測されている。なお、核弾頭を量産して日本を狙うノドン200基を数年で全て核弾頭付きにするのに必要な50MW/200MW大型黒鉛炉を建設中であった。ちなみに同大型黒鉛炉は2007年合意において、アメリカと北朝鮮の妥協により無力化・解体対象から除外された。
ミサイル発射実験
北朝鮮は度々ロケット、もしくは弾道ミサイルの発射を行っており、2012年12月には人工衛星を初めて軌道に投入することに成功した。また、2022年10月4日に最長飛距離とされるミサイル（火星12型）を発射した。ただし、北朝鮮のロケット発射は国際社会に脅威を与える核開発と弾道ミサイルの開発と表裏一体であると見なされているため、国連安保理決議1718、決議1874、決議2087で制裁対象となっている。

## 国際関係

北朝鮮と外交関係を有する国々の一覧（2022年時点）
赤色は北朝鮮、青色は北朝鮮と国交を有する国、灰色は国交を有さない国。

| 調査対象国     | 肯定 | 否定 | どちらでもない | 肯定-否定 |
| -------------- | ---- | ---- | -------------- | --------- |
| アメリカ合衆国 | 5%   | 88%  | 7              | −83       |
| イギリス       | 7%   | 89%  | 4              | −82       |
| オーストラリア | 6%   | 87%  | 7              | −81       |
| フランス       | 9%   | 85%  | 6              | −76       |
| カナダ         | 10%  | 81%  | 9              | −71       |
| スペイン       | 5%   | 75%  | 20             | −70       |
| ギリシャ       | 6%   | 64%  | 30             | −58       |
| 中華人民共和国 | 19%  | 76%  | 5              | −57       |
| ドイツ         | 1%   | 56%  | 43             | −55       |
| ブラジル       | 23%  | 60%  | 17             | −37       |
| メキシコ       | 24%  | 54%  | 22             | −30       |
| ペルー         | 22%  | 51%  | 27             | −29       |
| インドネシア   | 17%  | 46%  | 37             | −29       |
| インド         | 19%  | 40%  | 41             | −21       |
| トルコ         | 34%  | 44%  | 22             | −10       |
| ロシア         | 20%  | 30%  | 50             | −10       |
| ナイジェリア   | 33%  | 42%  | 25             | −9        |
| ケニア         | 27%  | 36%  | 37             | −9        |
| パキスタン     | 20%  | 25%  | 55             | −5        |

| 調査対象国     | 肯定 | 否定 | どちらでもない | 肯定-否定 |
| -------------- | ---- | ---- | -------------- | --------- |
| 日本           | 1%   | 91%  | 8              | -90       |
| 韓国           | 3%   | 91%  | 6              | -88       |
| アメリカ合衆国 | 4%   | 90%  | 6              | -86       |
| ドイツ         | 3%   | 85%  | 12             | -82       |
| オーストラリア | 8%   | 86%  | 6              | -78       |
| カナダ         | 6%   | 83%  | 11             | -77       |
| イギリス       | 9%   | 83%  | 8              | -74       |
| イスラエル     | 1%   | 70%  | 29             | -69       |
| フランス       | 10%  | 79%  | 11             | -69       |
| スペイン       | 7%   | 73%  | 20             | -66       |
| メキシコ       | 13%  | 47%  | 40             | -34       |
| ブラジル       | 20%  | 54%  | 26             | -34       |
| ペルー         | 22%  | 49%  | 29             | -27       |
| 中華人民共和国 | 20%  | 46%  | 34             | -26       |
| アルゼンチン   | 12%  | 33%  | 55             | -21       |
| ロシア         | 19%  | 37%  | 44             | -18       |
| インドネシア   | 28%  | 44%  | 26             | -16       |
| インド         | 23%  | 27%  | 50             | -4        |
| パキスタン     | 28%  | 32%  | 40             | -4        |
| ケニア         | 34%  | 34%  | 32             | 0         |
| ナイジェリア   | 42%  | 38%  | 20             | 4         |
| トルコ         | 32%  | 19%  | 49             | 13        |
| ガーナ         | 57%  | 20%  | 23             | 37        |

### 公的外交関係
2022年4月時点で、北朝鮮と国交のある国は159か国である。東西冷戦時代には、「朝鮮唯一の正当性を有する国家」として東側諸国や非同盟諸国が北朝鮮を国家承認し、西側諸国が韓国を国家承認する傾向が強かった。だが1991年に両国が国際連合へ同時に加盟してからは、ほとんどの国家が双方を国家承認する南北等距離外交をとっており、シリアが長らく北朝鮮のみを国家承認していたが、2025年4月に韓国との国交関係樹立が発表された。
北朝鮮を除く国連加盟国192か国の内、25か国（韓国、日本、アンドラ、アメリカ合衆国、イスラエル、ウルグアイ、エクアドル、エストニア、エルサルバドル、キリバス、サウジアラビア、ソロモン諸島、ツバル、トンガ、ハイチ、パナマ、パラオ、パラグアイ、ブータン、フランス、ボリビア、ホンジュラス、マーシャル諸島、ミクロネシア連邦、モナコ）は北朝鮮を一度も国家承認しておらず、3か国（アルゼンチン、イラク、及びチリ）は冷戦期に「朝鮮唯一の正当性を有する国家」として北朝鮮を一時承認したものの、後に撤回している。また、6か国（コスタリカ、サモア、ボツワナ、ポルトガル、ヨルダン及びウクライナ）は南北等距離外交で北朝鮮を国家承認していたものの、諸事情により外交関係を断絶させている。その他、国際連合総会オブザーバーのうちパレスチナ国とは国交が、欧州連合（EU）とは外交関係がある他、国連非加盟国のサハラ・アラブ民主共和国（西サハラ）とも国交がある。その一方で、バチカン市国とは国交が、EU以外の国連総会オブザーバー団体とは外交関係が無い。

### 現在までの経緯
1948年9月9日の建国以来、国境を接する中華人民共和国およびソビエト連邦と密接な関係を維持し、1950年に勃発した朝鮮戦争の際には彭徳懐司令官率いる抗美援朝義勇軍がアメリカ軍のダグラス・マッカーサー元帥率いる国連軍の朝鮮半島北上に対抗して中華人民共和国から派遣され、毛沢東主席の長男毛岸英は朝鮮戦争にて戦死している。
1953年7月27日の朝鮮戦争休戦協定後、1956年にソ連のフルシチョフ第一書記が行ったスターリン批判の朝鮮労働党への波及により、朝鮮労働党内の抗争が発生し、金日成首相を領袖とする朝鮮労働党内の満州派が、それぞれソ連共産党との関係が深かった朝鮮労働党内のソ連派、中国共産党との関係が深かった延安派を粛清したことにより（8月宗派事件）、ソ連及び中国との関係は弱まり、大韓航空機爆破事件を機にソ連と中国は、北朝鮮が開催を妨害していたソウルオリンピックへの参加と韓国との国交正常化に動く。その後もソ連及びソ連の継承国であるロシア連邦、中国との間に一定の関係は存在する。
韓米両政府に対しては、一貫して敵視するプロパガンダが行われ、特にアメリカおよび韓国との間では1968年のプエブロ号事件、1969年4月15日のアメリカ海軍EC-121機撃墜事件、1976年8月18日のポプラ事件、2010年3月26日の天安沈没事件、2010年11月23日の延坪島砲撃事件など戦争寸前となるような軍事衝突事件もしばしば発生している。
1991年に、ソ連および東ヨーロッパの社会主義政権が次々と崩壊し、北朝鮮は孤立化を深めた。北朝鮮は社会主義体制の継続を唱え、思想においても「ウリ式社会主義（主体思想の前身）」を喧伝するようになった。1992年4月20日、「社会主義偉業を擁護し前進させよう」という、通称・平壌宣言が採択された。この宣言には金日成主席の80歳の誕生日に集まった世界70の政党代表（うち48人は党首）が署名し、その中には旧ソビエト連邦や東欧で新たな社会主義運動を展開している諸政党が含まれた。1993年からは核開発疑惑が取りざたされるようになり、アメリカ・日本・ロシア・中国・韓国との六者会合が持たれ、2000年には朝鮮半島エネルギー開発機構が成立したこともあって緊張は緩和された。しかし北朝鮮はその後も核開発を進めており、2006年には核実験を行ったと発表し、核拡散防止条約体制からの離脱を宣言した。これを受けてアメリカと北朝鮮の関係は一挙に悪化し、2009年には六者会合も中断されている。国連安保理決議第1695号、第825号（1993年）、第1540号（2004年）、第1695号（2006年）、第1718号（2006年）、第1874号・第1887号（2009年）、第2087号・第2094号（2013年）などで北朝鮮の核およびミサイル開発は厳しく非難されており、核・ミサイル開発に関する部品や贅沢品の輸出を禁止するなどの経済制裁が実施されている。北朝鮮の核保有を歓迎する意向を示した国家は存在していないにもかかわらず、北朝鮮は核およびミサイルの開発を継続する意志を示し続けており、北朝鮮と諸外国の関係は改善されない状態が続いている。
一方で複数のテロ事件、不正取引などに関する国家ぐるみの関与が指摘されている。北朝鮮の関与が指摘されるテロ事件には日本人、韓国人、レバノン人（レバノン人女性拉致事件）などを始めとした複数国の国民の拉致問題、当局が否定するものでは大韓航空機爆破事件、ビルマでのラングーン事件がある。
また厳しい経済状況のため、諸外国に対する兵器や麻薬の密輸、スーパーノートなどアメリカ合衆国ドルの偽札製造で国家資金を調達しているという疑惑もある。アメリカ合衆国財務省金融犯罪捜査当局による2005年の推計では、北朝鮮は年間にして通貨偽造で5億ドル、麻薬取引で1億ドルから2億ドルを得ている可能性があるとしている。
2003年に、オーストラリア海軍が北朝鮮船舶を強制捜査した際、5000万ドル相当のヘロインが見つかっている。日本や韓国には複数の工作員が派遣されていると見られており、以前は国内でもAMラジオで聞ける「平壌放送」（中波657kHz）にて暗号電文（乱数放送）を使い指令を送っているとされてきたが、2000年に終了。モールス信号や、携帯電話やコンピュータの電子メールを使って指令しているとの説もある。また北朝鮮国内の人権状況については国際連合や諸外国から厳しい目が向けられている。
冷戦期には、1976年から非同盟運動に参加し、アジア・アフリカ・ラテンアメリカ諸国の民族解放運動に、一定の支持を与えており、同じく反米国家であるキューバと良好な関係を築いている他、アフリカ諸国との関係ではセネガルの首都ダカールのアフリカ・ルネサンスの像やナミビアの大統領府、ベナンのベハンジン像、ボツワナの三首長の像などの記念碑的建造物の建設を北朝鮮の万寿台海外開発会社が受注している。しかし、ラングーン事件でビルマ連邦社会主義共和国やアフリカ諸国などの非同盟中立国と関係が冷却化した時期もあった（ソウルオリンピックにそれまでボイコットしていたアフリカ諸国が参加した原因となる）。

### 南北関係
北朝鮮と韓国は、互いに自国を朝鮮半島における唯一の国家であると規定しており、1950年の朝鮮戦争勃発と1953年の休戦によって朝鮮半島の分断が決定的となって70年以上が経過するものの、「民族の悲願」とされる統一朝鮮国家の成立は見通しすら立っていない。また、両国間の問題だけではなく、韓国人拉致（拉北）問題、南北の経済格差や人権問題などもあり、南北統一の実現には高いハードルが残されている。北朝鮮は「ソウルを火の海にする」発言などのように、韓国を激しく敵対視する一方で、時に同一民族であることを強調した宥和姿勢を見せることもある。
朝鮮半島の南北分断後、1960年4月19日の四月革命によって李承晩大統領が追放された後、同年8月14日に金日成首相は韓国に対して「連邦制統一案」を提案、南北両政府代表による「最高民族委員会」の樹立を提唱した。他方で北朝鮮は韓国に対し「対南工作」を行い、韓国も北朝鮮に対し「北派工作員」の派遣など諜報活動を繰り広げ、両国間の紛争は1968年の青瓦台襲撃未遂事件や1971年の実尾島事件として表面化した。1972年のニクソン大統領の中国訪問によって米中関係が電撃的に改善すると、朝鮮半島の南北関係も緩和し、同1972年7月4日に北朝鮮の金日成首相と韓国の朴正煕大統領は南北共同声明を発表したが、同年10月の韓国の十月維新による朴大統領の権力強化後、翌1973年8月の金大中事件を契機に北側からの南北対話の意志は途絶えた。
北朝鮮は1948年憲法により、首都を韓国が実効支配するソウルと定めていたが、1972年の憲法改正によって、初めて首都を法的にもそれまで首都機能の存在した平壌に定めたが、これは近い内の南北統一を断念したものと多くの人から受け止められた。1979年10月26日の朴正煕大統領暗殺後、1980年に韓国で5・17非常戒厳令拡大措置が発令され、陸軍軍人の全斗煥が大統領に就任すると、同1980年10月10日に金日成主席は「高麗民主連邦共和国」創設と、統一より低い段階での連邦制を再び提示した。
東西冷戦終結直後は南北関係の雪解けが進み、1991年には北朝鮮の金日成主席と韓国の盧泰愚大統領との間で、南北国連同時加盟や南北基本合意書として結実した。しかし盧大統領の退任後、1993年2月25日に発足した金泳三政権は、国内保守派からの突き上げを受けた対北強硬に転じたこともあり、両国関係は再び悪化した。金泳三政権期の1996年には江陵浸透事件が発生している。
韓国は1998年2月25日の金大中政権発足のころからクリントン政権期のアメリカに歩調を合わせて（あるいは合わせざるを得ずに）融和的な政策に転換した。金大中政権は国内から融和的態度を批判されて敵対的言動へとシフトした金泳三時代の反省から、対北朝鮮融和政策を「太陽政策」と呼んで説明し、2000年6月に金大中大統領と金正日国防委員長の両者で初の南北首脳会談が実現し、6.15南北共同宣言が採択された。金大中政権期には南北共同で開城工業地区が創設されている。
金大中政権に続き、2003年2月25日に発足した盧武鉉政権下でも太陽政策は継続された。しかし、2006年の核実験以降、韓国国内でも北朝鮮への批判が高まり、経済支援は停止された。韓国国民の世論は血縁や兄弟が北朝鮮に住む者も多いことから（離散家族）北朝鮮に同情的だが、核実験後は太陽政策への批判が一時強まった。なお、2006年の核実験後も2007年10月には二度目の南北首脳会談が行われている。
2008年2月25日に発足した李明博政権は、太陽政策を改める政策を推進し、軍幹部の失言も相次いだ。こうしたことから北朝鮮の戦闘機が軍事境界線付近に飛来、韓国側もスクランブル発進するなどして、一触即発の状態が続いた。更に、2009年1月17日には、北朝鮮が韓国との「全面対決」を宣言するなど、李政権発足以降の南北関係は緊張が高まり、2010年には天安沈没事件、延坪島砲撃事件が発生している。
2013年2月25日に発足した朴槿恵政権も北朝鮮に対しては緊張した姿勢を引き継ぐ一方で、2014年には韓国から北朝鮮政府に対して30億ウォン（約3億円）規模の人道支援実施などで一定の関係を持ったが、2016年には開城工業地区が操業停止されるなど再び緊張状態に戻った。また、北朝鮮と韓国は対中関係で大きく変化してきており、2014年2月の北朝鮮による核実験の強行によって、建国以来血盟関係にあった中朝関係は急速に悪化する一方、習近平が北朝鮮首脳との面会に先だって訪韓するなど中韓両国は急速に接近し、北朝鮮政府は中国に派遣する自国の貿易商に中韓関係の情報収集を命じているとされ、北朝鮮は警戒を強めているという。
2017年5月10日に発足した文在寅政権は、太陽政策時代のような南北融和政策を取っており、それに関連し、朝鮮中央テレビでは、「祖国統一」「民族統一」「平和統一」「和解」などの言葉の入った映像を公開した。
2023年7月10日、11日に金与正朝鮮労働党副部長は、韓国を「大韓民国」と呼称した。韓国統一省によると、北朝鮮が公式の談話で韓国の正式国名を呼んだのはこの時が初めてとされる。同20日には、強純男国防相が米戦略原子力潜水艦の釜山寄港を非難する談話で「米国と『大韓民国』のやくざの軍事的狂態が危険水位を越えた」などと5回にわたり「大韓民国」と呼んだ。韓国の専門家からは「同じ民族の統一対象」ではなく、「別の国」とする認識が反映されたとの分析が出ている。
2024年1月4日までに北朝鮮の対韓国宣伝サイト「わが民族同士」は、ホームページのトップ画面から過去の南北首脳会談など南北の統一政策の内容をまとめた特設コーナーを削除した。これについて、産経新聞は韓国を平和統一の対象ではなく「敵対国」として扱う政策転換の一環と分析した。

### 中華人民共和国との関係

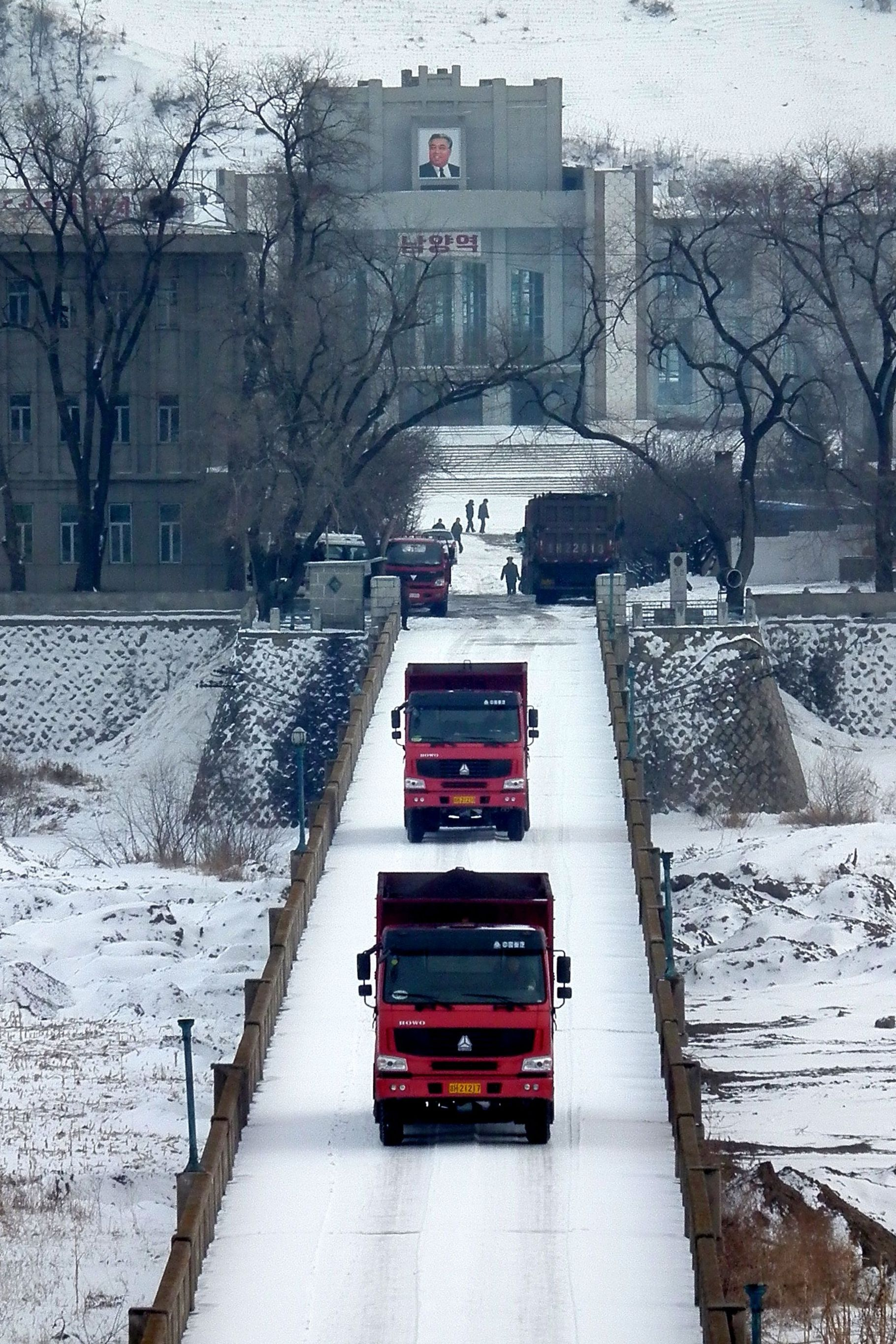
中朝国境の図們国境大橋。

1948年9月9日の朝鮮民主主義人民共和国建国後、翌1949年10月1日に建国された中華人民共和国とは特に密接な関係が築かれてきた。1949年6月30日に北朝鮮労働党と南朝鮮労働党が合併して朝鮮労働党が結成された際、金日成・崔庸健・金策ら中国共産党及び東北抗日聯軍に所属して中国東北部で抗日闘争を戦っていた朝鮮人共産主義者は満州派、朴一禹・方虎山・武亭ら朝鮮独立同盟及び朝鮮義勇軍に所属して中国共産党の本拠地延安で抗日闘争を戦っていた朝鮮人共産主義者は延安派として党内で分かれ、当初はどちらも中国大陸で活動していた共通性から朝鮮半島で専ら活動してきた「国内派」への対抗で連携していた。
1950年6月25日の朝鮮戦争勃発後は、ダグラス・マッカーサー元帥率いる国連軍の朝鮮半島北上に対してソ連軍の半島再派遣に否定的なヨシフ・スターリンは中国の毛沢東を後押しし、彭徳懐司令官率いる中国人民志願軍（義勇軍が名目で中国人民解放軍ではない）が派遣され、彭徳懐司令官と延安派の朴一禹副司令官に率いられた中朝連合軍は一時中朝国境の鴨緑江にまで進軍した国連軍を38度線まで押し戻し、1953年7月27日の朝鮮戦争休戦協定締結に至り、1958年10月26日に中国人民志願軍は朝鮮半島から撤退した。
1953年の朝鮮戦争休戦後、金日成首相率いる朝鮮労働党内の満州派は自派の党内基盤を固める過程で、8月宗派事件で党内の延安派を粛清したことにより一時的に中朝関係は悪化したが、1959年に中国政府内の朴一禹支持者であった彭徳懐が失脚して林彪が国防部長に就任したこともあって、1961年7月11日に軍事同盟である中朝友好協力相互援助条約が締結された。その後、金日成首相は1962年のキューバ危機に際して、ソ連のフルシチョフ第一書記のキューバからのミサイル撤回を非難する中国の論調に同調し、中ソ対立で中国側に立つ姿勢を示したものの、ソ連のフルシチョフ第一書記失脚後にコスイギン外相の訪朝によってソ連との関係が改善し、更に1966年から始まった中国のプロレタリア文化大革命によって紅衛兵ら中国の文革派が金日成首相を「修正主義者」だと批判したことを受けて中朝関係は悪化、この北朝鮮と中ソ両国との関係悪化時であった1967年に金日成首相は独自路線を歩むために「唯一思想体系」の確立を提唱した。
その後中国と北朝鮮の関係は1969年10月の崔庸健最高人民会議常任委員長の訪中と、1970年の周恩来総理の訪朝によって改善したものの、その後のニクソン大統領の中国訪問によって朝鮮戦争の当事国だった米中が電撃的に接近したことを受けて、1972年7月4日に北朝鮮の金日成首相と韓国の朴正煕大統領は南北共同声明を発表し、また、このころから中ソどちらにも属さない北朝鮮独自の社会主義路線を歩むために「主体思想」が整備され、1972年12月27日に制定された朝鮮民主主義人民共和国社会主義憲法第四条では朝鮮労働党の主体思想が国家の活動指針だと規定された。
大韓航空機爆破事件から中国はソ連とともに北朝鮮と距離を置き始め、東西冷戦終結後には中ソ両国はソウルオリンピックに参加して後に韓国と国交を結んだことにより（中韓国交正常化）、北朝鮮の金日成主席はこの中ソの「裏切り行為」に対し、アメリカのビル・クリントン政権との対米交渉に外交目標を一本化し、1993年の北朝鮮の核拡散防止条約（NPT）脱退を経た後、1994年10月21日の米朝枠組み合意に至っている。
1994年7月8日の金日成主席の死後も、中国政府は中朝友好協力相互援助条約を維持して北朝鮮にとって唯一の軍事同盟国となり、金日成主席死後に政権を掌握した金正日国防委員長の訪問回数もロシアに比べれば多く、初外遊先も中国だった。また中国は北朝鮮の独裁体制を配慮し、例えば中国では北朝鮮批判の本を発禁にしており（詳細は中国の人権問題）、脱北者を不法入国者と見なし、強制送還に積極的である。2010年にはBRICSとして目覚しい発展を遂げる中国が北朝鮮に対し、北朝鮮の国家予算7割分を投資する事が決定した。金正恩体制に移行する直前の金正日体制での労働党創建65周年に行われた軍事パレードでも中国共産党の周永康政治局常務委員が金正日・金正恩親子と肩を並べて観閲するなど江沢民・胡錦濤体制の中国とは概ね中朝関係は安定していた。中国の主催する6か国協議に参加しつつ、国連安保理の対北制裁決議に拒否権を行使するどころか賛成してきた伝統的な友好国の中国とロシアへの不満も他国に漏らしていた。
中国が習近平体制、北朝鮮が金正恩体制となってからも2013年2月に3回目の核実験を強行するも同年7月27日の平壌での朝鮮戦争休戦60周年記念行事では中国国家副主席の李源潮は金正恩第一書記の隣でパレードや中央報告大会を観閲するなど友好関係は続いたが、同年12月の張成沢の粛清は中朝関係に変化を生じさせ、2014年7月に中国の習近平党総書記は最初の訪問先として北朝鮮ではなく韓国を訪問したほか（1992年の中韓国交正常化以来初）、「新鴨緑江大橋」も運用されない状態となっている。
また、金正日政権時には北朝鮮の党機関紙・労働新聞は中国最高指導者の言葉を真っ先に紹介していたが、2014年9月の政権樹立66周年の記事では掲載日は別ではあるものの、プーチン露大統領の祝電は1面に掲載された一方、中国共産党の習近平総書記の祝電は3面に掲載され金正恩第一書記がシリアのアサド大統領に送った誕生日の祝電よりも後まわしとなった。中国側も各国からの祝電の際には金正恩からの祝電を最後に報じるといったことも行っている。
2015年2月、北朝鮮はアジアインフラ投資銀行（AIIB）に創立メンバーとして参加しようと特使を派遣したが中国側の拒否によって失敗に終わった。一方、韓国は同年3月にアジアインフラ投資銀行（AIIB）に創立メンバーとして参加することを決定し、韓国の企画財政省高官はAIIBを通じた北朝鮮でのインフラ開発に期待感を示した。
2015年9月の中国の中国人民抗日戦争・世界反ファシズム戦争勝利70周年記念式典では、韓国は大統領の朴槿恵が参加し中国最高指導者である習近平総書記と肩を並べて参観したのに対し、北朝鮮の派遣した朝鮮労働党書記である崔竜海の席は端に近い位置であった。韓国の聯合ニュースはその写真と1954年に金日成と毛沢東が同じ場所で軍事パレードを参観した写真を並べ、「主人公の変化は、半世紀を超える間に韓中関係と中朝関係がどれだけ変化したかを象徴している」と報じた。その一方で同年10月の朝鮮労働党創建70年記念パレードでは金正恩と中国序列5位の劉雲山が肩を並べて歓談してパレードの終盤では聴衆に向かって手を取り合うなど親密さをアピールし、金正恩は中朝関係を「血潮で以て結ばれた友好」「金日成主席同志と金正日総書記同志が残した最大の外交遺産」と呼び、北朝鮮側はミサイル発射を中止した。翌2016年1月に北朝鮮は「水爆実験」とする核実験を実施して牡丹峰楽団の公演も中止されて中朝関係は再び冷え込み、直後に制作された朝鮮中央テレビの記録映画では2015年の労働党創建70周年の記念行事の模様が含まれていたものの劉の映像は加工され削除されていた。同年5月には習近平が自らの一帯一路構想のために開催した中国の一帯一路国際協力サミットフォーラムに招かれた北朝鮮は金英才（キム・ヨンジェ）対外経済相らを派遣したものの、開幕直後にミサイルを発射したことは「祝砲」とも伝えられる一方で中国を苛立たせたとも報じられている。
国連の対北経済制裁に中国はロシアとともに賛成を投じ続けており、北朝鮮は中露を「米国に追従した」と批判している。2017年に中国は北朝鮮企業との合弁や北朝鮮人の新規雇用と銀行口座などを禁止し、これにより貴重な外貨獲得源だった世界に約130店ある北朝鮮の食堂事業のうち世界最大の北朝鮮レストランなど中国にある100店が閉鎖されることになり、北朝鮮は中露に派遣している労働者に帰国を命じている。また、北朝鮮の科学者は論文発表の9割近くが共同研究であり、そのうち共同研究相手は80.9％も中国人科学者が占めることから中国は科学技術の流出を懸念して北朝鮮からの留学生の受け入れを中止して国内の北朝鮮留学生を監視して大学の研究室などへの出入りも禁止したとされる。対外的に北朝鮮の体制を擁護しているのは、韓国を基本とした統一がなされた場合、中国と陸続きの位置に米軍が進出する可能性を懸念しているためともされる。そのため、中国は北朝鮮や韓国の頭越しで朝鮮半島有事を想定した核の確保や38度線を越えた米軍の撤退などの具体的対応を米国と協議していることが2017年12月に米国政府から公表されている。また、北朝鮮からの難民対策も米国と協議しており、中朝国境には難民収容所の建設が進み、放射線対策や国境統制の強化もされていた。
しかし、金正恩体制となってからも北朝鮮は経済的には貿易の9割超も中国に依存するなど一定の関係を継続しており、2018年3月には金正恩は最高指導者就任後初の外遊として訪中して習近平と最高指導者就任後初の外国との首脳会談を行って「初外遊先に北京を選んだのは当然だ。中国との関係を重視する私の厳粛な義務だ」と述べ、習近平は金正恩から「最も立派な友人で最も親しい同志」「偉大な領袖」「偉大な指導者」とまで呼ばれ、同年6月の米朝首脳会談の際は李克強首相も移動用に政府専用機を金正恩に貸し、習近平の誕生日の際は金正恩は中朝の血盟を強調する祝賀をおくり、金正恩は度々訪中している。
なお、政府間だけでなく、民間でも度重なる核実験や朝鮮人民軍の脱北兵士による越境犯罪で中朝国境で北朝鮮に対する住民感情や中国世論は厳しくなっており、中国各地では反北朝鮮デモも起きている。中朝間には北朝鮮による中国人拉致問題も存在する。また、2010年代に入ってから、北朝鮮より中国東北部に覚醒剤が流出していることが問題となり、中国政府は「強風作戦」と呼ばれる大々的な取り締まりを行った。その他にも2010年には違法に操業する中国漁船と北朝鮮海軍との武力衝突事件が、2012年5月には北朝鮮の武装船が北朝鮮西海上で中国漁船を拉致し、漁民28人に暴行を加え、身代金として120万中国人民元を要求する事件が発生している。北朝鮮当局は黄海と日本海の漁業権を中国に売却して北朝鮮近海では1000隻を超える中国漁船が操業しており、中国の乱獲で沖合に出た北朝鮮漁船が日本に漂着する原因にもなっている。

### アメリカとの関係

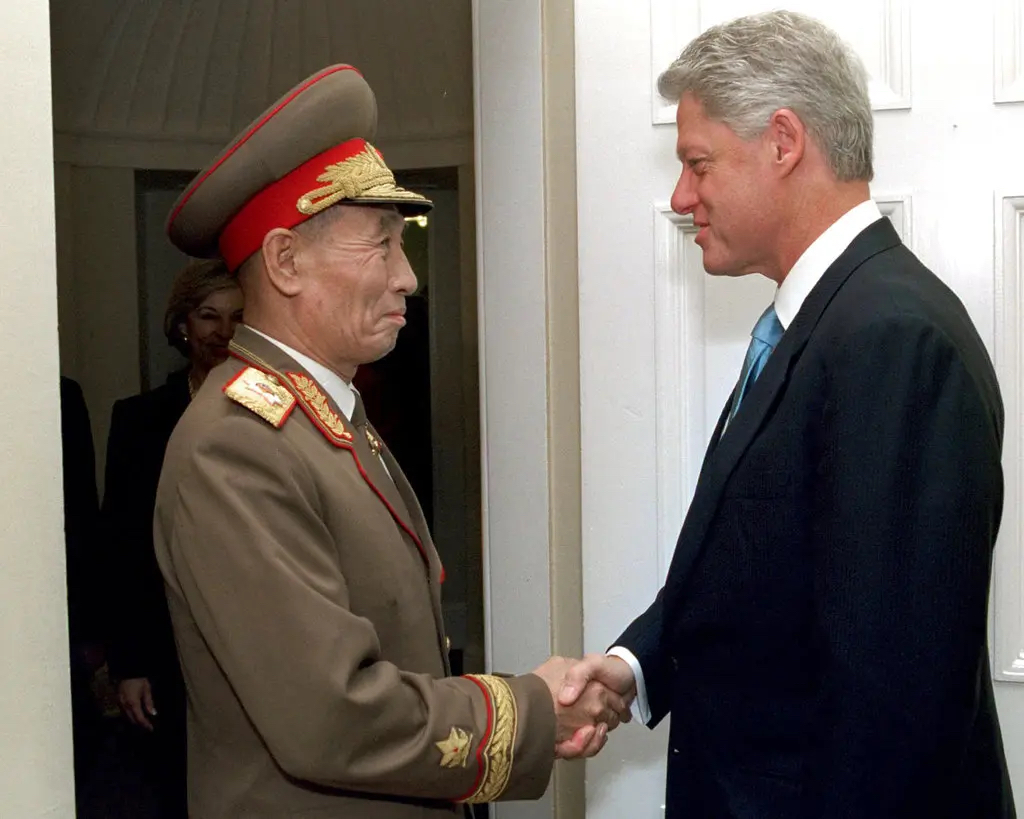
ワシントンD.C.を訪問し、ビル・クリントンアメリカ大統領と握手する趙明禄朝鮮人民軍次帥（2000年10月）。

1950年の朝鮮戦争勃発後、アメリカ軍主導の国連軍と中朝連合軍は激戦を経た後、1953年7月27日に朝鮮人民軍の南日大将とアメリカ陸軍のウィリアム・ハリソン・Jr中将の間で朝鮮戦争休戦協定が署名された。しかしながら、アメリカとはその後2017年現在も対立関係にある。北朝鮮のメディアではアメリカを敵国扱いする言動が繰り返されている。
東西冷戦中には1968年にはアメリカ海軍のプエブロ号が北朝鮮によって拿捕されるプエブロ号事件が、翌1969年には朝鮮人民軍空軍によってアメリカ海軍の早期警戒機が撃墜されるアメリカ海軍EC-121機撃墜事件が、1976年8月18日にはアメリカ陸軍将校2名が朝鮮人民軍によって殺害されるポプラ事件が発生しているが、何れもアメリカからの報復は行われなかった。
東西冷戦終結後の1992年1月26日にカンター国務次官と金容淳朝鮮労働党書記の間で、初の米朝高官級会談が行われ、同1月30日に北朝鮮は1980年代から問題となっていた核開発問題について国際原子力機関（IAEA）と保障措置協定を結んだが、北朝鮮はこのIAEAの査察に反発して1993年3月に核拡散防止条約（NPT）からの脱退を宣言し、その後両国間の戦争直前にまで至った米朝交渉を経て北朝鮮のNPT脱退宣言は無効化され、1994年6月15日にアメリカのジミー・カーター元大統領が訪朝、金日成主席がIAEAの査察受け入れに合意したことによって両国の緊張した関係は一時収束した。
この第一次核危機後、1994年10月21日に金正日国防委員長とビル・クリントン大統領との間で米朝枠組み合意が締結され、以後の国交正常化が目指されたが、ジョージ・W・ブッシュ政権期の2002年1月に北朝鮮はイラク、イランと共に「悪の枢軸」と名指しされ、北朝鮮側もその後積極的な核開発と2003年1月の核拡散防止条約（NPT）からの脱退で米国からの敵視政策に応じ、イラク戦争開戦後で中国が仲介に乗り出した2003年8月以降、この北朝鮮核問題を中心に、中華人民共和国、ロシア、米国、日本、韓国と共に六者会合（六ヶ国協議）が実施され、第5回会合で核施設の無力化で合意したことからジョージ・W・ブッシュ政権末期のクリストファー・ヒル国務次官補により事態の推移が見られ、2008年10月11日にアメリカから「テロ支援国家」指定を解除された。しかしバラク・オバマ政権に交代後は六者協議を北朝鮮は脱退し、交渉の進展は見られない。
スイス留学中にバスケットボールで帝王学を学んだといわれる金正恩第一書記体制の成立後、2013年2月28日に元NBAのデニス・ロッドマンが訪朝した。
2015年、アメリカ合衆国は、2011年3月1日以降に北朝鮮へ渡航した者について、ビザ免除プログラムの対象国の国籍を持っていても、対象から除外する事を決定した。ただし、軍関係者や正規政府職員など、公務で止むを得ない場合は特例も認められるとしている。なお、自身のパスポートに北朝鮮への渡航記録が記載されていなかったとしても、ESTAを使用して渡航した場合は入国拒否される可能性が高く、入国拒否後は一生ESTAを使用できなくなる事になる。
度重なる核実験や弾道ミサイルの発射に対して2017年北朝鮮危機が起き、ドナルド・トランプ政権発足後の2017年9月、トランプ大統領が国連の一般討論演説にて日本人拉致問題に触れた上で金正恩を「ロケットマン」と名指しし、｢米国と同盟国の防衛が脅かされた場合は北朝鮮を完全に壊滅せざるを得ない」と発言している。これに対して最高指導者名義では北朝鮮史上初の声明を金正恩は発表し、トランプを名指しで「世界の面前で私と国家の存在自体を否定して侮辱し、我が共和国を滅ぼすという歴代で最も凶暴な宣戦布告をしてきた」「国家と人民の尊厳と名誉、そして私自身の全てを懸け、我が共和国の絶滅を喚いた米国執権者の暴言に代価を支払わせる」と猛反発した。2018年からは緊張緩和の方向となり、6月に史上初の米朝首脳会談が行われ、2019年2月にも米朝首脳会談が行われたが決裂に終わり、大統領がジョー・バイデンに変わってからは緊張状態に逆戻りした。

### ソ連・ロシアとの関係

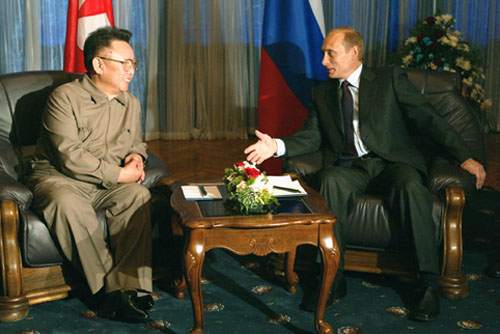
ロシアのウラジーミル・プーチン大統領と会談する金正日国防委員長（2002年）。

ソビエト社会主義共和国連邦（旧ソ連）政府は北朝鮮と1961年7月6日に「ソ朝友好協力相互援助条約」を締結して軍事同盟を結んでいたが、8月宗派事件のソ連派粛清や、北朝鮮が反対したソウルオリンピックにソ連は参加して韓国と国交正常化するなど関係が冷え込んだこともあり、1991年のソ連崩壊と冷戦終結の国際情勢の変化もあって、1990年代初頭には両国関係はKGBによる北朝鮮クーデター陰謀事件でほぼ停滞し、経済支援も途絶えただけでなく、ロシアは北朝鮮より韓国を重視するようになった。1996年に相互援助条約は期限切れを迎え、「露朝友好協力条約」の締結交渉に入ったことで両国関係は次第に改善されていった。2000年に新たにロシアと「ロ朝友好善隣協力条約」を締結した。同条約では軍事同盟の条項は削除されたが親密な友好関係は維持されている。ウラジーミル・プーチン大統領は「韓国とは安定、北朝鮮には譲歩」を唱え、南北等距離外交を推進している。ロシアは6カ国協議にも参加している。
2014年の北朝鮮の核実験で中朝関係が冷え込むなか、崔竜海・朝鮮労働党書記がロシアを訪問するなどロシアに急接近する姿勢が目立っているとされた。しかし、地対空ミサイル購入交渉などでロシアとの交渉窓口だった玄永哲の粛清や2015年モスクワ対独戦勝記念式典の金正恩の出席中止からロシアとの関係も再び冷え込んだとする見方もある。2013年にはロシア漁船への北朝鮮当局の銃撃事件、2015年や2016年には北朝鮮漁船とロシア国境軍の武力衝突で死傷者も出し、北朝鮮当局のロシア船拿捕が起きている。国際連合安全保障理事会決議1718から国連の対北制裁決議にも賛成しており、新しい制裁決議が可決された2016年には金融取引全面停止、北朝鮮船入港拒否、燃油輸出中止、協力事業中止などの経済制裁も実施しており、北朝鮮から中国とともに「米国に追従した国」「反共和国制裁決議で共謀した国」と非難されている。2017年にプーチンは北朝鮮の個人やグループが関係する医療分野以外の科学技術協力禁止や銀行口座の規制など様々な制裁を命じた大統領令を発動しており、北朝鮮労働者の受け入れも中止し、これを受けて北朝鮮は中露に派遣している労働者に帰国を命じ、ロシアも滞在許可を1年に縮めて送還を始めている。一定の関係は維持して万景峰号を使った羅先との定期航路も開設されたが、ロシア当局からの入港拒否もたびたび起きている。2018年5月31日、金正恩は訪朝したロシアのセルゲイ・ラブロフ外相と最高指導者就任後初のロシア政府要人との会談を行い、段階的な非核化の必要性で一致した。この際、ロシア国営テレビでラブロフ外相と握手する無表情の金正恩が口角を上げたように映像を改竄されて注目された。
2022年ロシアのウクライナ侵攻が開始されると、ロシアが北朝鮮に対して弾薬などの提供を打診したとの報道がなされた。北朝鮮側は否定したが、2023年に入るとウクライナの前線では北朝鮮製の武器が一部で出回り始めた。2023年9月13日、ロシアのウラジーミル・プーチン大統領と北朝鮮の金正恩総書記による首脳会談が行われ、ロシア側からは軍事協力の可能性、北朝鮮側からは人工衛星の開発支援などが提案された。翌月には、露朝国境の豆満江駅に過去に例をみない規模の貨物列車の到着が確認されたことから、武器輸出が行われたとの報道がなされた。
2024年6月、北朝鮮とロシアがロ朝戦略的パートナーシップ条約に署名した。この条約の第4条には北朝鮮またはロシアが戦争・紛争状態になった際に、もう一方に自国が保有する全ての手段と軍事行動を持って、相手国に軍事援助等を行う事を定めた。

### 日本との関係
日本国政府は、1965年に内閣総理大臣佐藤栄作が、韓国の朴正煕大統領との間で批准した「日本国と大韓民国との間の基本関係に関する条約（日韓基本条約）」により、韓国を「朝鮮半島唯一の国家」と表明しており、2023年現在、北朝鮮を国家として承認していない。従って、正式な外交関係はない。
日本政府は、北朝鮮の国際連合加盟に賛成票を投じるなど、事実上の政府として扱ったこともあるが、同様に非承認である中華民国（台湾）とは異なり、日本台湾交流協会や台湾日本関係協会のような、事実上の大使館に相当する利益代表部は設置されていない。
かつては日本国旅券に「This passport is valid for all countries and areas except North Korea (Democratic People's Republic of Korea).（このパスポートは、北朝鮮（朝鮮民主主義人民共和国）を除く全ての国家と地域で有効です）」という渡航先適用除外条項があった。そのため、北朝鮮に渡航する場合は、特別なパスポートを発行するように申請する必要があった。外務省の各国・地域情勢ウェブページでも「北朝鮮」と表記し、国ではなく地域扱いされている。1991年からこの条項は削除されたものの、依然として政治的・軍事的な対立から緊張した関係が続いている。
日本には多くの特別永住者許可を持つ朝鮮籍（北朝鮮国籍とは異なる）の人々が生活をしており、朝鮮総連は、これらの人々の団体であると同時に、北朝鮮政府と極めて深い関係にある。朝鮮総連は日本における北朝鮮の利益代表部として扱うよう再三要求しているが、日本政府はこれを認めていない。朝鮮総連が行う本国への送金は、北朝鮮が国外で外貨を得る窓口的な役割を担っていた。朝銀信用組合の破綻事件では、北朝鮮への違法送金の疑惑が取りざたされている。
2002年9月、小泉純一郎首相は電撃的に北朝鮮を訪問して、金正日国防委員長と初の日朝首脳会談を実現し、17日日朝平壌宣言に調印した。この訪問で、金正日は北朝鮮による日本人拉致を「一部の英雄主義者が暴走した」として公式に認め、5人の拉致被害者の帰国がなされた。しかし「8人死亡・1人行方不明」とする北朝鮮側の回答は日本政府は受け入れず、北朝鮮が認めた以外にも拉致被害者は存在していると主張している。第1次安倍内閣以降、日本政府は拉致問題において「拉致被害者を全員生存しているとして対応する」方針をとっている。
2005年ごろまで貿易関係は存在しており、日本への船舶の入港は年間千数百隻に上っていた。内訳は、日本からの輸入は輸送機器が中心で、日本への輸出は水産物が中心であった。また、同年の12月には北朝鮮人権侵害問題啓発週間が定められた。
2006年10月9日の北朝鮮の核実験やテポドンなどのミサイル発射事件を受けて、安保理による制裁が開始されると、日本政府は「厳重に抗議し、断固として非難する」との声明を発表し、安保理決議による制裁の他、日本独自の制裁も行っている。制裁の一環として、海外危険情報では、通常の治安・政情の程度によって出される勧告とは別枠で、渡航の自粛を勧告している。これにより北朝鮮船籍の船舶の入港は禁じられ、全貨物に輸入割当制が設定され輸出入も停止されている。
2008年5月31日、朝鮮人民軍は「日本の反動勢力は、日本列島がわが革命的武装力の容赦ない打撃圏（攻撃圏）内にあるということをひとときも忘れてはならない」と警告し、屈服しない姿勢を改めて鮮明にしている。
2009年6月、アメリカ国際政策センターのセリグ・ハリソンが米下院外交委員会の公聴会で証言し、「国連制裁の結果、事態が悪化した場合、北朝鮮は報復として韓国ではなく日本か在日米軍基地を攻撃するだろう」と予測したとされるが、事実かどうかは定かではない。
2014年の日朝政府間協議で、北朝鮮は同年7月から1年をめどに拉致被害者らの調査を再開するとし、当初、同年秋までに初回の報告をするとしていたが9月に先送りを通告、その後も延期されており、報告時期の見通しは立っていない。
2016年、日本政府は国民に北朝鮮全土への渡航を自粛するように求め始めた。
2017年9月、北朝鮮の朝鮮アジア太平洋平和委員会は、日本が度重なる国連制裁に便乗したとして「日本はわが国の近くに存在する必要ない」、「日本人を叩きのめさなければならない」、「日本列島四島を核爆弾で海に沈めなければならない」と恫喝的な声明を出した。また、英語版では日本人への蔑称である「ジャップ」が使われ、朝鮮語ではジャップに相当する「チョッパリ」も使用された。日本政府はこれに「極めて挑発的な内容で言語道断」と抗議した。
日本教職員組合との関係
日本の教員・学校職員による労働組合の連合体である日本教職員組合（日教組）は、支持政党の日本社会党（現在の社会民主党）が朝鮮労働党との関係を強化した1970年代から北朝鮮との連帯を強調した時期があり、訪朝団の派遣や北朝鮮の指導者に対する賛美を行った。
日本との知的財産権関係
北朝鮮はベルヌ条約に加盟しているものの、日本政府は国家承認していないため、事実上北朝鮮の著作物（主にテレビ画像）は日本国内で「使い放題」の状態になっていた。現在では北朝鮮側の主張により、日本各メディアの対応は変化し、衛星テレビ画像などは報道引用のみとしている。
北朝鮮国内で制作された作品（テレビ番組、映画・アニメ作品、音楽など）は2003年4月までは、日本国内では事実上利用が完全フリーだったが、現在はベルヌ条約に加盟したことにより国交がある国、韓国（ベルヌ条約に加えて大韓民国憲法3条の適用）での扱いが厳しくなった。文化庁は「国交のない国に著作権使用料を支払う必要はない」という見解を示している。
しかしながら、朝鮮総連などによると、非営利目的などで利用する場合などは今まで通り、事実上オンラインでのアップロードも認めるコメントをしている。
なお、北朝鮮の国民の著作物については2011年12月8日に最高裁は
 一般に、我が国について既に効力が生じている多国間条約に未承認国が事後に加入した場合、条約に基づき締約国が負担する義務が普遍的価値を有する一般国際法上の義務であるときなどは格別、未承認国の加入により未承認国との間に当該条約上の権利義務関係が直ちに生ずると解することができず、我が国は当該未承認国との間における当該条約に基づく権利義務を発生させるか否かを選択できると解するのが相当である
と述べ、

- ベルヌ条約は普遍的価値を有する一般国際法上の義務を締約国に負担させるものでなく、
- そして、未承認国である北朝鮮がベルヌ条約に加入した際、同条約が北朝鮮について効力を生じた旨の告示は行われておらず、外務省や文部科学省は北朝鮮の国民の著作物について保護する義務を負わないという見解を示していることから北朝鮮との間に同条約に基づく権利義務は発生しないという立場をとっている。

という諸事情を考慮すれば我が国はベルヌ条約に基づいて北朝鮮の国民の著作物を保護する義務を負うものでなく、北朝鮮の国民の著作物は著作権法上の保護を受ける著作物にはあたらない
旨を判示した（平成21(受)602）。
ただし、その著作物の利用が著作権法が規律の対象とする著作物の利益と異なる法的に保護された利益を侵害する場合は、不法行為を構成し得ることに留意すべきである。
日本国内のSNSでの北朝鮮の扱われ方
日本では、SNSやインターネットなどで、金正恩などの北朝鮮に関連する画像を改変したものが出回っているが、北朝鮮からは今のところそれに関係した言及などはない。

### ボツワナとの関係
1974年より北朝鮮はボツワナとの間で国交が結ばれていたが、2014年に公表された朝鮮民主主義人民共和国における人権に関する国連調査委員会の報告書を受けて、北朝鮮はボツワナから人権を蹂躙しているとの非難を受けると同時に国交の断絶を通告させられた。その後は、両国間においていかなる形態の外交関係も持たれていない。

### ポルトガルとの関係
カーネーション革命後1975年よりポルトガルは、他の西欧諸国に先んじて北朝鮮と国交を結んで「欧米で北朝鮮に最も近い国」と評されてきたが、核・ミサイル問題での圧力制裁として2017年に外交関係を断絶した。

## 地方行政区分
- 조선일보 NKchosun.com - 지리（행정구역 현황） などを参考にした。

北朝鮮の地図。
1:平安北道、2:慈江道、3:両江道、4:咸鏡北道、5:羅先特別市、6:平安南道、7:咸鏡南道、8:平壌直轄市、9:黄海南道、10:黄海北道、11:江原道 (北)

| 咸鏡北道         | 함경북도         | ハムギョンプク=ト                 | KP-09 | 2,327,362 | 15,980   | 145.6 | 清津市   |  |  |  |  |
| 咸鏡南道         | 함경남도         | ハムギョンナム=ド                 | KP-08 | 3,066,013 | 18,534   | 165.4 | 咸興市   |  |  |  |  |
| 平安北道         | 평안북도         | ピョンアンプク=ト                 | KP-03 | 2,728,662 | 12,680.3 | 215.2 | 新義州市 |  |  |  |  |
| 平安南道         | 평안남도         | ピョンアンナム=ド                 | KP-02 | 4,051,696 | 11,890.6 | 340.7 | 平城市   |  |  |  |  |
| 黄海北道         | 황해북도         | ファンヘプク=ト                   | KP-06 | 2,113,672 | /        | 259.2 | 沙里院市 |  |  |  |  |
| 黄海南道         | 황해남도         | ファンヘナム=ド                   | KP-05 | 2,310,485 | 8,450.3  | 273.4 | 海州市   |  |  |  |  |
| 江原道           | 강원도           | カンウォン=ド                     | KP-07 | 1,477,582 | 11,091   | 133.2 | 元山市   |  |  |  |  |
| 慈江道           | 자강도           | チャガン=ド                       | KP-04 | 1,299,830 | 16,765   | 77.5  | 江界市   |  |  |  |  |
| 両江道           | 량강도           | リャンガン=ド                     | KP-10 | 719,269   | 13,880   | 51.8  | 恵山市   |  |  |  |  |
| 平壌直轄市       | 평양직할시       | ピョンヤン=ジカルシ               | KP-01 | 3,255,388 | 3,194    | 1,019 |          |  |  |  |  |
| 羅先特別市       | 라선특별시       | ラソン=トゥクピョルシ             | KP-13 | 205,000   | 746      | 275   |          |  |  |  |  |
| 南浦特別市       | 남포특별시       | ナンポ=トゥクピョルシ             | KP-14 | 366,815   | 829      | 442   |          |  |  |  |  |
| 開城特別市       | 개성특별시       | ケソン=トゥクピョルシ             | KP-?? | /         | /        | /     |          |  |  |  |  |
|                  |                  |                                   |       |           |          |       |          |  |  |  |  |
| 新義州特別行政区 | 신의주특별행정구 | シニジュ=トゥクピョルヘンジョング |       |           |          |       |          |  |  |  |  |
| 開城工業地区     | 개성공업지구     | ケソン=コンオプチグ               |       |           |          |       |          |  |  |  |  |
| 金剛山観光地区   | 금강산관광지구   | クムガンサン=グァングァンジグ     |       |           |          |       |          |  |  |  |  |

### 主な都市と人口

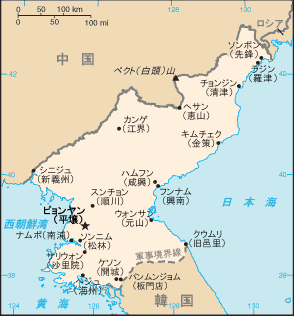
北朝鮮の地図。

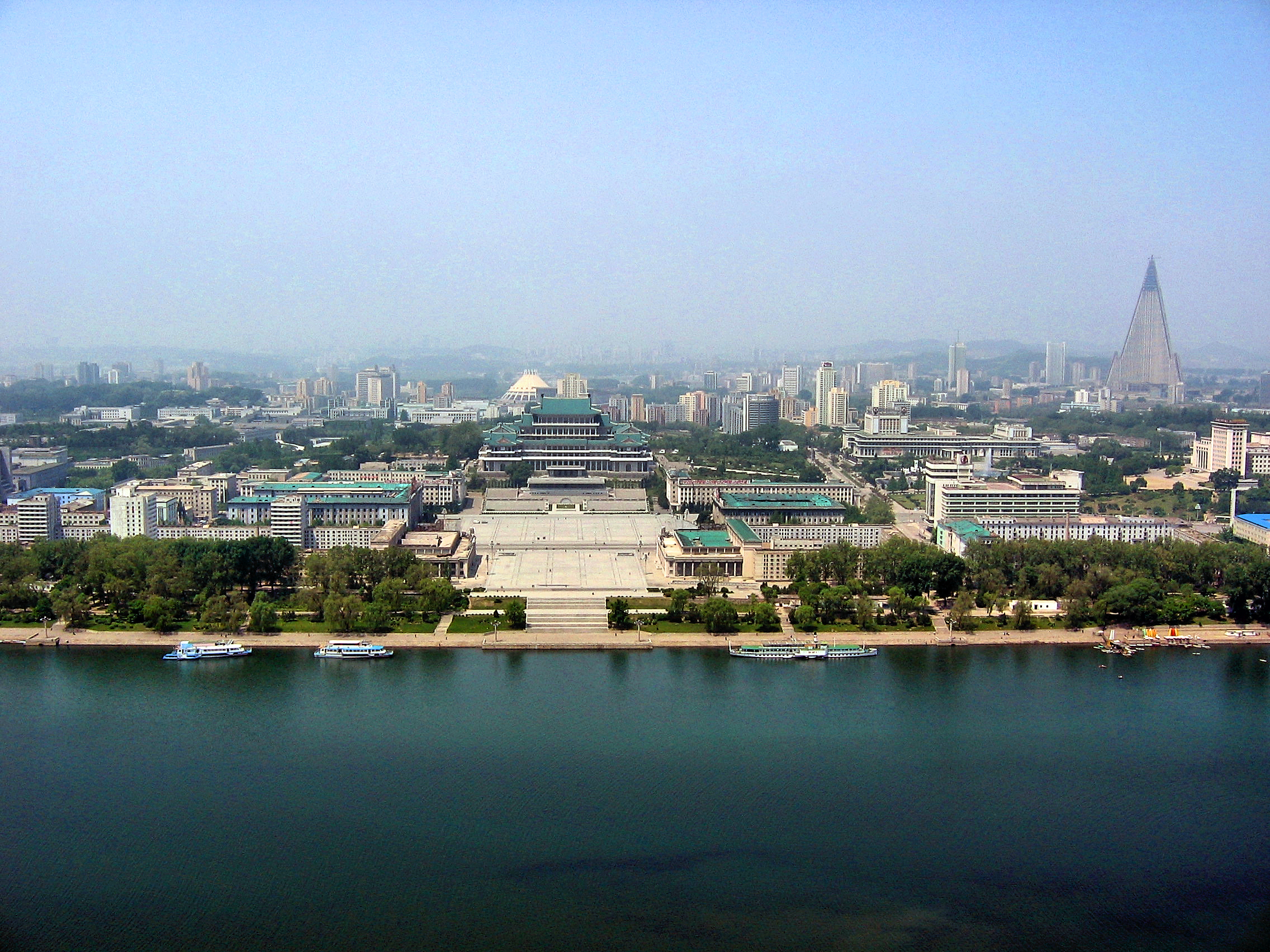
平壌
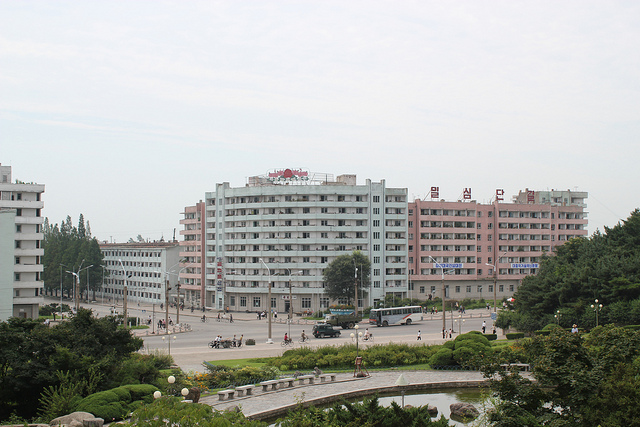
咸興
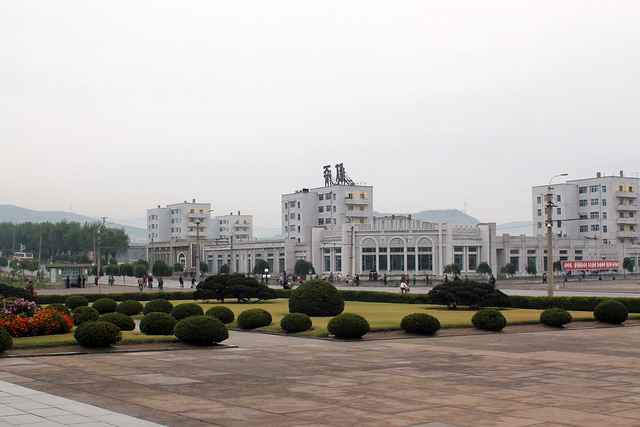
清津
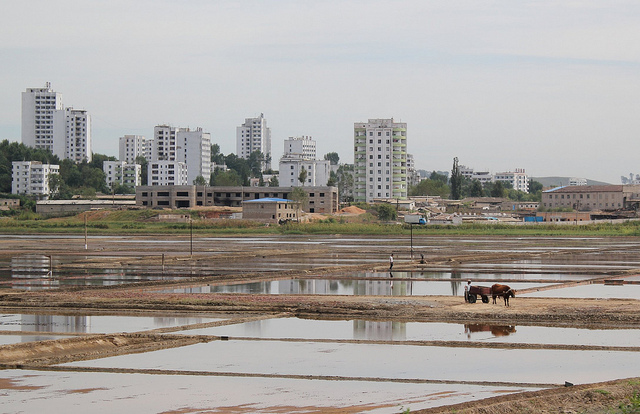
南浦
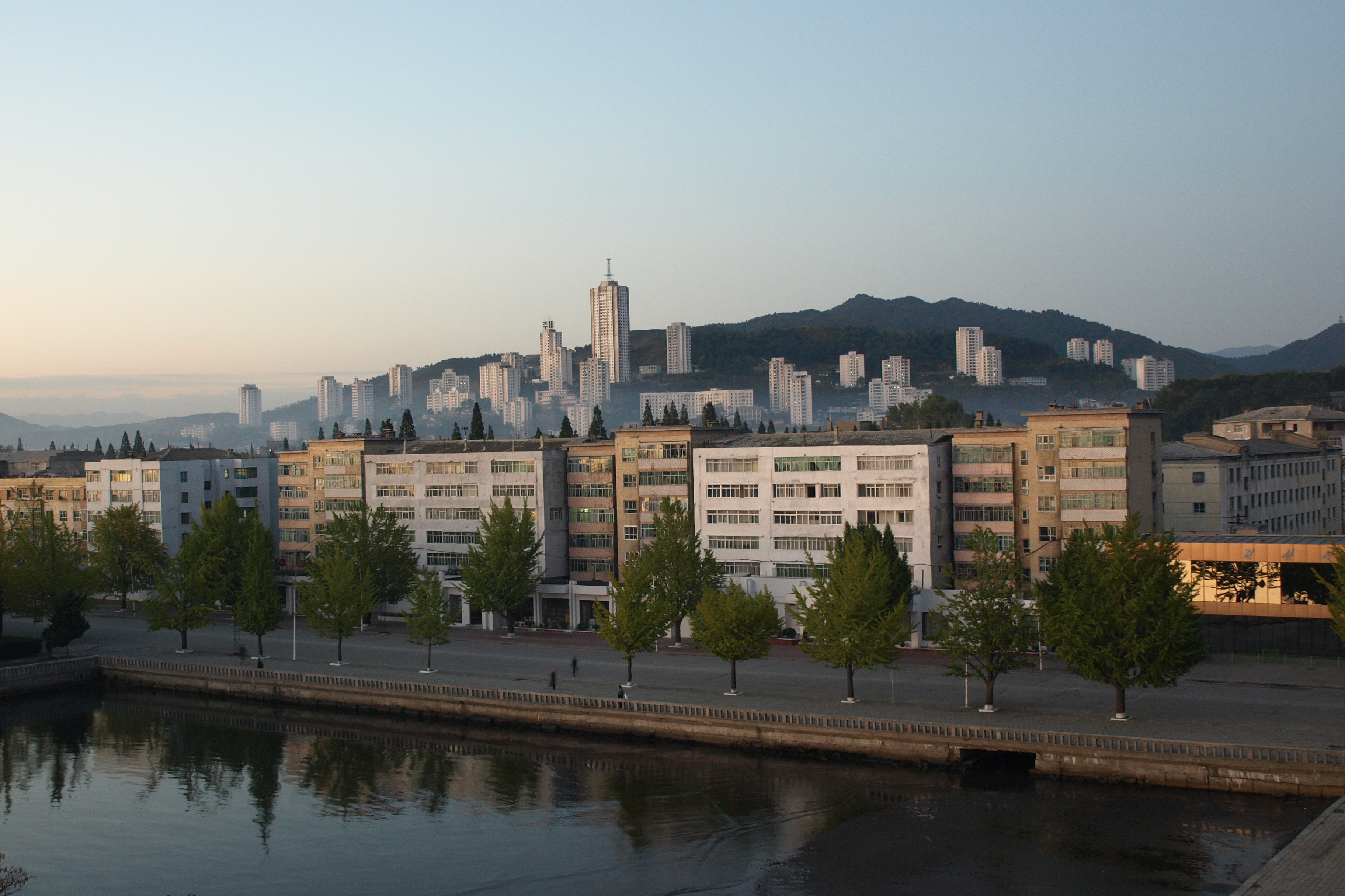
元山
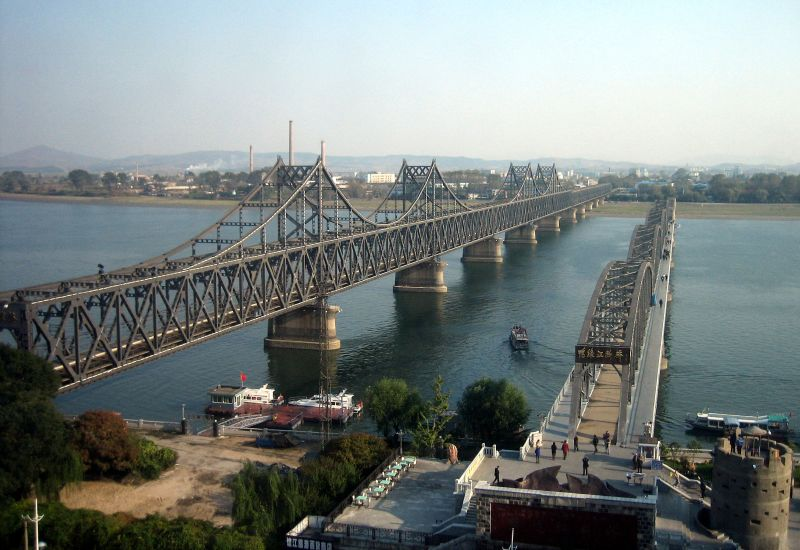
新義州
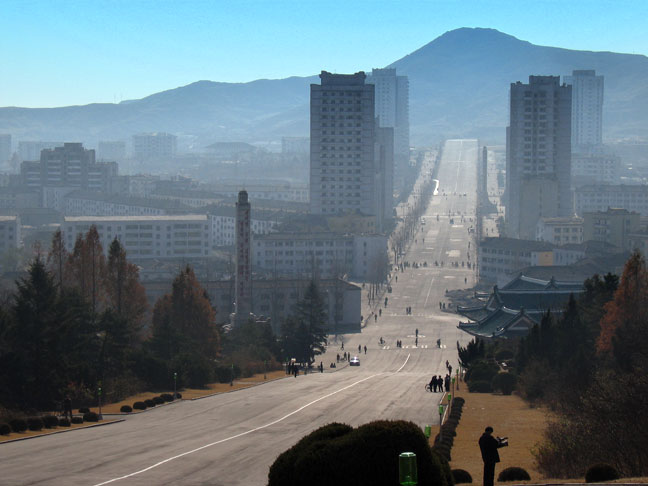
開城
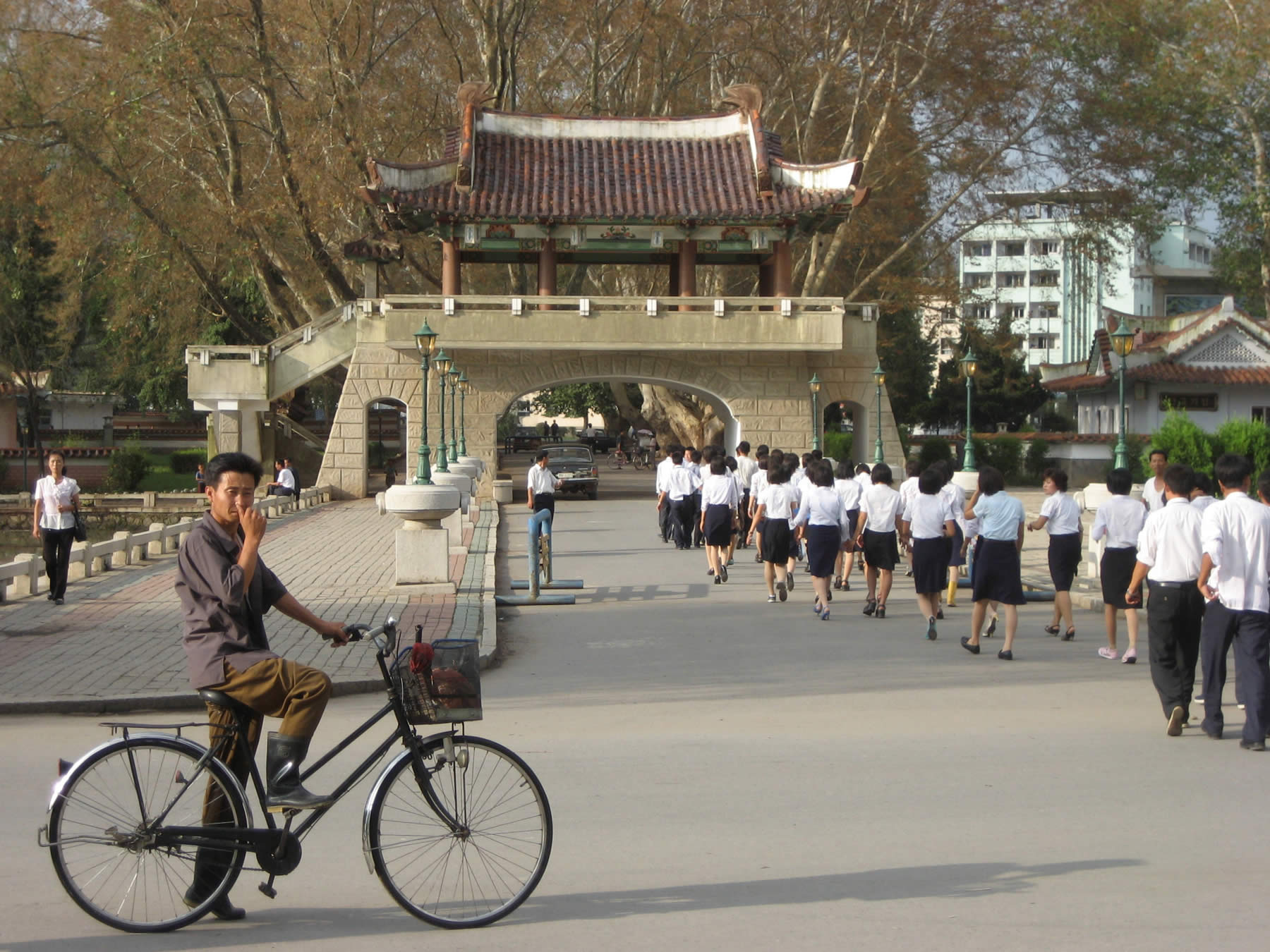
沙里院

| 順位 | 都市名 | ハングル表記 | 読み       | 人口 （2008年） |
| ---- | ------ | ------------ | ---------- | --------------- |
| 1    | 平壌   | 평양         | ピョンヤン | 3,255,288       |
| 2    | 咸興   | 함흥         | ハムフン   | 768,551         |
| 3    | 清津   | 청진         | チョンジン | 627,000         |
| 4    | 南浦   | 남포         | ナンポ     | 366,815         |
| 5    | 元山   | 원산         | ウォンサン | 363,127         |
| 6    | 新義州 | 신의주       | シニジュ   | 359,341         |
| 7    | 端川   | 단천         | タンチョン | 345,875         |
| 8    | 价川   | 개천         | ケチョン   | 319,554         |
| 9    | 開城   | 개성         | ケソン     | 308,440         |
| 10   | 沙里院 | 사리원       | サリウォン | 307,764         |

- 平壌
- 咸興
- 清津
- 南浦
- 元山
- 新義州
- 開城
- 沙里院

## 経済

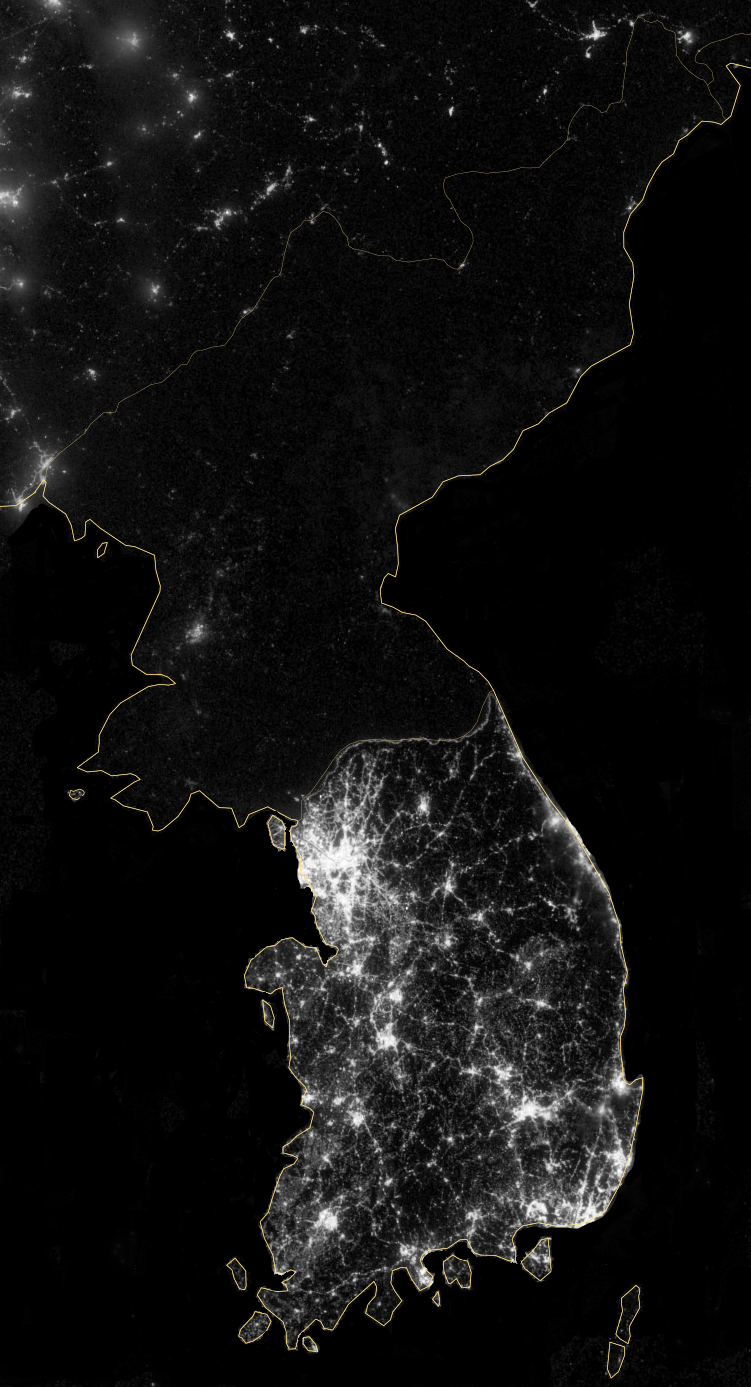
北朝鮮は首都平壌以外は闇であり、照明用の電力がほとんどないことが分かる。そのため、北朝鮮と韓国、中国の国境がはっきりしている。NASAが2012年に撮影した衛星画像より。

北朝鮮は厳格な情報統制下にあり、信頼に値する統計も十分には公表されていない。このため経済の実態を把握することは困難であり、脱北者の証言や潜入調査による断片的な情報にとどまっている。
法定通貨は朝鮮民主主義人民共和国中央銀行が発行する北朝鮮ウォンであるが、脱北者の過半数は、中国の人民元を北朝鮮国内で使っていたと回答している。また北朝鮮への訪問者によると、首都の平壌では外貨決済が日常化している。
国外の機関・研究者によるマクロ経済指標推計の試みもあり、毎年公表される韓国銀行（韓銀）による国内総生産（GDP）の推計などがある。韓銀の推計では韓国の物価・付加価値率が用いられている。アメリカのCIAも韓銀やアンガス・マディソンの推計などを加工するなどして推計値を発表している。李燦雨日本経済研究センター特任研究員が雑誌『エコノミスト』2017年4月11日号に載せたグラフによると、各機関による北朝鮮の一人当たりGDP推計値は、CIAが1800ドル、韓国銀行や韓国現代経済研究院が1000ドル、国連が700ドル程度と開きは大きいが、「各機関の予測とも安定的に推移」と紹介している。国際社会からの経済制裁、新型コロナウイルス感染症防疫措置による中朝国境などの封鎖、自然災害により、韓銀は2020年の実質GDPは4.5％減少のマイナス成長となり、国民総所得（GNI）は35兆韓国ウォンで韓国の56分の1、1人当たりGNIは137万9000ウォン（韓国の27分の1）だったとの推計を公表した。
韓国の趙甲濟は2008年3月、「北朝鮮の実質的な一人当たりのGDPは300ドル」であり、「北朝鮮は経済統計を発表したことがなく、韓国側が非常に古いモデルで推計し、1000ドル程度と過大評価している」「もし北朝鮮住民たちが一人当たり1000ドルの所得を享受するようになれば、地獄から天国に移住したような衝撃を受けるだろう」と述べている。
宮塚利雄は、一人当たりの一カ月の平均給与は2500〜3000ウォンであり、実勢レートに換算すると、1ドルに届かず50セント〜60セントとしている。2013年の実勢レートは1ドル6000ウォン程度。
韓銀の推計によれば、GDPの構成では農・林・水産業が23.3%、鉱・工業29.6%、電力・ガス・水道4.5%、建設9.0%、サービス産業が33.6%を占めている（2006年）。また就業人口の36%を第一次産業が占める。また軍需産業が経済活動の大きな割合を占め、資源の偏った配分が経済疲弊の一因となっている。
1990年代以降縮小した農業や鉱工業に対しサービス産業は比較的堅調で、経済に占めるウェイトは拡大したと推計されている。例えば南北交流による観光産業の成長が挙げられる。また配給物資の不足により自由市場など非国営部門の経済活動が活発化した。
資源としては石炭や鉄鉱石、タングステン他の希少金属をはじめとした鉱物資源が比較的豊富である。マグネサイト、銅、コバルト、鉛、亜鉛を含めた鉱物資源の埋蔵量は300兆円相当とする推計もある。しかし、採掘する設備が非常に旧式であるほか、電力、水道などの基本的なインフラの状況が非常に悪いため、生産性は高くない。また松茸や魚介類なども豊富で、日本などに輸出して貴重な外貨獲得源になっていた。2023年4月時点において貿易相手国ではない。
他には、銃などの小火器やミサイルなどの兵器、偽札、違法な薬物、偽ブランド品などの輸出により外貨を獲得しているとされる。
1990年代中盤には、慢性的な不況状態にあり、水害による農作物不足も追い討ちをかけ、国民の餓死も多かったと言われている（「苦難の行軍」）。発電所が稼動しないため国内の電力事情が極度に悪く、工場や鉄道が動かないことが多く、生産活動にもかなりの支障を来しているとされていたが、1999年以降は中華人民共和国との経済関係が活発化し、鉄鉱石や石炭鉱山の権利を中華人民共和国の企業に売却するなどの効果が現れ、同年の経済成長率は6.2%と久々にプラス成長に転じ、その後4年間はそれぞれ1.3%、3.7%、1.2%、1.8%の成長を記録するなど、経済状況がやや好転したと言われる。2004年以降、電力事情も好転しつつある。しかし核実験に伴う経済制裁のため、2006年後半以降再び経済が悪化し、同年の経済成長率は8年ぶりのマイナス成長となる-1.1%となった。国内にある一部の非国営部門の活発化や海外支援などが存在するものの依然として国民生活は厳しい状態が続いており、1970年代初頭まで北朝鮮がその経済水準を上回っていた韓国との経済格差は、以後逆転拡大する一方である。
1990年代後半から経済改革が行われ、その一環として2002年7月に「経済管理改善措置」と題する賃金と物価の改定が行われた。同時期に、経済における市場的要素を一部許容した。その後、市場的要素が公式的にも非公式的にも広がり始め、その中で比較的順調な軽工業と生産正常化の遅れている重工業といった国営企業間の格差や国民の間での所得格差など、新たな問題が発生している。2009年の『朝鮮日報』の報道では北朝鮮の対外貿易の80%以上を中国が占めるとされている。
また金日成生誕100周年となる2012年に向けて、「強盛大国の大門を開く」というスローガンを掲げている。この強盛大国とは、軍事、政治においては北朝鮮は既に一流であるとし、経済の活性化に重点を置くとされる政策である。平壌では2012年を控えて建設ラッシュの様相を呈しており、中国資本が大量に投資している。大学生や軍人なども総動員され、アパートの建設が進められているが、資金や資材が不足している。自力では目標達成が難しいので、中国企業との合弁経営が急増している。平壌では市民生活の向上や大規模な工事が進められている一方、地方では電力や住宅、物資が不足していると報道されている。2013年からは北朝鮮の中国への貿易依存度は90.6%に達している。
金正恩が政権につくと、金正日政権時代の計画経済を重視した経済政策が転換された。2012年からの社会主義企業責任管理制及び圃田担当責任制の全面導入により市場経済が拡大し、2015年までには生活必需品の8割が市場を通じて取引されるようになったとされる。これらの政策により、国民の生活水準は上がったと見られるものの、金主（トンジュ）と呼ばれる新興富裕層が生まれるなど、貧富の差の拡大が指摘されている。韓国銀行による国内総生産の推計によると、2012年から2014年にかけては毎年1％以上の経済成長を達成したものの、2015年には渇水のため水力発電が不振となり、再びマイナス成長に陥ったとされる。
社会主義経済であることから証券取引所を有しない。アジアで証券取引所がない国は他にブルネイだけである。

### 農業
農業が経済に大きな割合を占めるが、もともと山がちでやせた土地も多く、農業に適する地域が少ないため、ソ連の援助で得た化学肥料や農薬を大量に利用して食料自給を維持していた。しかしソ連崩壊によるエネルギー不足の影響で農業生産が大幅に減退した。その結果、食糧が乏しくなって各地で飢えが発生し、国外からの食糧支援に大きく依存している。農業では、基本的には青山里方式（チョンサンリ方式）と呼ばれる社会主義的な農業経営管理方式が採用されている。
農業の機械化や化学化は徐々に進んできているが、未だに人力や牛・馬、人糞などに頼る農業から脱却できておらず、隣の中国や韓国などの農業に比べて設備や生産性の面で大きく立ち遅れていると言わざるを得ない。
金正恩政権に代わり2012年から圃田担当責任制が導入されて以降は食糧事情の改善が見られ、韓国農村経済研究院の推計によると、毎年2％を超える穀物生産量の増加がみられるとされる。

### 鉱工業

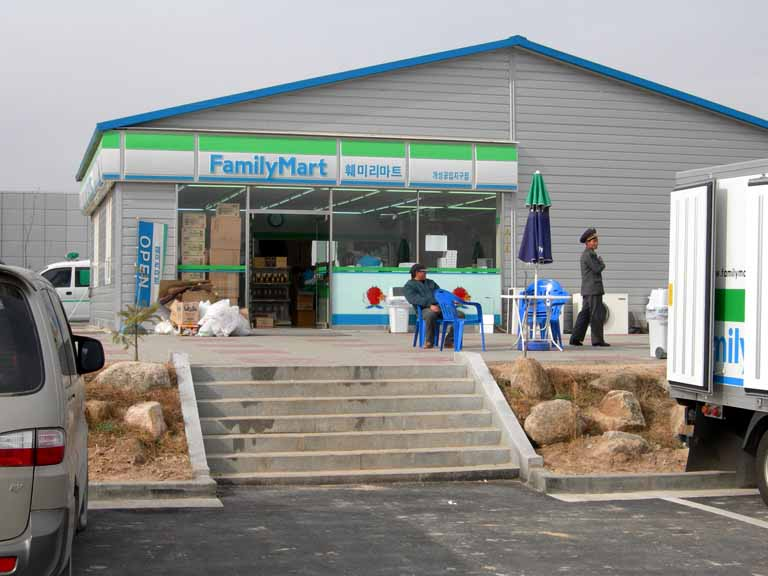
開城工業地区にて営業しているコンビニエンスストア。
韓国の普光（ポグァン）ファミリーマート（現CU）出資

日本統治時代の朝鮮に於いては、南部では農業を促進したのに対して、北部では鉱工業を促進する政策を取っていたが、日本降伏による1945年の統治終了後は設備の老朽化が目立つ。更に外貨不足、質の悪い石炭や送電ロスに起因する電力不足、資材不足により工業の生産能力は非常に低い状態となっている。工業では、基本的には「大安の事業体系」（テアンの事業体系）と呼ばれる社会主義的な工業経営管理方式が採用されている。
韓国の金大中政権による太陽政策の結果、2002年より開城市郊外に韓国と合同で南北共同事業として開城工業地区が開設されている。

### 通貨
通貨は朝鮮民主主義人民共和国ウォン (KPW)である。アメリカの評論誌Foreign Policyによれば、2007年調査時点で世界で最も価値の低い通貨トップ5の一つ。為替公式レートは1ドル=141ウォン（1ウォン=約0.87円）だが、闇レートは1米ドル=2500ウォン以上（1ウォン=約0.05円以下）。2009年11月30日には、1982年以来となる5度目のデノミネーションを実施し、実態経済が更に混乱したため、交換レートも更に悪化しつつある。
朝鮮民主主義人民共和国ウォンに対する信用は低く、市場取引においては、アメリカ合衆国ドルや中国の人民元が用いられることが多いとされる。

### 通信
固定電話に加えて、2017年時点で300万を超える携帯電話の契約者がいる。2008年に国営企業がエジプト企業のオラスコム・テレコムと合弁会社を設立して、3Gモバイル通信網「Koryolink」を構築した。「ピョンヤン」「アリラン」といった政府公認のスマートフォンなどが販売されている。通話や、黙認状態である各地の闇市場の価格についての情報交換などが行われている。北朝鮮は統制国家であるため、一般国民はインターネットからは遮断されており、国営イントラネットにある28のサイトのみを閲覧できる。通信網の途中における監視だけでなく、携帯端末は北朝鮮製基本ソフト「レッドスター」により無許可ファイルが再生できなかったり、アプリ「トレースビューアー」で画面が当局により撮影されたりする。
政府機関などは中国とロシアを経由してインターネットへ接続している。かつては中国聯合通信（チャイナ・ユニコム）経由のみであったが、2017年10月から国営ロシア鉄道傘下の通信会社トランステレコムも併用するようになった。
中国の携帯電話会社と契約していれば中朝国境地帯で通話・通信が可能だが、違法である。北朝鮮は国境沿いに妨害電波発生装置や監視カメラを設置しているほか、「109常務」という部隊が各地で家宅捜索を行い、中国製携帯電話や短波ラジオ、海外コンテンツを収めた記録媒体がないかをチェックしている。また、板門店など韓国側に隣接した地域でも、韓国の通信会社の電波を捉えることがあるが、（軍事関連施設でもある事から）通信は厳禁である。
このほかに、通信機能はないが、DVDやUSBメモリーを再生できる中国製携帯メディアプレーヤー「ノーテル」（ノートパソコン＋テレビからの造語）が多数出回っている。2014年に購入・所有が登録制となり、合法化された。USBメモリーなどで帰国する北朝鮮のビジネスマンらが持ち込んだり、海外の反北朝鮮団体が風船・川流しにより送り込んだりする韓国ドラマなどを北朝鮮国民が見るのは、主にこのノーテルである。

## 観光

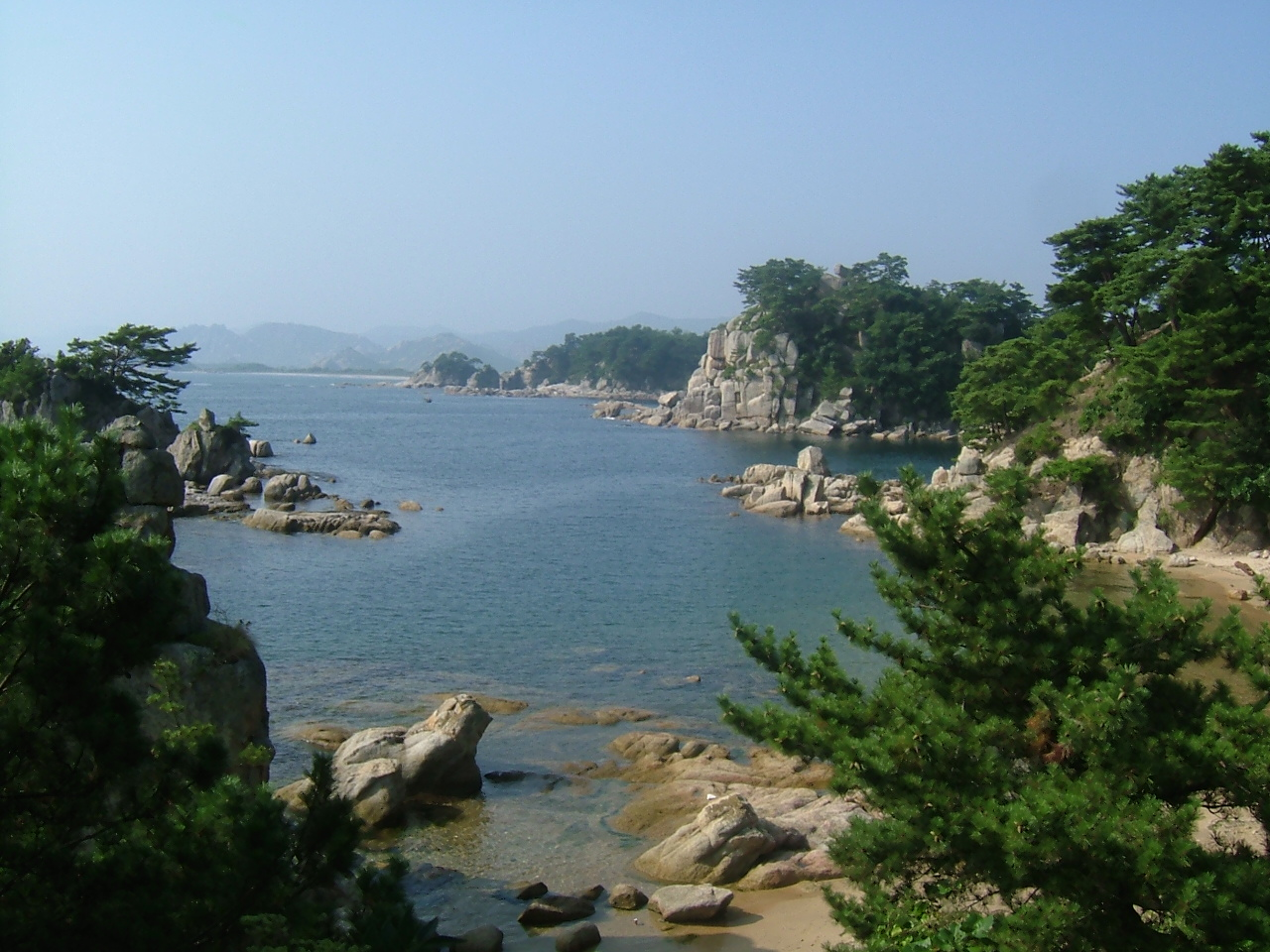
大乗仏典の『華厳経』にその名を由来し、日本の石川県北部能登地方の景勝地、能登金剛の名称の由来ともなった金剛山には金剛山国際観光特別区が設置されている。

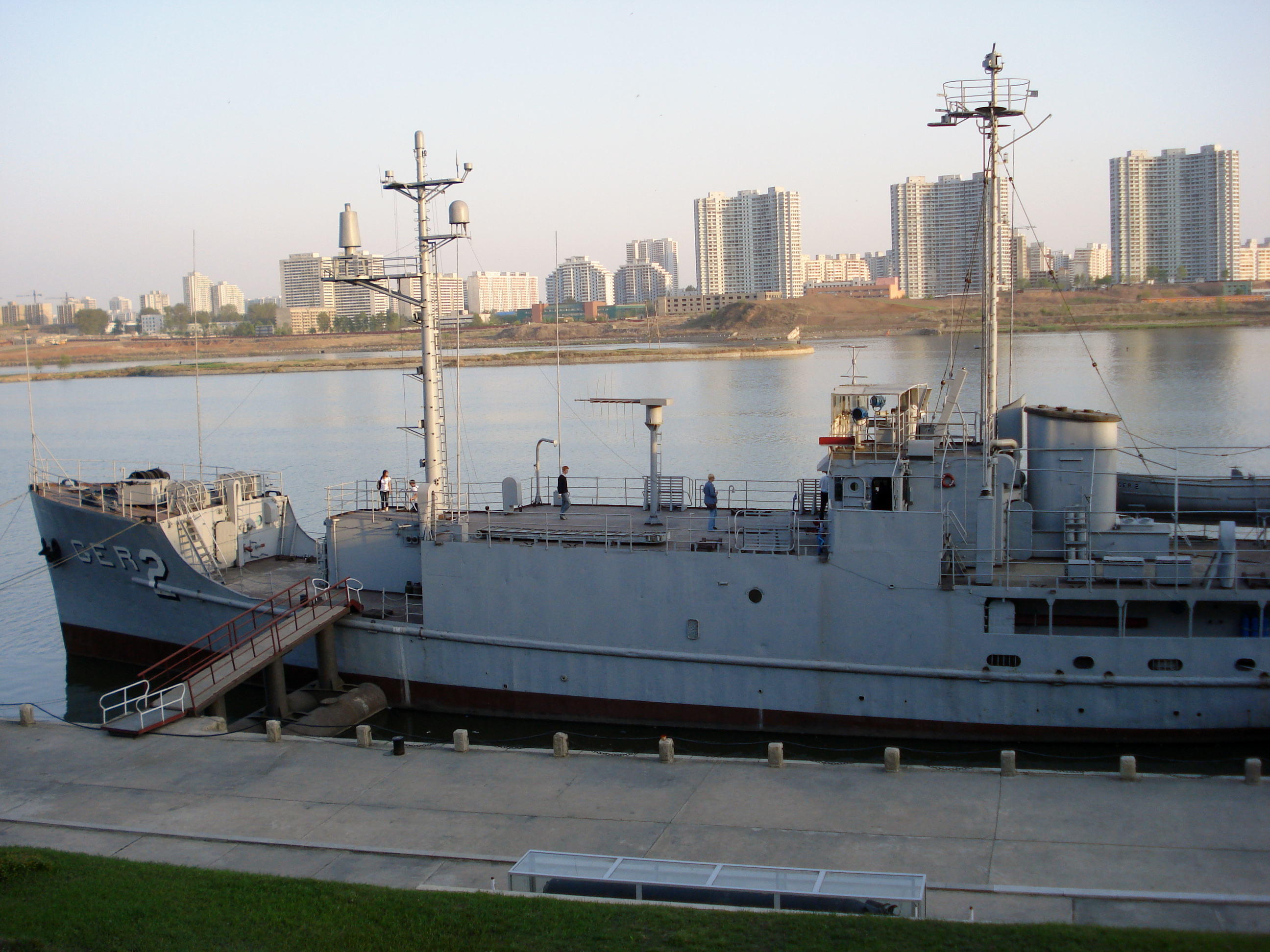
1968年のプエブロ号事件で朝鮮人民軍に拿捕されたアメリカ海軍の情報収集艦、プエブロ号は事件以後、平壌の大同江に係留され、同国の反米プロパガンダを見学できる観光名所となっている。

北朝鮮は欧州連合（EU）諸国を含めて162か国前後との間に国交を有し、観光客も幅広く受け入れている。アリラン祭期間は国交の無いアメリカ人観光客も受け入れている。ただしマスメディア関係者はアリラン祭中でも入国できない。北朝鮮観光に際しては、事前に北朝鮮領事館にビザを申請し、発給を受け、事前に観光コースを決定し、現地では専用のガイドとともに行動することが条件となる。また、観光客が訪問できる都市・地域は限定されているため、必ずしも希望する観光地・コース通りになる訳ではない。既定のコースが現地で変更になることもあるといわれる。外国人が宿泊可能なホテルも限定されている。同様に観光客の自由行動を制限している国家としてはブータンやサウジアラビアなどが挙げられるが、北朝鮮はそれら諸国と比較しても制約が厳しいといえる。
商用電源電圧は220V、周波数は60Hzである。通貨はユーロやUSドル、さらに日本円を利用することが可能であり、首都平壌市内のホテルや観光地、中華人民共和国との国境付近の新義州や羅先では中国の人民元もよく通用する。
入国には平壌国際空港、または北京 - 平壌間で運行されるK27/28次列車やモスクワ（ヤロスラフスキー） - 平壌間の寝台国際列車を利用する。入国の際の持ち込み品は、武器や麻薬・爆発物類はもちろん、GPSなどの航法装置、通信装置、ラジオ、望遠レンズ（220mm以上）、撮影済みのフィルム、外国の出版物全てが禁止されている。携帯電話は入国時に税関に預ける事が決められていたが、2013年1月20日、中華人民共和国の中国中央電視台は、北朝鮮で1月から外国人の携帯電話の持ち込みが可能になったと伝えた。全地球測位システム（GPS）やFMラジオ機能を持つスマートフォンも持ち込める。これまでは入国者に税関で携帯電話を預けさせ、出国時に返していた。平壌国際空港では外国人向けに北朝鮮の携帯電話会社のSIMカードの販売も開始され、北朝鮮内で自由に携帯電話サービスを利用できるようになった。ただし、北朝鮮国内向けのSIMカードとは別回線となっており、国際電話や他の外国人への通話は可能であるが、国内契約者（北朝鮮人）との通話はできない（逆に、国内向けSIMカードでは、国内契約者同士の通話が可能であるが、外国人との通話や国際電話が不可能）。
出国時の持ち出し禁止品は、現地通貨（朝鮮民主主義人民共和国ウォン）、入国時に申告した額を超過する外貨、重要文化財などである。
韓国の現代財閥は1998年より金剛山の観光開発を推進し、2002年に金剛山観光の便宜の為に北朝鮮の特別行政区として江原道から独立した金剛山観光地区が設立され、金剛山観光地区は2011年に金剛山国際観光特別区に発展解消した。
ロイター通信によると2019年は中国から35万人もの観光客が北朝鮮を訪れ、1億7500万ドルに上る観光収入を得たとの分析もある。

### 日本人向けの観光
日本の外務省は北朝鮮の核実験・ミサイル発射実験に対する制裁措置の一環として、日本国民の北朝鮮へ渡航を自粛するよう求めている。
しかし、北朝鮮側は外貨獲得のために日本人を含む多くの諸外国人観光客を広く受け入れており、日本語を話すガイドも存在している。また、日本人向けに北朝鮮旅行を専門に取り扱う旅行社も存在する。

## 交通

### 道路
平壌-元山観光道路（1978年竣工）、平壌-開城高速道路（1992年竣工）、平壌-香山観光道路（1995年竣工）などの道路網が国内を結んでいる。

### 鉄道
首都平壌には平壌地下鉄が存在する。また、平壌と北京、平壌とモスクワを結ぶ国際列車が運行される日もある。また、その他主要な鉄道が多数ある。
国民にとっては、鉄道がほぼ唯一の移動手段となっている。

### 空運
フラッグ・キャリアとして高麗航空が存在しており、平壌国際空港から中華人民共和国、ロシアの諸都市に国際定期便が運航されている。

## 国民

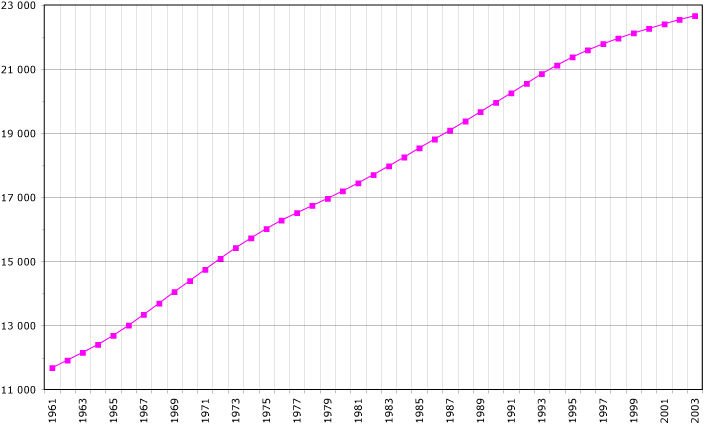
1961年から2003年までの北朝鮮の人口増加グラフ。国際連合食糧農業機関（FAO）作成。

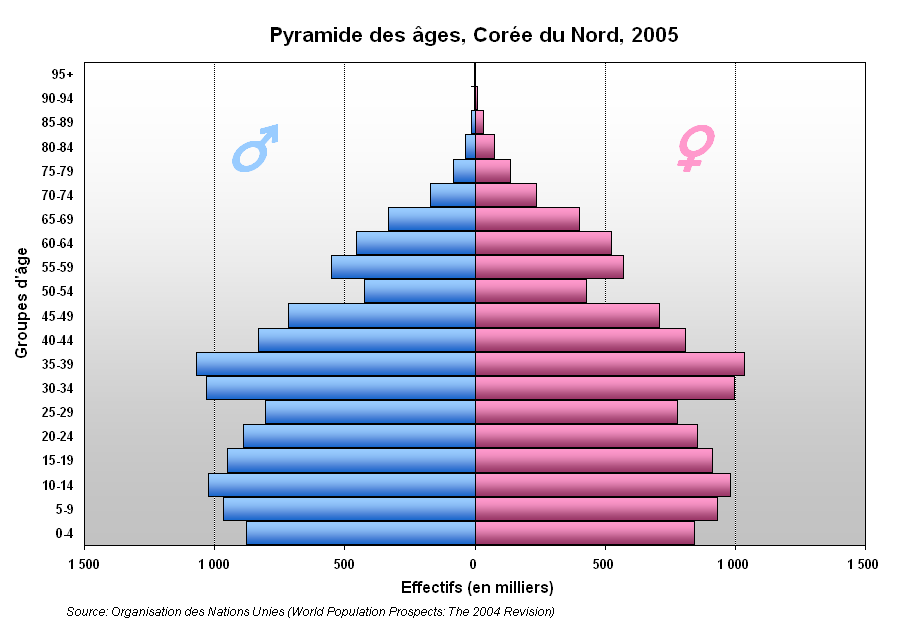
北朝鮮の人口ピラミッド（2005年）。

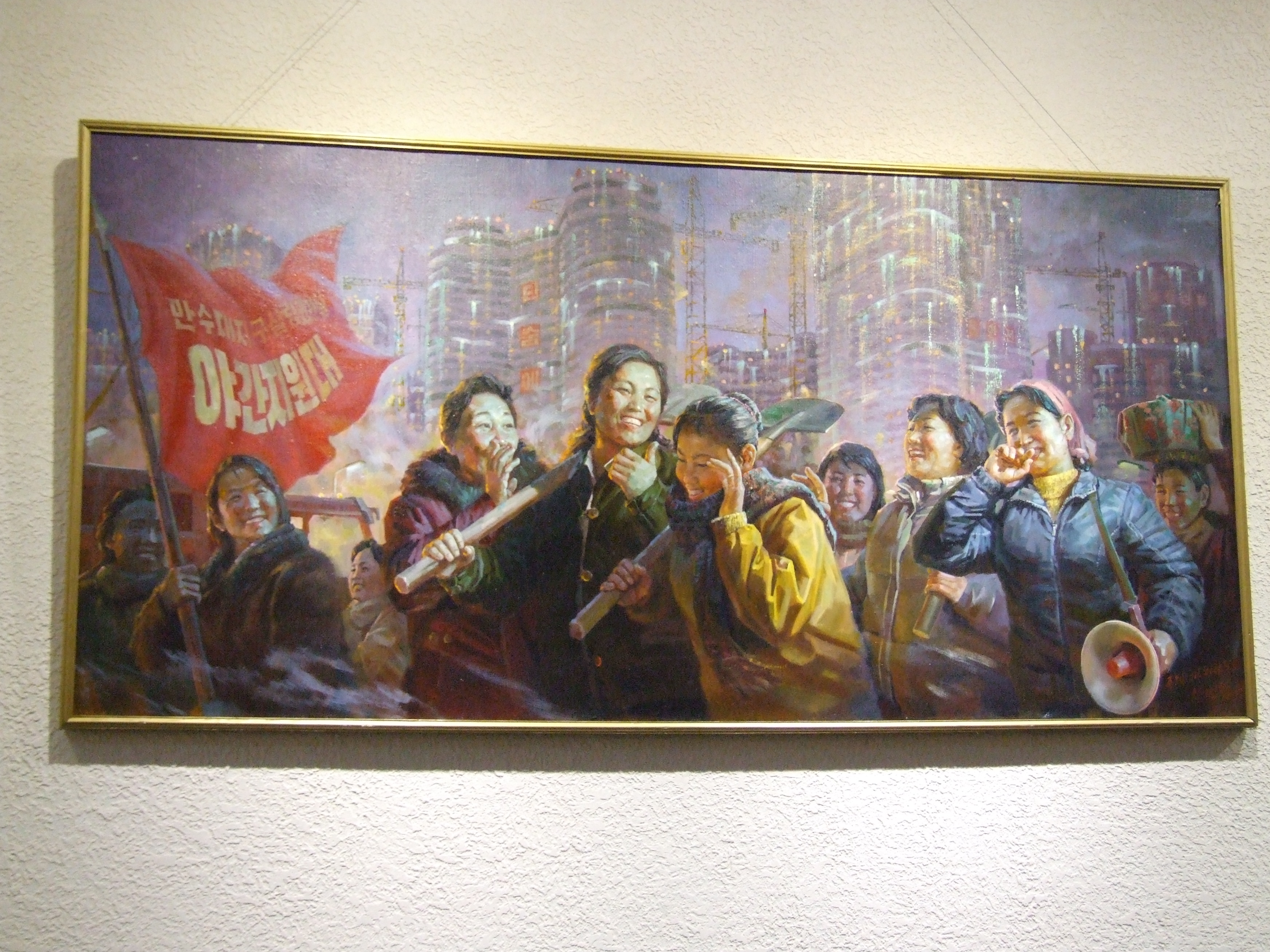
万寿台創作社が制作した北朝鮮の勤労女性を描いた絵画。韓国では儒教の影響より男児選好が強く、妊娠期間時に超音波検査で胎児が女児だと判明した場合は堕胎することが多々あるが、北朝鮮では建国以来国家的に男女平等政策を推進してきたこともあり、南側の韓国よりも相対的に男児選好が弱くなっている。

朝鮮は古代より、「陳勝などの蜂起、天下の叛秦、燕・斉・趙の民が数万口で、朝鮮に逃避した（『魏志東夷伝』）」「辰韓は馬韓の東において、その耆老の伝世では、古くの亡人が秦を避ける時、馬韓がその東界の地を彼らに割いたと自言していた（『魏志東夷伝』）」という様に、国を割いてまで秦の亡民の建国を許しているように、多様な経路からの異民族の移住が多く、また、朝鮮半島中・西北部は楽浪郡、真番郡、臨屯郡、玄菟郡の植民地漢四郡が置かれ、漢の植民地だった時期に漢族が移住して土着化し、東北部は高句麗人、渤海人、女真人などツングース民族の流入が相次ぎ、また、高麗時代初期に異民族が23万8000人余りも帰化した。あるいは契丹が滅亡した後に、高麗に渡来した契丹人は100万に達するという記録もある。
韓洪九によると、中国人の箕子・衛満、渤海遺民の集団移住、契丹（契丹の高麗侵攻）・モンゴル（モンゴルの高麗侵攻）・日本（文禄・慶長の役）・満州（丁卯胡乱）からの侵入など歴史上大量に人々が流入した事例は数多くあり、韓国（朝鮮）が単一民族というのは「神話」でしかなく、韓国（朝鮮）の姓氏の族譜では、祖先が中国から渡来した帰化姓氏が数多くあり（金光林によると、朝鮮の姓氏の半分は外国人起源であり、特に大半は中国人に起源に持つ漢姓である）、少なくとも族譜が編纂された李氏朝鮮時代には、単一民族意識がなかった証左であり、そもそも身分制社会だった近世では、支配層の両班と被支配層の奴婢・賤民が同じ血を分けた単一民族だという意識は成立しえないという。

### 人口統計について
北朝鮮の人口統計は、政治的要因および統計制度・調査方法の不備から、ある程度の誤差があると考えられている。
北朝鮮政府が人口センサスを実施したのは1993年末に1回のみであったが、2008年10月にUNFPAの支援下で新たな人口センサスが実施された。これによる暫定集計の結果は、総人口24,051,218人、内男性が11,722,403人、女性が12,328,815人である。米国CIAの『ザ・ワールド・ファクトブック』によれば2011年7月での推定人口は24,457,492人（男性：11,850,436人/女性：12,607,056人）である。平均余命は68.89歳（男性65.03歳、女性72.93歳）、出生率は人口1000人当たり14.51人、合計特殊出生率は2.02人、幼児死亡率は1000人当たり27.11人となっている。WHOの推計では、平均寿命は男性65歳、女性68歳（2005年）となっている。国連の推計では2006年の平均寿命が1980年代後半より4歳下回っているとされている。
2009年2月13日、UNFPAは「2008年10月に北朝鮮で国勢調査を2週間かけて実施し、暫定的な数字として人口を2405万1218人と集計した」「UNFPAは北朝鮮で調査要員3万5200人を動員、北朝鮮の全世帯である588万7767世帯を一軒一軒訪問し、調査を行った」「軍施設の居住者70万2373人を含む数値」と発表し、2008年の北朝鮮の人口を2405万人とした。北朝鮮に入国したUNFPAスタッフは約10人であり、調査は北朝鮮当局がおこない、UNFPAは「詳細な調査方法などは不明」としているが、UNFPAスタッフ約10人では、北朝鮮全域のモニターは不可能であり、それゆえにどこまで正確な数値なのかは不明であるが、世界各国はこのデータを北朝鮮の人口としている。FAOとWFPは、北朝鮮政府が1993年末におこなった唯一の人口センサス（1993年12月の人口を2121.3万人、人口増加率0.85%）をもとに、人口増加率を0.85%より低めの0.7%に設定して、2008年5月の人口を約2360万人と推計した。しかし、2009年2月に発表されたUNFPAの調査は、2008年10月の人口は2405.2万人であり、北朝鮮政府が1993年末におこなった唯一の人口センサスの人口増加率0.85%とほぼ同じであった。
注目されるのは、1990年代の苦難の行軍期に発生した餓死者がほとんど存在しないかのように見積もられていることであり、1996年、1997年、1998年の苦難の行軍期に発生した餓死者は300万人といわれるが、この苦難の行軍期に、人口が増加したと報告しており、飢餓を脱出したとされるその後の年よりも人口増加率が高くなっている。1999年までは0.85%をはるかに超える人口増加率で、飢餓が収まったとされる1999年の人口は2275万人であり、人口増加率0.85%の場合の2232万人を43万人も上回る。さらにUNFPAの調査では、北朝鮮の人口は0.85%ずつ増加しているが、FAOとWFPは、今後人口増加率0.6%を使用すると報告した。その理由は、中央統計局 (北朝鮮)が今後は0.6%を使用すると通知してきたからである。
救う会事務局長の平田隆太郎は、2009年2月13日にUNFPAが報告した北朝鮮の人口統計について、「北朝鮮では1994年に飢餓が発生し、1996年、1997年、1998年の3年間で大量の餓死が発生し、1999年まで続き、その数は300万人と言われる。餓死者が大量に出たことは脱北者の証言で明らかであるが、北朝鮮は、この期間も人口が増加したと報告」しており、UNFPAが報告した北朝鮮の人口統計には、1996年から1999年までの餓死者300万人がカウントされていないとして、少なくとも300万人は水増しと推計しており、「北朝鮮の統計はもともと信頼できないものであるが、人口統計はその典型」と述べており、人口を多めに公表すれば、一人当たりの配給量が少なくみえるため、国際社会から支援を受ける際に有利に働き、危機をアピールしやすいことを指摘している。平田隆太郎は、北朝鮮の人口の水増しの根拠として以下をあげている。
1. 2009年2月13日にUNFPAが発表した北朝鮮の2008年の人口2405万人は、2004年の朝鮮中央年鑑（朝鮮語版）の人口2361万人と比べると、年平均11万人増となる。北朝鮮は、1990年代後半に300万人の餓死者が発生したにもかかわらず、1990年代後半の人口は、年平均15万人増えており、2004年から2008年は餓死者が発生していないにもかかわらず、年平均11万人増であり、300万人の餓死者が発生した1990年代後半よりも人口増が少ないため、UNFPAの調査結果は疑わしい[271]。
2. 北朝鮮は苦難の行軍が始まった1994年に徴兵検査基準を変更し、「身長150cm以上、体重48kg以上」を「身長148cm以上、体重43kg以上」に引き下げ、さらに、苦難の行軍期に年少期を過ごした子供が、徴兵年令である17歳に達した2008年からは、その徴兵検査基準も撤廃され、健康であればすべての若者を徴兵対象者にすると変更した[273]。徴兵検査基準が変更されたのは若者の成長不足のためであり、大量の餓死者が発生した苦難の行軍により、著しく人口が減少し、兵士充足率が急減していることが分かり、北朝鮮の人口統計が虚偽であることを裏付ける傍証の一つである[273]。
3. 2008年の北朝鮮の人口について、韓国農村経済研究院（朝鮮語版）は2370万6000人、統一部は2267万人と推計しており、同じ韓国の推計でも約100万人もの差がある[273]。
4. 2009年2月13日にUNFPAが発表した北朝鮮の人口統計は、「行政・軍・治安関係者は70万2373人」と報告したが、韓国政府の推計では朝鮮人民軍だけで119万人であり、金正日を護衛し、住民を弾圧し、脱北者を捕らえて強制収容所に送る治安関係者も多数おり、このような公表できないデータを含む人口統計は信用性がない[274]。
5. 2009年2月に発表したUNFPAの人口調査と北朝鮮政府が1993年末におこなった唯一の人口センサスを比較して、韓国統計庁は、「北朝鮮の平均寿命が15年間で約7.6歳低下した。男性が67歳から59.5歳に、女性は74.1歳から66.4歳に下がった。これは韓国より約10歳低く、韓国の1980年代の水準」と報告したが、平均寿命これほど急減したことは、人口増加率に影響しており、人口増加がありえないことを示している[274]。
6. 大量の餓死者を出した1990年代後半を過ぎた後の平均寿命が、1970年代から1980年代にかけて経済が急成長し「中進国」と呼ばれた韓国の平均寿命と同じであるのは不自然であり、韓国統計庁は、「食糧難後に国際機関や外国の食糧支援を受け続け、作物状況も一部改善、2008年には期待寿命は男性が64.1歳、女性が71.0歳に増加する傾向を見せたが、1993年（男性67.0歳、女性74.1歳）の水準を完全に回復することは出来なかった」と報告しているが、平均寿命がこれほど急激に回復することは考えられない[274]。

ジャスパー・ベッカー（BBC記者）は、国連などのデータをもとに、金日成が死去した直後の1995年、国連が調査した北朝鮮の人口は2400万人だったが、2005年には1900万人に激減しており、わずか10年余りの間に500万人も餓死していると指摘している。
宮塚利雄は、2012年に「10年間で500万人以上の餓死者が出たと言われ、現在は（北朝鮮の人口は）2000万人を切っているとも言われる」と述べている。
趙甲濟は、脱北した北朝鮮政府高官から「2005年に労働党の核心部署が最高人民会議代議員選挙のための人口調査をしたところ、1800万人という数字が出た」という情報を得たとして、「平壌の高官だった脱北者が驚くべき証言をした。彼は、『自分が労働党の核心部署から聞いたことでは、労働党が最高人民会議代議員選挙（2003年8月）のため人口調査をしたら、なんと1800万人だったそうだ』『1994年から1998年の4年間で300万人以上が飢え死にした以降も人口の増加はなかった』」と述べている。
中央統計局 (北朝鮮)が作成した機密資料である秘密人口統計によると、2019年の北朝鮮の人口は2050万人程度であるという。2019年5月3日、FAOとWFPは「北朝鮮の食糧安全保障の評価」報告書を発表したが、基本的な統計情報を北朝鮮当局から受け、北朝鮮の人口を2500万人と推定（実際、2017年の朝鮮中央年鑑は、北朝鮮の人口を2503万人に発表した）して「北朝鮮の人口の40%である1010万人の食糧不足に直面している」と報告しているが、北朝鮮の食糧難を判断できるバロメーターである北朝鮮内の米価格は、2019年5月現在4200ウォン水準で、2018年5月に比べて1000ウォン近く下落している。
北朝鮮の人口調査は、2008年に韓国とUNFPAの財政支援で、北朝鮮が実施した国勢調査があり、人口を2405万人と発表したが、この調査でさえ専門家によって統計操作が強く疑われており、李碩（朝鮮語: 이석、韓国開発研究院）は、2011年に発表した「2008年の北朝鮮の人口センサスの分析と問題点」という論文で、「朝鮮人民軍の総兵力数に関連する意図的な統計の歪みが疑われ、これらの統計は、既存の人口統計とも不一致であり、互いに調和していない」「現在存在する北朝鮮のすべての人口統計は、統計的歪みの可能性と矛盾の問題から自由ではない」と主張している。
実際に北朝鮮当局は、正確な人口統計を密かに管理しており、これに基づいて政策を立案していることは、中央統計局 (北朝鮮)が作成した機密資料である秘密人口統計を通じて確認される。この秘密人口統計は、数十年の間に北朝鮮の人口変動推移を1000人単位まで正確に記録しており、北朝鮮の人口は、2005年に2100万人を超えたが、2009年に2000万人台に後退し、その後は減少を続けており、推移通りならば、2019年現在の北朝鮮の人口は2050万人程度と推定され、国力を膨らませるために、人口を水増して、人口操作することは、過去の社会主義国の共通の現象であり、北朝鮮も例外ではない。興味深い点は、北朝鮮が過去に国際社会に公表した人口は、当時の韓国の人口の半分のレベルを維持するよう調整していることである。
北朝鮮の人口が外部推定よりも450万人少ない場合、北朝鮮に必要な食糧需要も大幅に減少し、北朝鮮の1年間の必要穀物量は、北朝鮮の1人当たり一日平均配給目標基準量としている500グラムを基準に考察することができ、北朝鮮の人口が2050万人であれば、全国的に毎日1万500トンが必要であるが、実際に多くの脱北者も「北朝鮮では全国の一日配給量目標1万トンという言葉は常識のように流通している」と証言している。

### 飢餓・食糧問題
1980年代以降、ソビエト連邦など共産圏からの援助が激減しエネルギー不足に陥ったのが契機となり、国内の食糧事情が極度に悪化し、数百万人以上の国民が餓死したと言われる。北朝鮮政府は、食糧危機の原因を水害や旱害などの天災としているが、それは主たる原因ではない。真の原因は、エネルギー不足により肥料生産が減り、肥料や食料の運搬が困難になったことと、各地域の天候や現状は無視して、首都から各地方へ画一的な主体農法を押しつけた、北朝鮮政府の非現実的な食糧生産政策が原因とされる。また、生産された食糧のかなりの部分を、各地の労働党幹部が確保し、一般国民へ食糧が届かないことも、餓死の大きな原因とされる。
大飢餓を招いたのは北朝鮮当局の責任とする批判があり、経済史学者の李栄薫は「金日成主席の死亡（1994年）から1997年までに金日成の墓のために使われた資金は9億ドル（約970億円）にのぼる。その金があれば、1995年から1998年にかけ300万人が死んだとされる大飢餓の人々を救えたはずだ」と述べている。また、韓国から北朝鮮に向けて風船で散布している北朝鮮向けビラには、「300万人が飢えて死んだ『苦難の行軍』の時、3年間も北朝鮮人民らを養うことのできる8億9千万ドルを投じて自分の父の金日成の死体を飾るのに費やしました。このお金で食糧を買い、飢える人民に食べさせたら、数百万人が餓死はしなかったはずです。これがまさに人民の父母、人民の指導者と騒ぎ立てる金正日の正体です」と書かれている。1999年4月30日『朝鮮日報』によると、テポドン1号発射には最低3億ドルかかり、3億ドルで国際市場のトウモロコシを買えば約350万トンになり、それだけで北朝鮮全国民の1年分の食糧となる。1999年4月22日『労働新聞』は、金正日の「（1998年8月のテポドン1号発射について）敵は何億ドルもかかっただろうと言っているが、それは事実だ」「私は、わが人民がまともに食べることができず、他人のようによい生活ができないということを知りつつも、国と民族の尊厳と運命を守り抜いて明日の富強祖国を建設するため、資金をその部門に振り向けることを承諾した」という発言を報じている。安明進によると、1990年代後半に金正日は「反乱が起きたら全部殺せ。餓死者は死なせておけばいい。私には2千百万全部の朝鮮人民が必要なのではなく、百万の党員がいればいいんだ」と発言した。
西沿岸が干ばつに見舞われた1997年6月、ウナ丼の好きな金正日が、人民の食生活向上を狙い、集約化に向き栄養価の高いナマズの養殖発展を指示し、以来力を入れている。
2011年9月に、北朝鮮の水害の際に、米国務省が90万ドルを拠出した救済支援を行ない、それ以上に、アメリカのボランティア災害救済団体のサマリタンズ・パースが120万ドルの援助を追加して災害救済の支援をした。
2018年時点で北朝鮮国内で栄養失調に陥っている者の割合は約47.6%と半数近くを占めており、2000年以降で最も低かった2002年（約32.4%）より増加傾向にある。更に、記録の有る国の中ではハイチ（約48.2%）に次いで2番目に高い国であり、未だに食糧事情が劣悪であることがうかがえる。
2024年1月、金正恩は地方での食料配給制度が崩壊し食糧不足に陥っていることを認めた。

### 脱北者
深刻な飢餓をはじめとする経済・社会の混乱が続く北朝鮮から、中国へ逃れる脱北者と呼ばれる多数の北朝鮮人の存在も人口減少の原因である。年間、2万5千人から3万人ほどの北朝鮮人が中国へと脱北しており、中国東北部に潜伏する脱北者は、30万人から40万人と見積もられている。国境警備の目を盗み、命がけの思いで国境の川を渡り、中国に逃れた脱北者は、人身売買の対象になっており、20歳〜24歳の女性は7千元、25歳〜30歳の女性は5千元、30歳以上は3千元で中国で売られている。中国に逃れた脱北者のうち、4割は中国にとどまるが、6割はベトナムやモンゴルなどの第三国に渡り、大半は売春婦か中国人の妻になる。売春婦になる場合、「満足に食べられるならただ働きでいい」という希望者は、いくらでもいる。アメリカ合衆国国務省の2009年『人身売買に関する年次報告書』によると、脱北者は中国と国境を接する咸鏡北道からが多く、8割が人身売買の犠牲になっており、強制的に売春させられたり、中国人の妻になる女性が多く、妻を不要だと感じた夫が、別の男性に「転売」する事例も発生しており、脱北に失敗した者は強制収容所に送られ、強制労働や拷問、レイプなどの虐待を受ける。アメリカ合衆国国務省の2009年『人身売買に関する年次報告書』は、人身売買根絶への取り組みで評価した4分類のうち、北朝鮮を最低ランクの17カ国に指定している。脱北を商売にする仲介業者は少なくとも150社ほど存在しており、ほとんどが中国朝鮮族である。脱北者の人身売買には「人販子（レンファンツー）」と呼ばれる仲介業者が暗躍し、また、一部の中朝国境警備部隊員が結託しており、ホステスや売春婦、中国人の妻になる場合、中国の仲介業者は依頼主から脱北者1人あたり6千～7千元（約7万8千～9万1千円）を受け取り、このうち4千元（約5万2千円）を中国の警備部隊関係者に支払い、その中から1千元（約1万3千円）が、協力した北朝鮮の隊員に渡る。たばこの箱に詰めて手渡すことが多い。

### 言語
公用語は朝鮮語である。韓国と同様にチョソングルで表記される。標準語は文化語といい、平壌直轄市を中心とした西北方言に基づいた言語を使う。正書法がそれぞれ独自に発展しているため、例えば字母の辞書配列などでは韓国とは異なる。日常生活、政治などの分野では韓国の標準語と通訳なしに疎通が可能だが、医学用語のような技術的語彙や外来語の扱い方には差が大きく、例えば外国の国名や地名も日本語の当て字の朝鮮語読み、英語から借用、ロシア語から借用、現地発音を再現とバラバラであるため、殆ど通じない。韓国とは長引く分断で異なる点も少なくない。
韓国側の標準語との相違については朝鮮語の南北差を参照。
北朝鮮各地で話される朝鮮語の方言に関しては、朝鮮語の方言を参照。

### 宗教

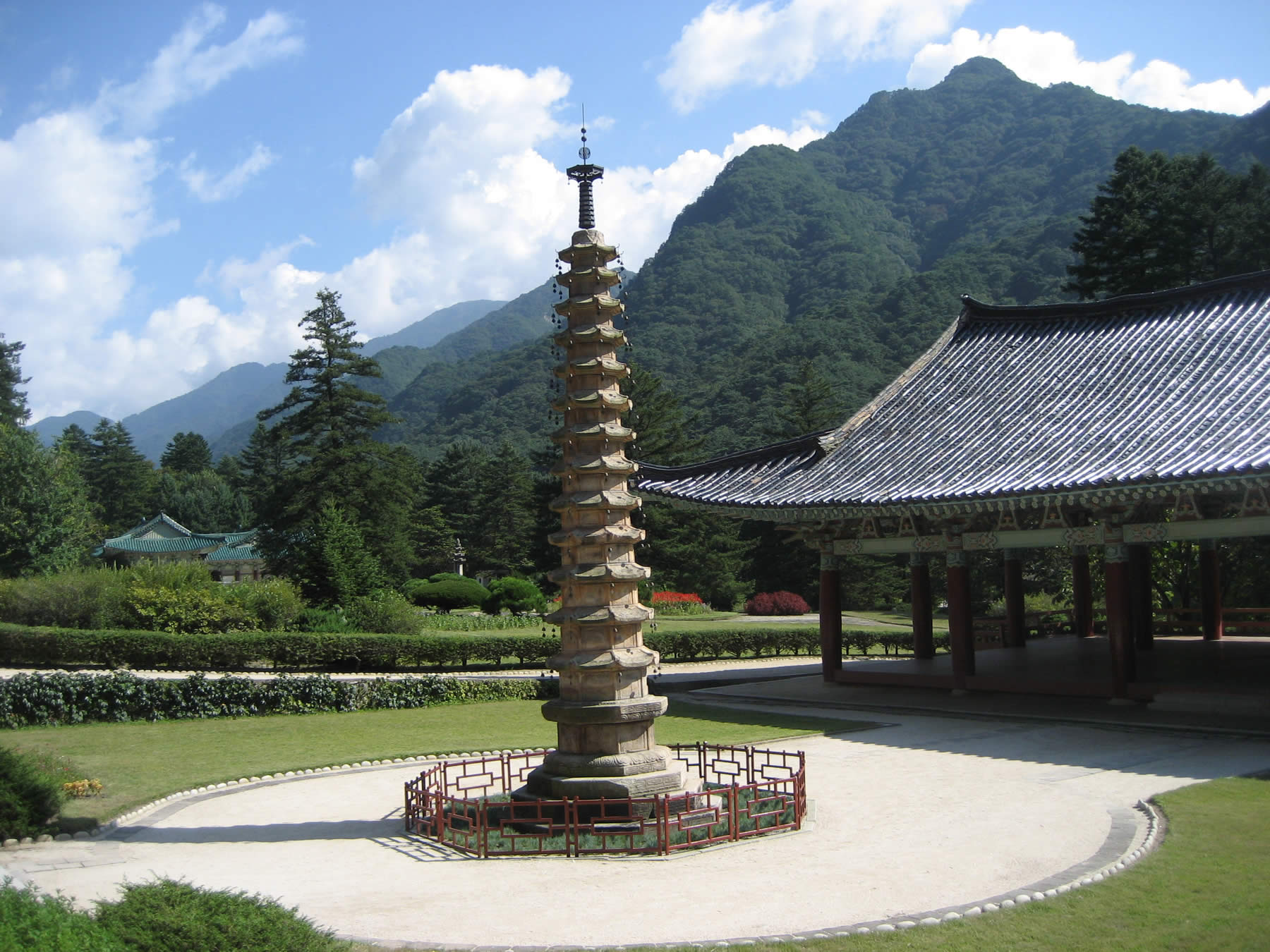
高麗朝時代の968年に開山した妙香山、普賢寺の境内。

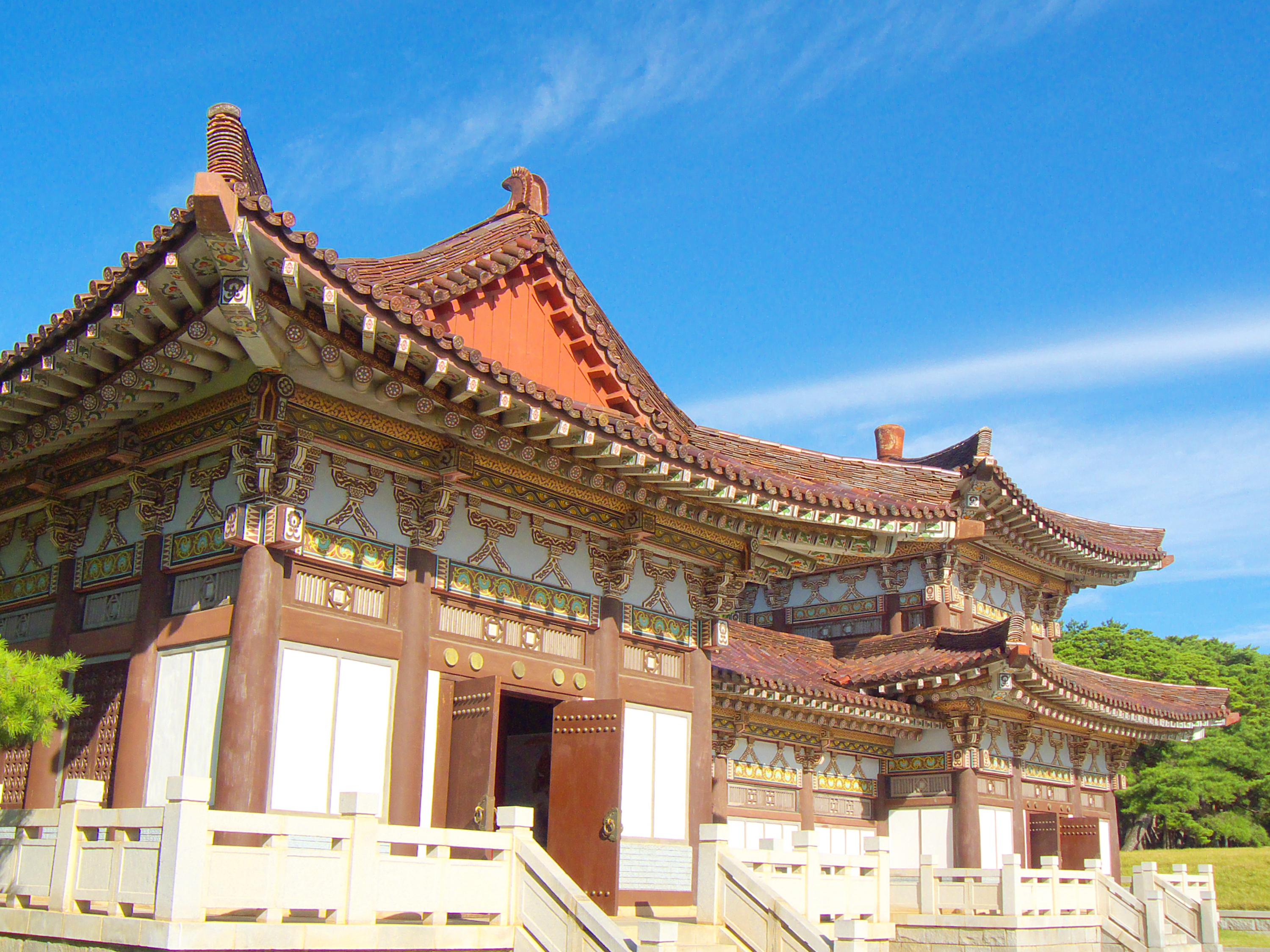
定陵寺。

宗教は住民の大半が無宗教者だが、キリスト教や仏教、天道教などの信者が少数いる。信仰の自由が憲法に明記されているものの、実際は信仰、布教活動を禁止しており、国内に存在するキリスト教会や仏教寺院は、労働党によって管理されている。また、出身成分上、仏教徒およびキリスト教徒は最下層である敵対階層に分類されており、「宗派」という言葉は罵倒語として用いられている。
平壌はかつて日本統治時代にキリスト教徒が多く、「東洋のエルサレム」と呼ばれた。金日成の母方の祖父である康敦煜もプロテスタント長老派の牧師である。解放後から金日成体制が安泰になるまでもキリスト教徒が多く、キリスト教系新宗教も存在していた。現在は、北朝鮮には地下教会の信者が多くおり、他の宗教同様キリスト教に関しても、信教の自由は確立されてはいない。北朝鮮ではキリスト教を弾圧していると言う情報が流れているのも、このためとされている。
仏教徒の団体として朝鮮仏教徒連盟が、天道教徒の団体として朝鮮天道教会中央指導委員会が、キリスト教徒の団体として朝鮮基督教連盟が存在する。
北朝鮮には長忠大聖堂のようなカトリック教会の教会堂が存在するものの、聖座（バチカン）とは国交を有していない。
イスラム教については北朝鮮国民のイスラム教徒は確認されていないが、平壌の在北朝鮮イラン大使館敷地内に主にイラン大使館員向けのシーア派のモスクが存在する。

### 教育

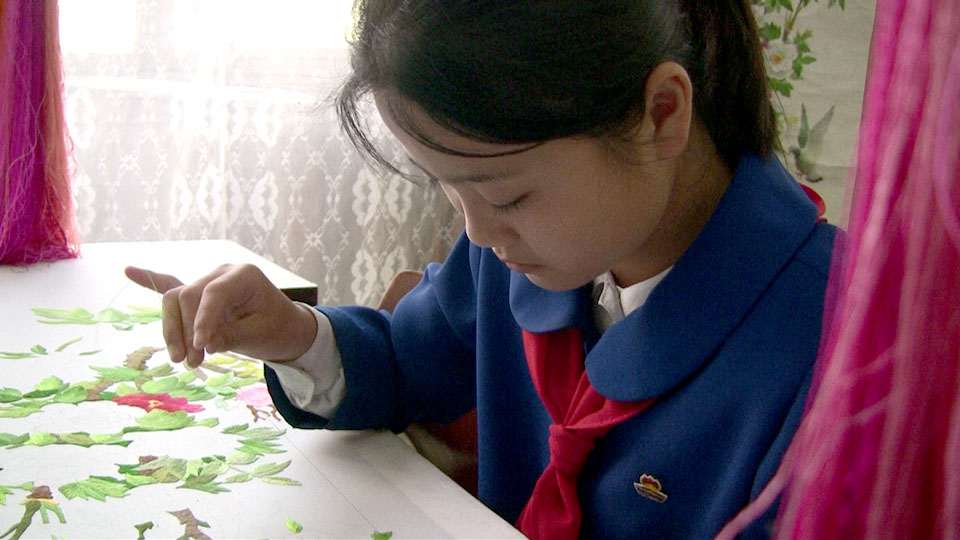
万景台学生少年宮殿の学童。

北朝鮮の学校教育制度は、満5歳から就学前教育（幼稚園）の1年間、初等教育（小学校）の4年間、中等教育（中学校）6年間の計11年が義務教育であり、中等教育を経た後の高等教育には、2-3年制の高等専門学校、3-4年制の単科大学、4-6年制の総合大学などが存在する。
主な高等教育機関として、金日成総合大学（1946年創立）、金策工業総合大学（1948年創立）、平壌外国語大学（1964年創立）などの名が挙げられる。

### 婚姻
伝統的に婚姻時に改姓することなく、夫婦別姓である。しかし現行法において婚氏に関する規定はない。「同姓同本不婚」の規定もない。

## 文化

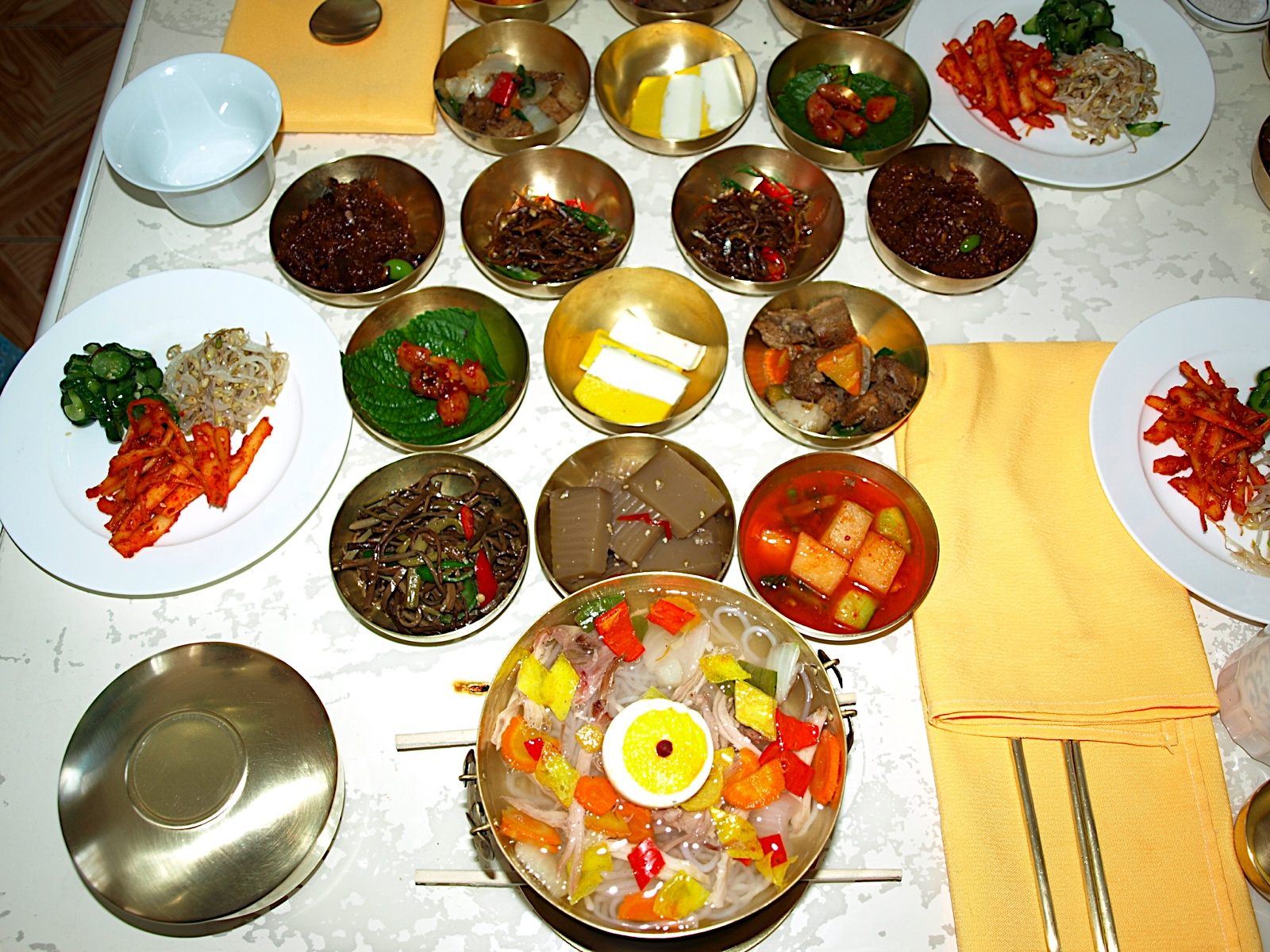
開城の観光客向けレストランで出される朝鮮料理の一式。

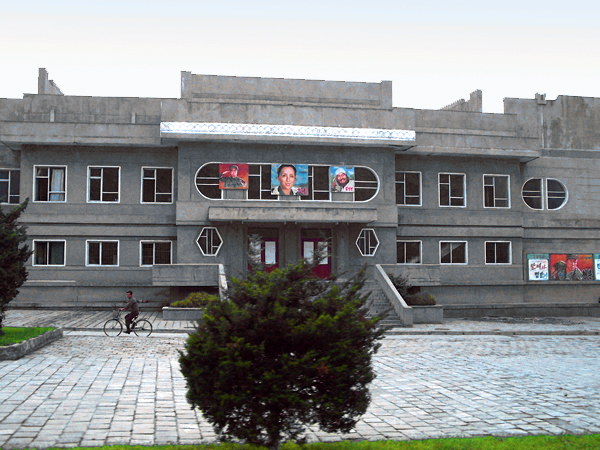
開城の映画館。北朝鮮では映画製作が盛んに行われている。

北朝鮮の文化は、基本的には韓国の文化と共通しており、民族衣装はチョゴリ、食文化はキムチや、とりわけ韓国にはない平壌冷麺が有名である。朝鮮半島北部は亜寒帯に属し、気候が寒冷であるため、冬季には建物の床下に薪や練炭、石炭の煙を通し暖を取る、昔ながらのオンドルを使用している地域が多い。
1987年より「非同盟および発展途上国の平壌映画祭」や「平壌世界芸術祭」が開催されている。プリンセス・テンコーも招待されてマジックを披露した。
世界各地に北朝鮮の文化を宣伝する文化交流団体があるが、違法なビジネスの拠点としても利用されている。

### 文学
建国直後は、旧植民地時代から活躍していた李箕永や、宗主国の言語である日本語でも創作活動をし、芥川賞候補にもなった金史良らが活躍した。また、詩人の林和などもいた。
1953年7月27日の朝鮮戦争（北朝鮮での呼称：祖国解放戦争）休戦協定後は、『ケマ高原』を著した黄健などが活躍している。

### 音楽
北朝鮮国内では主に以下の音楽集団が存在する。
- 国立交響楽団
- 功勲国家合唱団（旧称：朝鮮人民軍功勲国家合唱団、朝鮮人民軍功勲合唱団） - 協奏団より合唱部門として分列。
- 朝鮮人民軍協奏団
- 朝鮮人民軍軍楽団（旧称：最高司令部軍楽団）
- 普天堡電子楽団
- 牡丹峰電子楽団（旧称：牡丹峰楽団）
- 青峰楽団
- 銀河水管弦楽団
- 三池淵管弦楽団
- 国務委員会演奏団

### 映画
北朝鮮では映画も盛んに製作、上映されており、平壌市には「朝鮮芸術映画撮影所」が存在する。北朝鮮の映画は政治色の強いプロパガンダ映画が大半であるが、1985年には怪獣映画『プルガサリ 伝説の大怪獣』が製作、上映されている。また、1987年より非同盟および「発展途上国の平壌映画祭」が開催されている。
第2代最高指導者であった金正日総書記は映画に造詣が深かったとされ、日本でも2000年10月に同朋舎から『人間の証し――『映画芸術論』抄』なる書題で著書が日本語訳刊行されている。

### 世界遺産

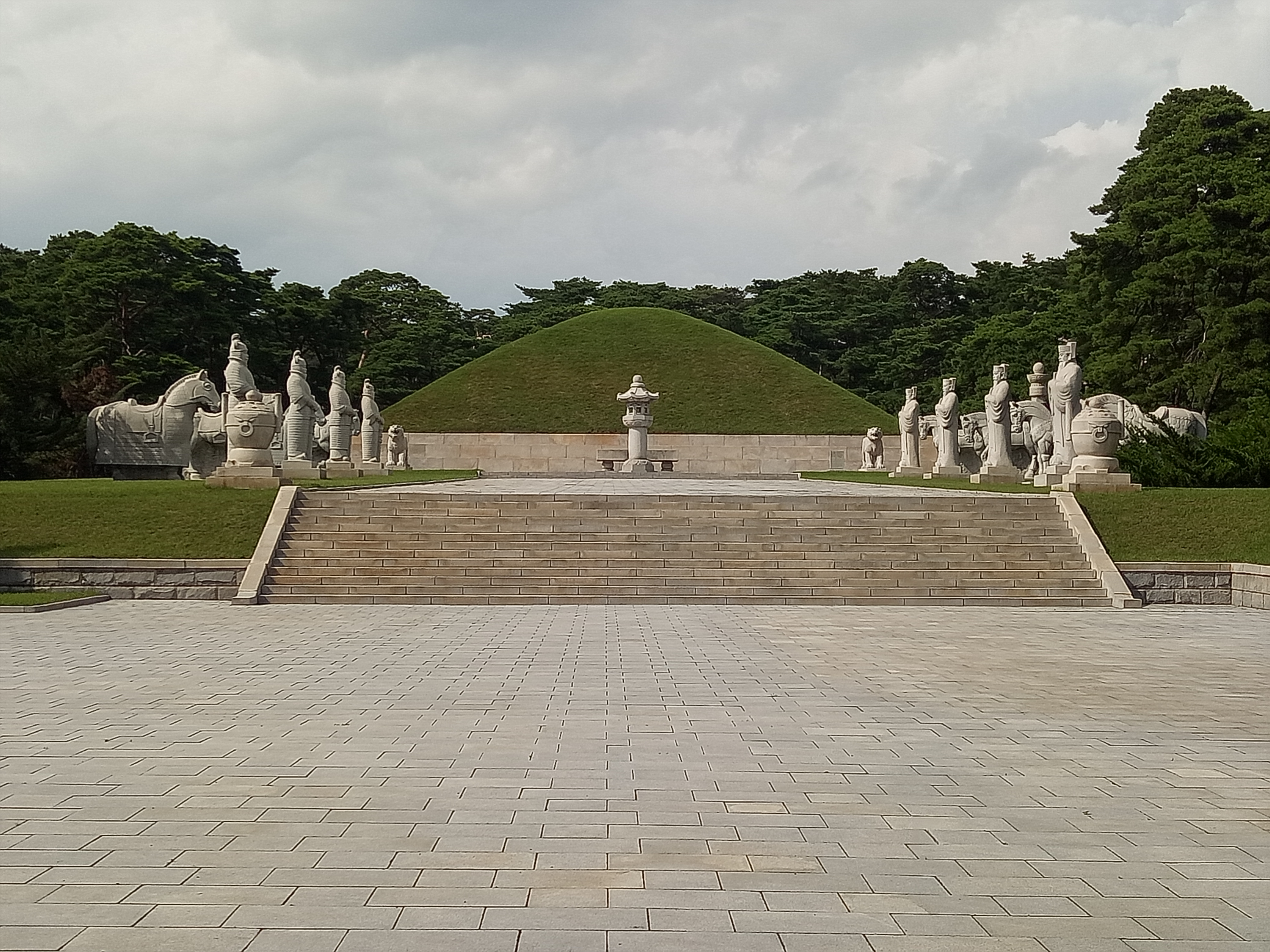
2004年にUNESCO世界遺産に登録された高句麗古墳群。

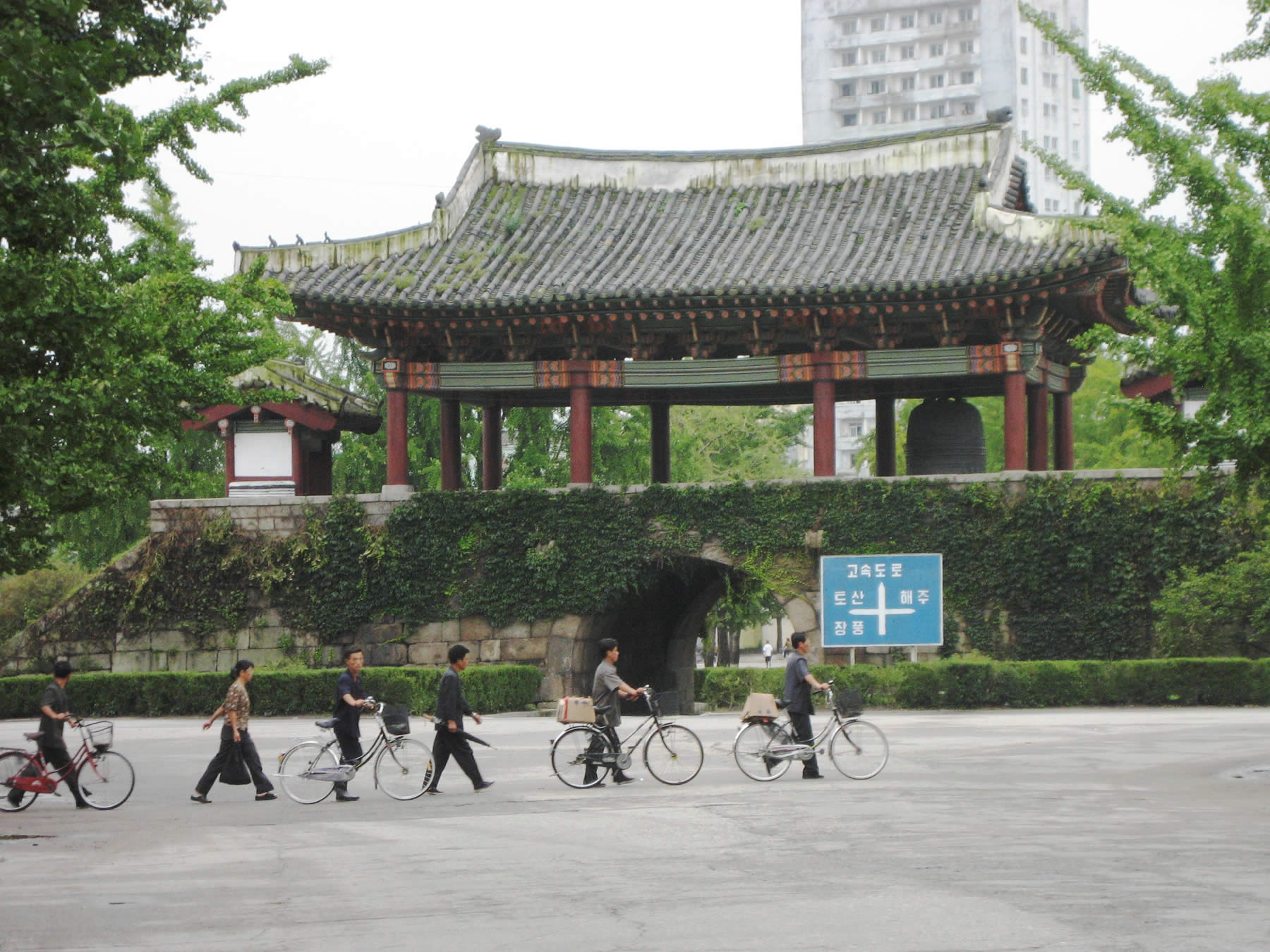
2013年にUNESCO世界遺産に登録された開城の歴史的建造物群と遺跡群の開城南大門。

北朝鮮国内には、ユネスコの世界遺産リストに登録された文化遺産が2件存在する。

### 紀年法及び暦法
北朝鮮は1997年9月9日に、それ以前の西暦のみの使用に替わる新たな紀年法として、同国の建国者かつ初代最高指導者の金日成の生誕年である西暦1912年を元年とする主体年号の使用を開始した。しかし2024年10月12日以降、主体年号の使用が中止され西暦のみの使用となっている。暦法はグレゴリオ暦（太陽暦）が使用されている。

### 祝祭日
| 日付        | 日本語表記             | 朝鮮語表記                            | 備考                               |
| ----------- | ---------------------- | ------------------------------------- | ---------------------------------- |
| 1月1日      | 正月                   | 양력설                                |                                    |
| 2月16日     | 光明星節               | 광명성절（김정일령도자의 탄생일）     | 金正日総書記誕生日                 |
| 4月15日     | 太陽節                 | 태양절（김일성주석의 탄생일）         | 金日成主席誕生日                   |
| 4月25日     | 朝鮮人民軍創建記念日   | 조선인민군 창건일                     |                                    |
| 5月1日      | 国際労働者節           | 전세계로동계급의 명절                 | いわゆる「メーデー」               |
| 7月27日     | 祖国解放戦争勝利記念日 | 조국해방전쟁승리의 날                 | 1953年の朝鮮戦争休戦記念日         |
| 8月15日     | 祖国解放記念日         | 조국광복의 날                         | 日本統治からの解放（光復）を祝う日 |
| 9月9日      | 共和国創建記念日       | 조선민주주의인민공화국창건일          | 建国記念日                         |
| 10月10日    | 朝鮮労働党創建記念日   | 조선로동당창건일                      |                                    |
| 12月27日    | 憲法節                 | 조선민주주의인민공화국 사회주의헌법절 |                                    |
| 陰暦1月1日  | 旧正月                 | 설명절                                | 民族の名節                         |
| 陰暦1月15日 | 小正月                 | 정월대보름                            | 民族の名節                         |
| 陰暦5月5日  | 端午                   | 수리날                                | 民族の名節                         |
| 陰暦8月15日 | チュソク（秋夕）       | 추석（한가위）                        | 民族の名節                         |

### スポーツ
北朝鮮主催の「平和のための平壌国際体育・文化祝典」（別名：スポーツの平和の祭典）と呼ばれる国際競技大会が開催されており、1995年には日本から当時プロレス選手だったアントニオ猪木らが参加した。さらに数万人で行われるマスゲームは芸術的完成度が高く、外国人観光客を呼び込むため度々行われている。
サッカー

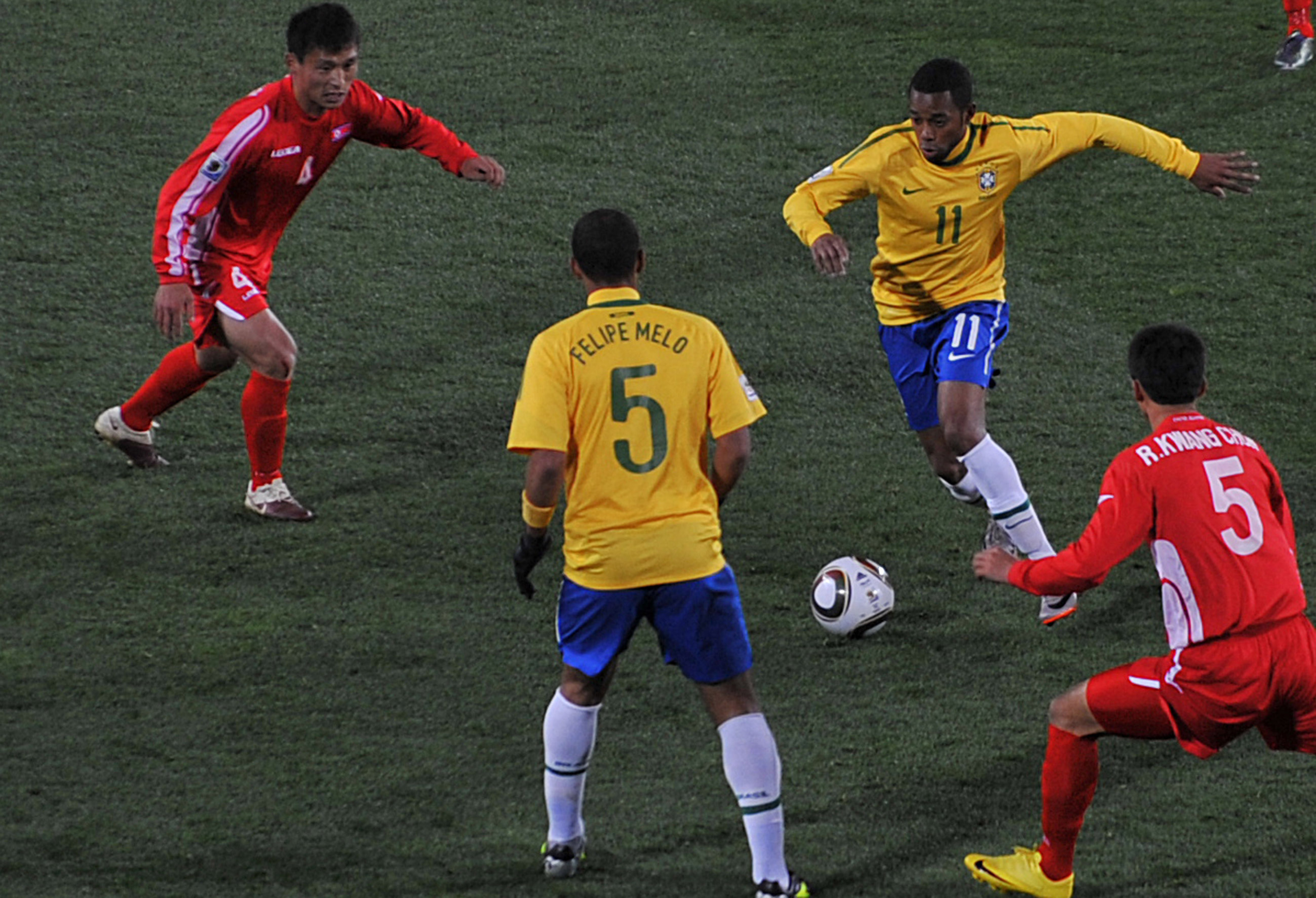
2010年南アフリカW杯にて、ブラジル代表と対戦する北朝鮮代表

北朝鮮ではサッカーが最も人気のあるスポーツである。サッカー北朝鮮代表はイングランドで開催された1966 FIFAワールドカップでは、初出場ながら強豪のイタリア代表を撃破してベスト8に進出するも、準々決勝でポルトガル代表のエウゼビオに逆転ゴールを決められてしまい、準決勝進出はならなかった。なお、この快進撃は現在もワールドカップ史上最大の番狂わせの一つと語り継がれている。
その後、代表チームは長らくFIFAワールドカップからは遠ざかっていたものの、南アフリカで開催された2010 FIFAワールドカップに44年ぶり2度目の出場を果たした。グループリーグ第1戦ではブラジル代表と対戦し、ゴールを決めたが1-2で敗れた。次の第2戦のポルトガル代表には0-7、消化試合となった第3戦のコートジボワール代表にも0-3と敗れ、結局3戦全敗（勝ち点0）となりグループ最下位で敗退した。帰国後の監督や選手などのいわゆる「炭鉱送り」については、北朝鮮サッカー協会は事実無根として明確に否定し、思想説教のみにとどめたと弁解した。脱北者は1966年には炭鉱送りがあったことを証言している。
その他の競技
朝鮮民族の武道として、テコンドーや朝鮮相撲のシルムが存在する。また、柔道では1996年のアトランタ五輪48kg級決勝戦で、田村亮子（現：谷亮子）の連勝記録85連勝を阻んだケー・スンヒがおり、レスリングでは2012年のロンドン五輪55kg級銅メダリストのヤン・ギュンイルがいる。さらに、卓球や重量挙げなども人気のスポーツとなっている。1977年に行われた第34回世界卓球選手権において、中国人選手を破り金メダルを獲得したパク・ヨンスンは、北朝鮮国内では英雄として当時扱われていた。

## 通信とメディア
オーストラリアに本部を置き、アメリカ、オランダ、メキシコ、ベルギーなどに支部を持つ経済平和研究所によると、2024年時点で北朝鮮において情報の自由が全くなく、5段階評価で4.53、163カ国中163位、つまり世界で最も情報の自由度が低い国になるという。

### テレビ・ラジオ
国内向け放送には、朝鮮中央放送委員会によって国営テレビ局の朝鮮中央テレビ、国営ラジオ局の朝鮮中央放送がAM（中波）と短波を利用して運営されている。FMラジオ局の平壌FM放送が存在する。
韓国（南朝鮮）向けや在日朝鮮人などの海外在住の朝鮮人向けラジオ局の平壌放送がAM（中波）と短波を利用して行われている。
海外向けラジオ放送の朝鮮の声放送がAM（中波）と短波やインターネット配信を利用して9つの言語で行われている。

### 新聞
朝鮮労働党機関紙の『労働新聞』や政府機関紙の『民主朝鮮』などが存在する。

### 報道規制
2010年の北朝鮮は、指導者たる金正日の体制を維持するための手段の一つとして、指導者が情報を一手に握って管理統制し言論の自由・報道の自由が無い国と看做されている。2006年5月2日にジャーナリスト保護委員会が作成した検閲国家ワースト10のリストでワースト1位となった（詳しくは検閲国家ワースト10のリストを参照）。また国境なき記者団が発表した世界報道自由度ランキング2019年度版でも180か国中179位と極めて低い順位となっている。また、2002年 - 2006年の5年間は、北朝鮮は連続最下位だった。
また実際に北朝鮮にあるラジオ、テレビ、新聞は政府の統治下にあるため、同国のマスメディアは政府や朝鮮労働党に都合の悪い情報を国内に対しては一切報道しない。テレビやラジオは当局の検閲を通過したもののみが放送される。
外国のラジオ放送やテレビ放送を国民が受信することは法律によって厳しく規制されており、国内で流通しているラジオ受信機は周波数を自由に選択できない。北朝鮮のインターネットも国外のウェブサイト（朝鮮総連などの北朝鮮関連のサイトは除く）への接続を規制しており、同国政府に批判的な内容の情報が国内に流入しないようにしている。
さらに、外国通信社が首都平壌に支局を開設しようとする場合、朝鮮中央通信社と業務提携を結び、記事配信にあたって朝鮮中央通信の指導を受けなければならないとされている。このため、西側諸国の通信社で平壌支局があるのはロイターとAP通信、共同通信社に事実上限られている。

## 国の象徴

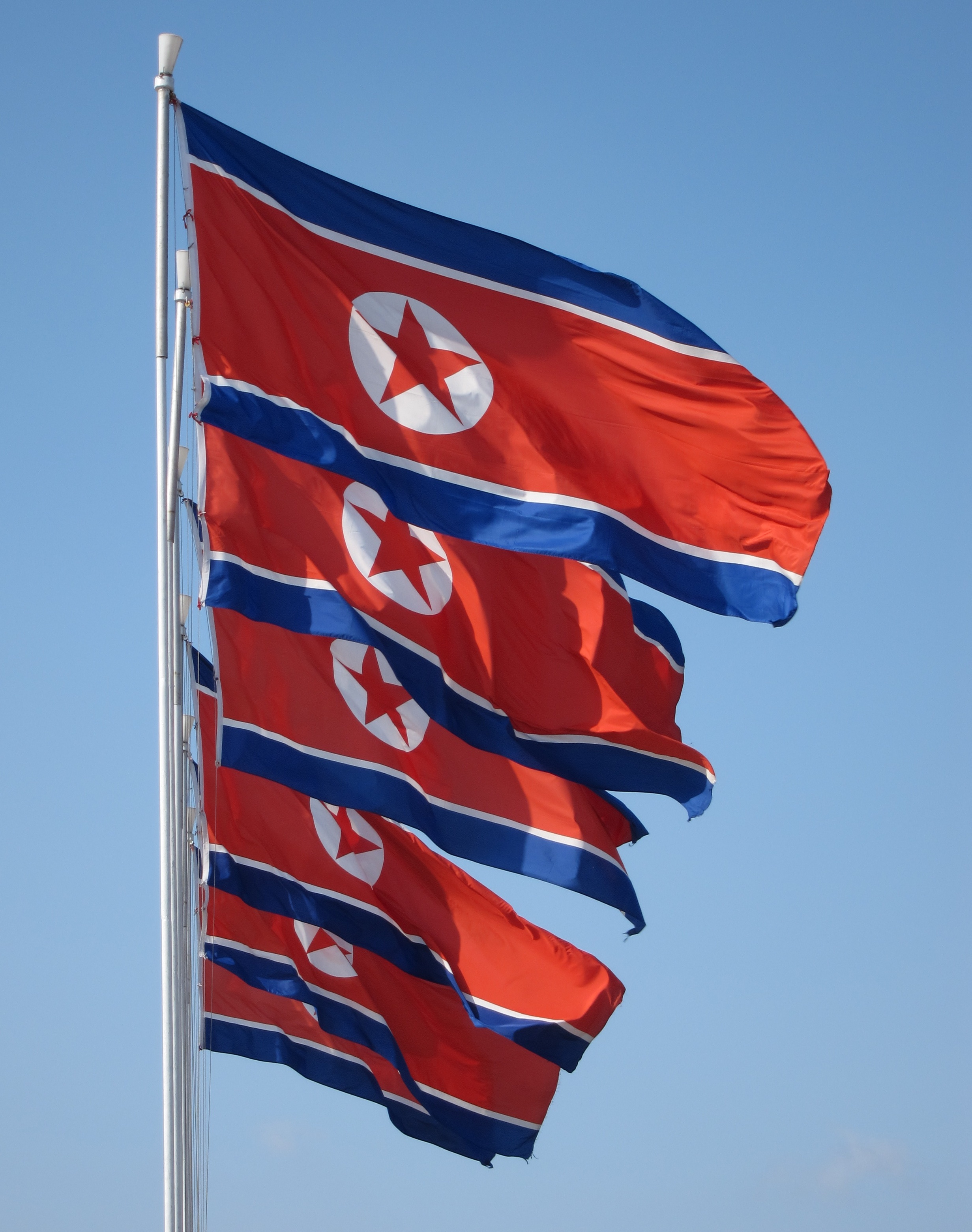
錦繍山太陽宮殿で掲揚される共和国旗

### 国旗
国旗は、共和国旗（コンファグッキ: 공화국기）と呼ばれる旗である。建国直前まで北朝鮮人民委員会も太極旗を使っていたが、1947年10月20日に朝鮮での信託統治実施を巡る米ソ共同委員会が事実上決裂し、南北朝鮮が別個に新政府の樹立準備を始めたため、新しい国旗が必要になった。そのため、新しい国旗の原案が1948年2月に提示され、修正を経て同年9月8日に共和国旗として制定された。

### 国花

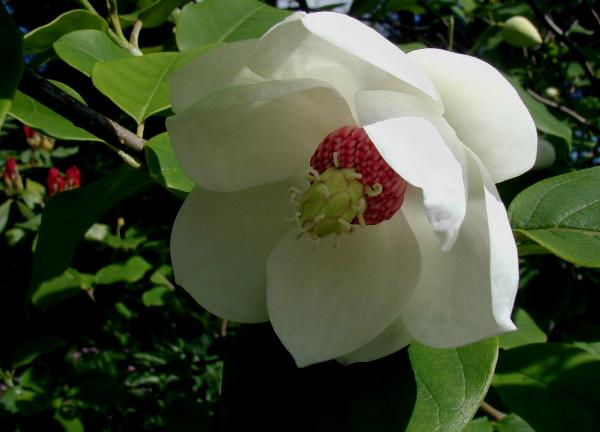
木蘭（オオバオオヤマレンゲ）の花

国花は木蘭である。ただし、より正確に記すとオオヤマレンゲ Magnolia sieboldii ssp. sieboldii であり、園芸樹として一般的なハクモクレン Magnolia heptapeta とは異なる種である。北朝鮮の公式ポータルサイト「ネナラ」によると、オオヤマレンゲは抗日パルチザン時代の金日成と縁のある花で、建国後に金日成から「木に咲く美しい花」という意味の「木欄」と名付けられ、北朝鮮の国花になったという。
また、国花とは別に、北朝鮮には国花以上の政治的な意味を持つ花として指導者の名を冠した金日成花、金正日花という花卉がある。